# Regout (geslacht)

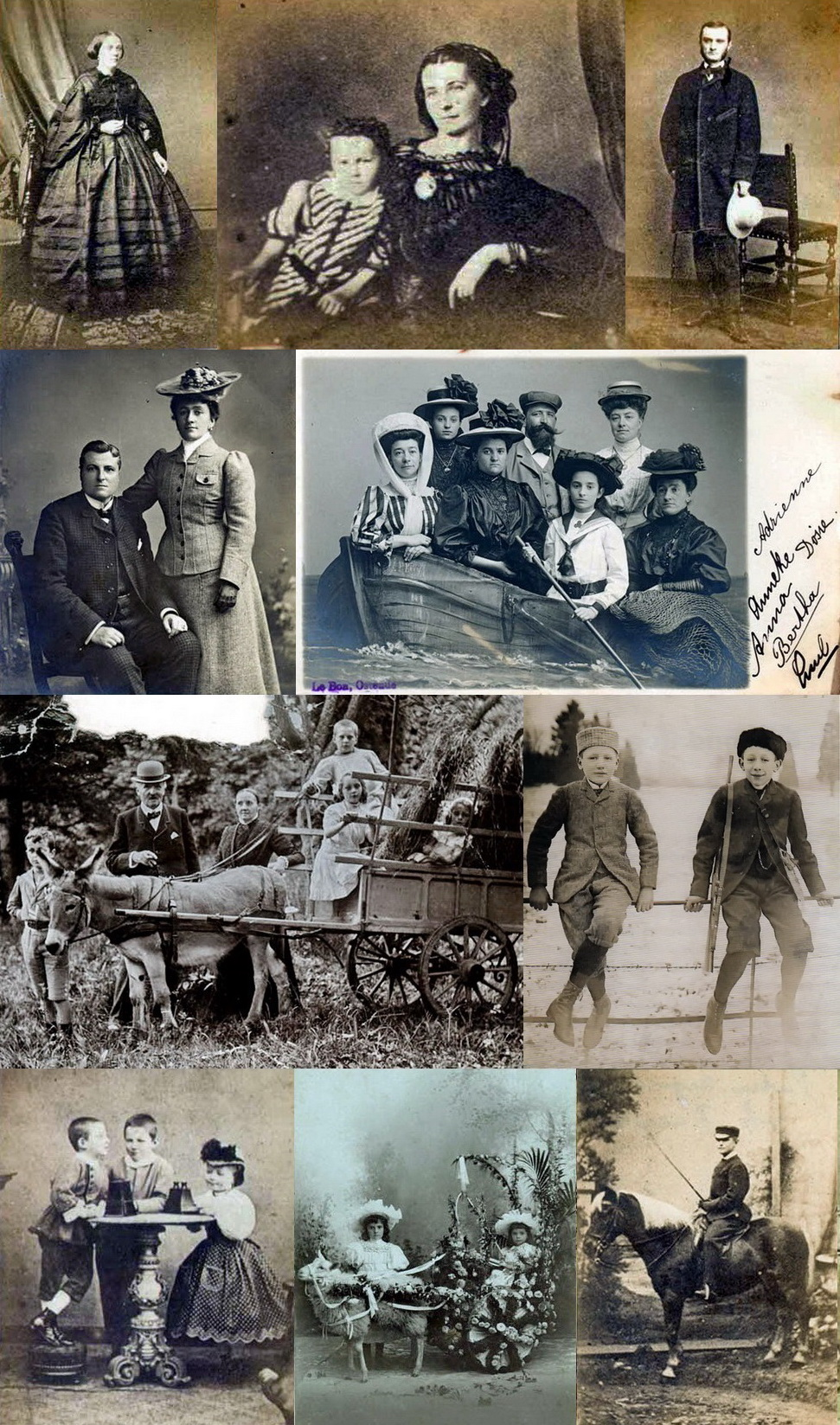
Foto's uit het familiearchief Regout (collectie RHCL Maastricht)

Het geslacht Regout of de familie Regout is een van oorsprong Maastrichtse familie van industriëlen en politici. Tot het geslacht behoren de oprichters en bestuurders van bedrijven als Thomas Regout, Koninklijke Sphinx, Koninklijke Mosa en Kristalunie Maastricht, alsmede enkele Nederlandse ministers, Eerste en Tweede Kamerleden, en provinciale en plaatselijke politici en bestuurders. In 2012 waren er 365 naamdragers die afstamden van de pater familias, Petrus Laurentius Regout. Hiervan woonde het merendeel in België, met name in de omgeving van Brussel en Luik. Van de nakomelingen van Petrus' broer Thomas zijn geen naamdragers meer in leven.
Leden van de familie Regout waren in de negentiende eeuw verantwoordelijk voor de ontwikkeling van Maastricht als vroege industriestad. De producten van de kristal-, glas- en keramiekfabrieken van Petrus Regout en zijn zonen genoten internationale faam en boden aan duizenden arbeiders werk. Hoewel Petrus als typisch negentiende-eeuwse ondernemer autoritair optrad in zijn fabrieken, zorgden met name enkele van zijn zonen voor het slechte imago dat de Regout-fabrieken aan het einde van die eeuw hadden. Vanaf begin twintigste eeuw bekleedden leden van de familie tevens leidende functies in het bedrijfsleven in België.
De eerste generaties Regout trouwden voornamelijk met notabelen uit Limburg en Luik; vanaf begin twintigste eeuw in toenemende mate met telgen uit (voornamelijk Belgische) adellijke families. Het geslacht Regout werd in 1910, 1931/32 en in 1998 opgenomen in het Nederland's Patriciaat. Diverse kastelen en landhuizen in de omgeving van Maastricht, Luik en Namen zijn of waren ooit in bezit van familieleden. Het familiearchief en de diverse bedrijfsarchieven zijn belangrijke bronnen voor de geschiedenis van Maastricht in de Moderne Tijd.

## Naam: herkomst en verspreiding
Volgens het Meertens Instituut en de Annuaire de la noblesse de Belgique zou de familienaam Regout een patroniem kunnen zijn, een adaptatie van een Germaanse voornaam, bijvoorbeeld Rickolf, Richold of Rikwald (rîk = rijk; wald = heersen).
In Maastricht gaat het geslacht Regout niet verder terug dan de tweede helft van de zeventiende eeuw. De naam Regout, op deze wijze gespeld, wordt omstreeks 1700 ook onder andere vermeld in Leiden en Den Haag. Variaties op de naam kwamen ook al in de zestiende eeuw voor: Regoud in Haarlem en Rigouts in Lier. Ook elders in Vlaanderen en in Frankrijk kwam variaties op de naam voor, maar een link met de Maastrichtse Regouts kon tot op heden niet worden aangetoond. Dat de familie zou afstammen van een Venetiaanse glasblazersfamilie Rigo, is een veronderstelling die evenmin bewezen kon worden. Een uit Londen afkomstige familie van glasblazers Rigo vestigde zich in 1651 in Amsterdam.
Van de 347 naamdragers en directe afstammelingen van Petrus (I) Regout was in 2001 iets meer dan de helft (177) vrouw. Iets minder dan de helft (167) was jonger dan 40 jaar. Bijna twee derde (229) was Belg. In 2008 woonden 64 Regouts in het Brussels Hoofdstedelijk Gewest; tien jaar eerder waren dat er nog 80. In 2007 woonden ongeveer honderd naamdragers verspreid over Nederland, met een lichte concentratie in het westen, midden en zuiden van het land. Dat aantal is dalende, want in 2001 woonden er nog 118 Regouts in Nederland.

## Geschiedenis (genealogisch)

### Voorgeslacht
De stamreeks begint met Carolus Regout (in de akten vermeld als: Richo, Ricco, Regau, Richaut en Regaut), die in de Maastrichtse Boschstraat woonde en op 22 december 1706 in die plaats overleed. Zijn derde zoon Petrus Carolus Regout (1704/05-1781) trouwde in 1729 in de Sint-Catharinakerk met Maria Margaretha Vasseur. Hij handelde in porselein en aardewerk en begon omstreeks 1734 tevens een pijpenfabriek.

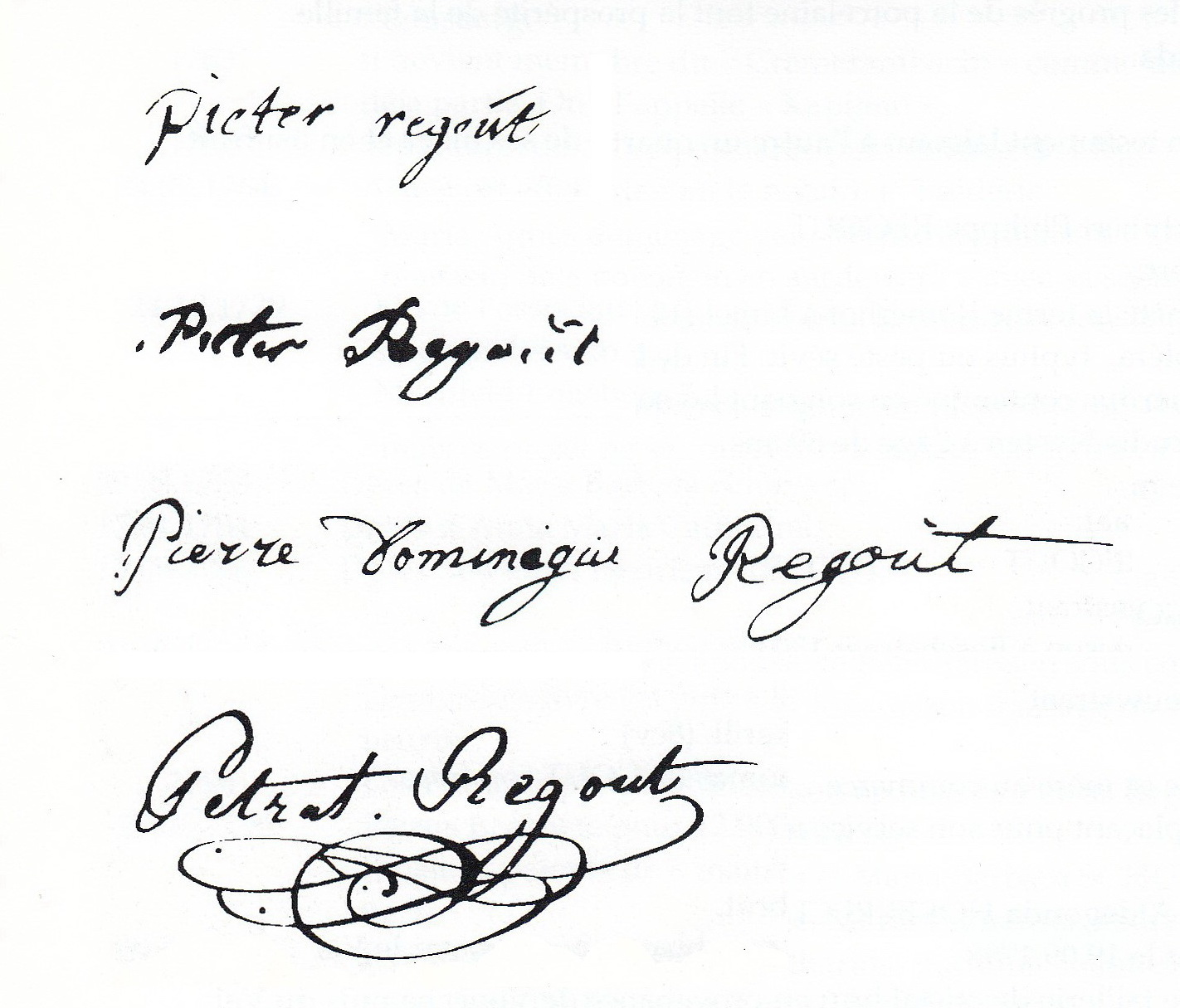
Handtekeningen van vier generaties "P. Regout":
1. P.C. Regout (1705-1781)
2. P.H. Regout (1735-1784)
3. P.L.D. Regout (1765-1814)
4. P.L. Regout (1801-1878)

Een zoon van Petrus Carolus, Petrus Henricus Regout (1735-1784), was eveneens actief in de porselein- en aardewerkhandel. Hij trouwde op 6 juni 1762 te Maastricht met Maria Agnes Ghijsen (1734-1780), maar scheidde in 1764 van tafel en bed. Mogelijk hield zijn poging om de door zijn vader opgezette pijpenfabriek in 1770 naar Luik te verplaatsen verband met deze scheiding. Na de scheiding begon Maria Agnes een porselein- en aardewerkwinkel in de Muntstraat, samen met haar zus Catharina Elisabeth. In 1779 werd ze opgenomen in een rooms-katholieke instelling, samen met haar tienerzoon. Na haar dood hertrouwde Petrus Henricus in 1781 met Maria Barbara Schuyvele.

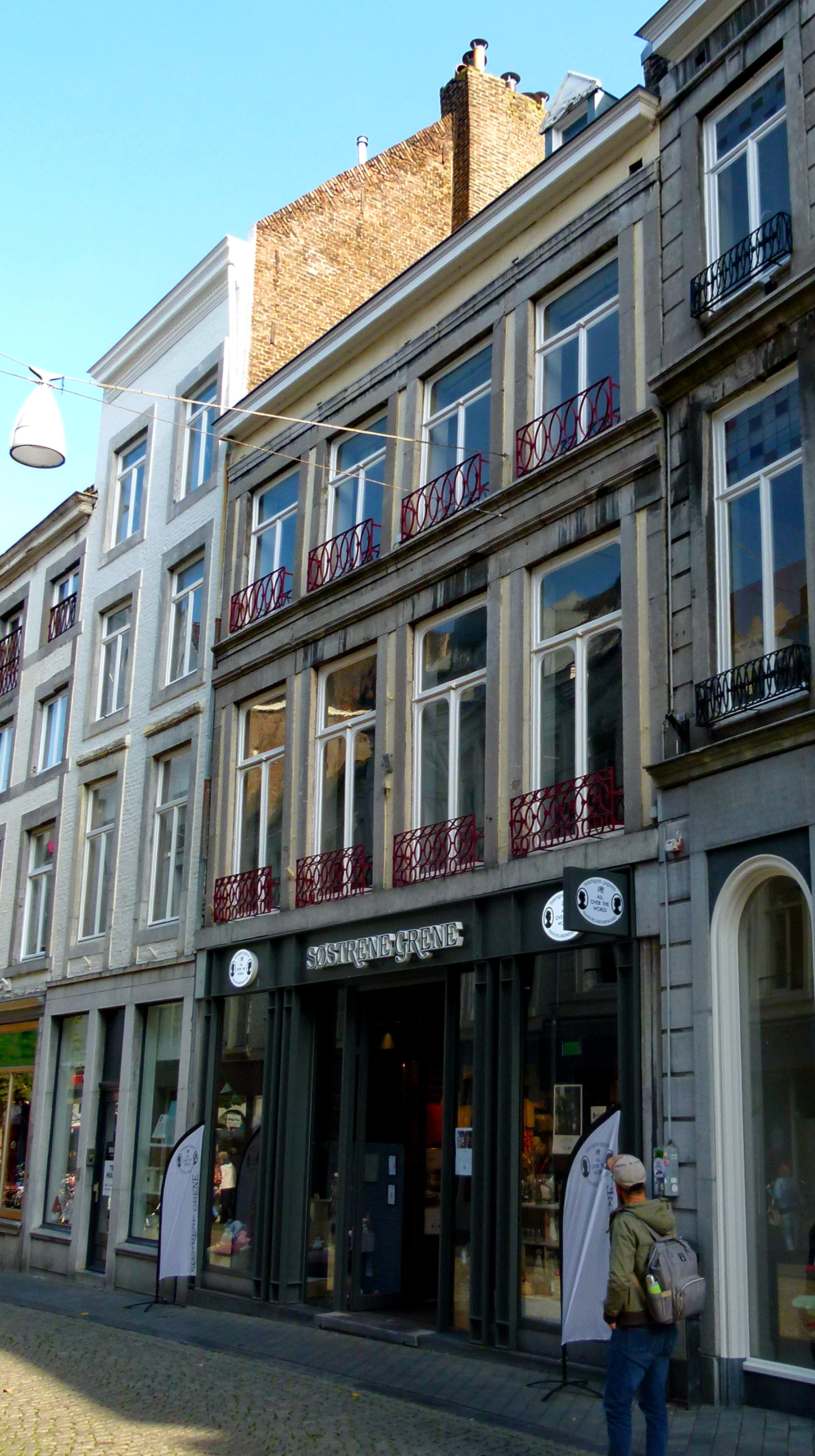
Nieuwstraat 7-9

De enige zoon van Petrus Henricus Regout en Maria Agnes Ghijsen was Petrus Leonardus Dominicus Regout (1765-1814), die een half jaar na de scheiding van zijn ouders werd geboren. Ook hij was koopman in glas, porselein en aardewerk. In 1796 kocht hij het huis Nieuwstraat 5 (later nr. 735, thans nr. 9), voor zover bekend de eerste vastgoedaankoop van de Regouts in Maastricht. Op 9 juni 1800 trouwde hij met Maria Gertrudis Nijsten (1766-1835). Hun eerste zoon, de welbekende Petrus Laurentius werd een jaar later in het huis in de Nieuwstraat geboren. Petrus Leonardus en Maria Gertrudis bouwden aan de Nieuwstraat een succesvolle zaak op. In 1812 kocht het echtpaar in Limmel de Romerhof, een herenhoeve met twaalf hectare landerijen. Nadat het echtpaar in 1810 al de twee jongste kinderen had verloren, stierf vader Petrus in 1814, waarschijnlijk tijdens een cholera- of tyfusepidemie. Na zijn vroege dood – volgens de overlevering zou hij besmet zijn geraakt terwijl hij zieke garnizoenssoldaten bijstond – zette zijn weduwe de zaak voort. Zij was daarin zeer succesvol, wat onder meer blijkt uit de aankoop van meer landerijen in de omgeving van de Romerhof, een uitbreiding van de winkel in 1826 en, een jaar later, de aankoop van een groot huis aan de Boschstraat (destijds nr. 1303), waar haar oudste zoon Petrus Laurentius met zijn vrouw ging wonen. Met de verwerving van dit pand, pal tegenover de nieuwe binnenhaven Bassin, legde de weduwe Regout-Nijsten de grondslag voor de stichting van de Sphinx-fabrieken.

### Stamvaders: Petrus (I) en Thomas
Van de vijf kinderen van het echtpaar Regout-Nijsten bereikten er drie de volwassenheid. Over de tweede zoon, Johannes Thomas ("Jean") Regout (1803-1871) is weinig meer bekend dan dat hij koopman was. Hij was het die de zaak van zijn ouders in de Nieuwstraat voortzette. Voor zover bekend bleef Jean ongehuwd en had hij geen nageslacht.
De oudste zoon, Petrus Laurentius Regout, ook wel "Pie" genoemd, meestal aangeduid als Petrus (I) (1801-1878), is de bekendste telg uit de familie. Hij was het die met de oprichting van de glas-, kristal- en aardewerkfabrieken Petrus Regout & Co., later De Sphinx genoemd, in het Maastricht van de jaren 1830 een economische en sociale omwenteling zonder weerga teweegbracht. Petrus was lid van de Eerste Kamer der Staten-Generaal, lid van de gemeenteraad van Maastricht, medeoprichter en president-commissaris van de Aken-Maastrichtsche Spoorweg-Maatschappij en voorzitter van de Vereeniging van en voor Nederlandsche Industrieelen. Petrus trad op 17 juni 1825 te Maastricht in het huwelijk met Maria Aldegonda ("Gonneke") Hoeberechts (1798-1878), dochter van Franciscus Hoeberechts (1761-1819) en Joanna Margaretha Botti (1768-1847). Het echtpaar kreeg tien kinderen, van wie er één de volwassenheid niet bereikte. Alle vijf zonen namen direct of indirect vooraanstaande posities in het bedrijf van hun vader of dat van hun oom Thomas Regout in.
1. Maria ("Mimi") Gertrudis Hubertine Regout (1826-1898), commissaris C.V. Kristal-, Glas- en Aardewerkfabrieken Petrus Regout & Co., gehuwd met Jean Jacques Adolphe Weustenraad (1813-1859), 4 kinderen, bewoonster van villa Kanjel
2. Petrus ("Petrus (II)") ("Pierre") Alexander Hubertus Regout (1828-1897), vennoot en directeur C.V. Kristal-, Glas- en Aardewerkfabrieken Petrus Regout & Co., gehuwd met Gertrudis Hubertina Amelia ("Amélie") Polis (1830-1904), 10 kinderen, bewoner villa Canne
3. Hubert "Edouard" Thomas Regout (1829-1878), vennoot C.V. Kristal-, Glas- en Aardewerkfabrieken Petrus Regout & Co., gehuwd met Marie Marguerite "Théodosie" Léontine Kersten (1829-1892), 11 kinderen
4. "Eugène" Bernard Hubert (1831-1908), vennoot en directeur C.V. Kristal-, Glas- en Aardewerkfabrieken Petrus Regout & Co., vennoot en bestuurder N.V. Maastrichtsche Spijker- en Draadnagelfabriek v/h Thomas Regout, lid Provinciale Staten van Limburg, gehuwd met 1) Caroline Hortense "Victorine" Bonhomme (1831-1861) en 2) "Léonie" Hubertine Regout (1837-1906), 8 kinderen, bouwheer en bewoner villa Wyckerveld
5. Hubert Gérard Louis ("Louis (I)") Regout (1832-1905), vennoot en directeur C.V. Kristal-, Glas- en Aardewerkfabrieken Petrus Regout & Co., medeoprichter porseleinfabriek Louis Regout en Zonen (later Koninklijke Mosa), oprichter glasfabriek Stella (later Kristalunie Maastricht), lid van Provinciale Staten van Limburg, lid Eerste Kamer der Staten-Generaal, gehuwd met Theresia Hubertina ("Thérèse") Berger (1829-1899), 12 kinderen, bouwheer en bewoner villa Kruisdonk
6. Maria Hubertina Anna "Émilie" Regout (1834-1886), gehuwd met Hubert Joachim Brouwers (1833-1892), burgemeester van Roermond en Tweede Kamerlid, 5 kinderen, bewoonster kasteel Nijswiller
7. Hubertus "Victor" Franciscus Regout (1835-1837)
8. Joséphine Hubertine "Pauline" Regout (1837-1864), gehuwd met Carolus Henricus Gijsbertus Hubertus Leurs (1828-1900), medicus, 1 kind
9. "Gustave" Jean Hubert (1839-1923), vennoot C.V. Kristal-, Glas- en Aardewerkfabrieken Petrus Regout & Co., gehuwd met Marie "Louise" Philippinne Ghislaine Eugenie Pétry (1849-1916), 5 kinderen, bewoner Kasteel Vaeshartelt
10. Wilhelmina ("Mina") Aldegonda Hubertina Regout (1841-1868), ongehuwd

De derde zoon van het echtpaar Regout-Nijsten, Thomas Dominicus Regout (1805-1862), was in 1834 medeoprichter, en van 1843 tot 1862 enige directeur van de nog bestaande Maastrichtse Spijker- en Draadnagelfabriek v/h Thomas Regout, tegenwoordig Thomas Regout (International) B.V. geheten. Hij was evenals zijn broer Petrus lid van de gemeenteraad in Maastricht. Thomas trouwde op 12 april 1836 te Maastricht met Catharina Johanna Hubertina ("Jeannette") Ghysen (1812-1894), dochter van Matheus Dominicus Ghysen en Joanna Martina Simons. Het echtpaar kreeg zeven kinderen, vijf dochters en twee zonen. Van de zonen trouwde alleen de jongste, Oscar, maar omdat hij alleen twee dochters kreeg, stierf deze tak met hen uit.
1. Léonie Marie Hubertine Regout (1837-1906), gehuwd met de ondernemer Eugène Regout (1831-1908), 8 kinderen (+ 3 stiefkinderen), bewoonster villa Wyckerveld
2. Theophile Jean Marie Hubert Regout (1839-1890), ongehuwd, geen kinderen
3. Antoinette Marie Alphonsine Hubertine Regout (1841-1929), gehuwd met Théodore Coenegracht (1839-1886), 2 kinderen
4. Victorine Barbe Marie Henriette Hubertine Regout (1843-1908), gehuwd met de bierbrouwer Henri Rutten (1833-1909), 3 kinderen
5. Caroline Wilhelmine Marie Hubertine Regout (1845-1895), gehuwd met Jérôme Clermont (1832-1888), 3 kinderen
6. Ernestine Regout (1847-1930?)
7. Oscar Pierre Marie Hubert Regout (1849-1895), fabrikant, gehuwd met Gérardine Moubis (1854-1937), 2 kinderen

### Nageslacht van Petrus (I)

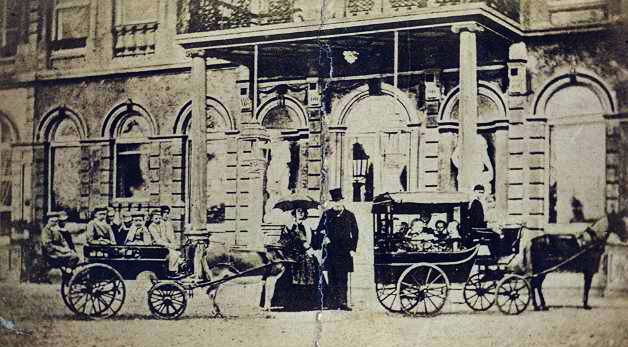
Petrus en Aldegonda met de kleinkinderen (in koetsen) voor kasteel Vaeshartelt, ca. 1865

De hoofdlijnen in de genealogie van de familie Regout worden traditioneel bepaald door de vijf mannelijke 'takken', dat wil zeggen: de nakomelingen van de vijf zonen van Petrus (I) Regout en Aldegonda Hoeberechts, die de volwassenheid haalden en voor nageslacht zorgden. Bij het overlijden van Petrus en Aldegonda waren er van hun tien kinderen nog zeven in leven en van de 60 kleinkinderen nog 49 (plus vier achterkleinkinderen). Bij familiereünies dragen de aanwezigen herkenningstekens om de tak (branche) aan te geven waartoe ze behoren. Voor de familiefoto's die bij die gelegenheid gemaakt worden, stellen de familieleden zich per tak op.
De zonen met nageslacht die de vijf takken binnen de familie Regout vormen zijn: Petrus (II) (1828-1897), Edouard (1829-1878), Eugène (1831-1908), Louis (I) (1832-1905) en Gustave (1839-1923).

#### Eerste tak: Petrus (II)
Petrus (II) (Pierre) Regout was het tweede kind en de oudste zoon van Petrus (I) Regout en Aldegonda Hoeberechts. Zijn nakomelingen vormen de eerste (mannelijke) tak binnen het geslacht Regout. In 2012 behoorden 127 van de 365 nakomelingen van Petrus (I) en Aldegonda tot de tak Petrus (II) (52 mannen en 75 vrouwen), daarmee de op een na talrijkste tak vormend. Tot de bekendere nakomelingen behoren de ondernemers Petrus (III) en (IV), Jules (I) en (II), Georges, Alfred, Ernest en Viviane Regout; verder de acteur/actrice Georgea Regout (zijtak Jules), de arts en olympisch roeier John ("Flip") Regout (zijtak Ernest), de autocoureur Hervé Regout (zijtak Alfred) en de striptekenaar-cartoonist Patrick Regout (zijtak Charles).
Petrus Alexander Hubertus ("Petrus (II)") Regout (1828-1897) trad op 24 augustus 1852 te Maastricht in het huwelijk met Gertrudis Hubertina Amelia ("Amélie") Polis (1830-1904), dochter van Lodewijk Josef Polis en Maria Catharina Theresia Wijnandts. Het echtpaar kreeg tien kinderen, allemaal zonen, waarvan er zeven de volwassenheid bereikten en de meesten in de voetsporen van hun vader en grootvader traden.
1. George Louis Hubert Regout (1853-1853)
2. Petrus Hubertus ("Petrus (III)") Regout (1854-1928), directielid De Sphinx, voorzitter raad van beheer KNP, gehuwd met Louisa Berger (1853-1932), 2 kinderen (waaronder Petrus (IV) Regout)
3. Jules Joseph Hubert Regout (1855-1932), oprichter N.V. Wolindustrie v/h Jules Regout & Co., raadslid Maastricht, gehuwd met Frederika Berger (1858-1927), 5 kinderen
4. Ernest Edouard Hubert Regout (1857-1935), oprichter Assurantiekantoor Ernest Regout & Zoon, lid Provinciale Staten van Limburg, gehuwd met Bertha Vielvoye (1858-1937), 6 kinderen
5. Alfred Hubert Regout (1858-1935), oprichter en voorzitter van de raad van bestuur van vloertegelfabriek Alfred Regout & Co., later Rema, sinds 1965 onderdeel van Koninklijke Mosa, gehuwd met Angèle Stevens (1866-1899), 5 kinderen
6. Constant Gustave Hubert Regout (1859-1859)
7. Victor Gustave Guillaume Regout (1861-1892), ongehuwd
8. Georges Eugène Hubert Regout (1862-1863)
9. Leopold Louis Hubert Regout (1863-1932), gehuwd met Joséphine Bettonville (1864-1932), 4 kinderen
10. Charles Marie Hubert Regout (1866-1932), directeur gasfabriek te Luik, Nederlands consul aldaar, gehuwd met Louise Desoer (1871-1935), 4 kinderen

#### Tweede tak: Edouard
Edouard Regout was het derde kind en de tweede zoon van Petrus (I) Regout en Aldegonda Hoeberechts. Zijn nakomelingen vormen de tweede (mannelijke) tak binnen het geslacht Regout. In 2012 behoorden 15 van de 365 nakomelingen van Petrus (I) en Aldegonda tot de tak Edouard Regout (11 mannen en 4 vrouwen), waarmee dit de minst talrijke tak binnen de familie Regout is. Tot de bekendere nakomelingen behoren de ondernemers Frederik, Joseph (I) en Joseph (II) Regout, en de politicus-bestuurder Edouard Descampe.
|                                                                    |  |  |
| Théodosie Regout-Kersten en de zes oudste kinderen, omstreeks 1865 |  |  |

Hubert Edouard Thomas ("Edouard") Regout (1829-1878) trad op 26 maart 1852 te Luik in het huwelijk met zijn volle nicht Marie Marguerite "Théodosie" Léontine Kersten (1829-1892), dochter van Pierre Kersten en Maria Agnes Hoeberechts. Het echtpaar kreeg elf kinderen, waarvan er vier de volwassenheid niet haalden (de twee jongste kinderen overleden drie dagen na elkaar, mogelijk ten gevolge van een kinderziekte). Voor zover bekend vervulde geen van de zonen een functie op directieniveau binnen het familiebedrijf. Frederik ("Frits") was de meest ondernemende, maar wekte met zijn concurrerende aardewerkfabriek wrevel bij de rest van de familie.
1. Marie Hubertine Théodosie "Gabrielle" Regout (1852-1915), trouwde in 1875 met Jules Descampe (1842-1923), burgemeester van Marbais (1908-1921), 5 kinderen
2. Hubert Marie Pierre Edouard "Fernand" Regout (1853-1854)
3. Marie Pierre Casimir Edouard "Adrien" Regout (1854-1930), ongehuwd, geen kinderen
4. Pierre Hubert "León" Regout (1855-1908), pater jezuïet, ongehuwd, geen kinderen
5. Marie Eugenie Hubertine Regout (1856-1935), ongehuwd, geen kinderen
6. Hubert Dieudonné Frédéric ("Frederik" of "Frits") Regout (1858-1937), afdelingshoofd Petrus Regout & Co., oprichter aardewerkfabriek Frederik Regout & Co. (1891-1896), medeoprichter tingieterij NV Kunsttin, later NV Urania (1902-1910), gehuwd met Clara Polis (1857-1938), geen kinderen
7. Henri Paul Hubert Regout (1861-1861)
8. Hubert Louis Gaston "Joseph" Regout (1862-1939), directeur NV Stoombierbrouwerij Ceres (1887-1930),[21] gehuwd met Thérèsia Coenegracht (1864-1944), 13 kinderen
9. Gustave Hubert Louis Lucien "Maxime" Regout (1864-1906), werkte korte tijd bij het bedrijf van zijn broer Frederik, gehuwd met Anna Rutten (1865-1917), 3 kinderen, bewoner villa Regout
10. Marie Thérèse Hubertine Aldegonde Regout (1866-1873)
11. Hubert Jean Xavier Regout (1868-1873)

#### Derde tak: Eugène
Eugène Regout was het vierde kind en de derde zoon van Petrus (I) Regout en Aldegonda Hoeberechts. Zijn nakomelingen vormen de derde (mannelijke) tak binnen het geslacht Regout. In 2012 behoorden 67 van de 365 nakomelingen van Petrus (I) en Aldegonda tot de tak Eugène Regout, waarvan 35 mannen en 32 vrouwen. Tot de bekendere nakomelingen behoren: de ondernemers Arthur en Fernand Regout, Yves Regout (zijtak Paul), Léon Lhoest (zijtak Laura) en de Belgisch-Canadese kunstenares Isabelle Regout (zijtak Arthur).
|                                          |  |  |
| Eugène en Léonie Regout-Regout, ca. 1880 |  |  |

Eugène Bernard Hubert ("Eugène") Regout (1831-1908) trad op 24 augustus 1854 in het huwelijk met Caroline Hortense "Victorine" Bonhomme (1831-1861), dochter van Matheus Gerardus Bonhomme en Maria Victoria Resia Bosch. Het echtpaar kreeg vier kinderen, van wie er drie de volwassenheid bereikten (de oudste verdronk echter op 26-jarige leeftijd te Sint Pieter). Victorine overleed nog geen dertig jaar oud, mogelijk ten gevolge van haar laatste bevalling. Na de dood van Victorine hertrouwde Eugène op 2 februari 1864 met zijn volle nicht Marie "Léonie" Hubertine Regout (1837-1906), dochter van Thomas Regout en Jeannette Ghysen. Ze kregen acht kinderen, drie zonen en vijf dochters, die allemaal de volwassenheid bereikten. De meeste zonen en schoonzonen uit beide huwelijken vervulden belangrijke functies in het Maastrichtse bedrijfsleven of elders.
1. William Victor Hubert Antoine Regout (1855-1881), ongehuwd geen kinderen
2. Mathilde Aldegonde Hubertine Marie Regout (1857-1928), gehuwd met: 1. Joseph Jean Marie Hubert Starren; en 2. Constant Schreinemacher, zoon van Jan Schreinemacher, 7 kinderen
3. Paul Gustave Hubert Regout (1859-1905), bestuurder van de N.V. Maastrichtsche Spijker- en Draadnagelfabriek v/h Thomas Regout, gehuwd met Valentine Stevens (1865-1937), 12 kinderen
4. Marcel Louis Hubert Regout (1861-1861)
5. Jeanne Marie Joséphine Hubertine Regout (1866-1953), gehuwd met Emile Schreinemacher (1853-1909), zoon van Jan Schreinemacher, 6 kinderen
6. Bertha Aldegonda Jeanne Maria Hubertine Regout (1868-1890), ongehuwd, geen kinderen
7. Eugène Marie Hubert Regout (1869-1922), directeur N.V. Maastrichtsche Spijker- en Draadnagelfabriek v/h Thomas Regout, gehuwd met Josée Van Hove (1877-1944), 5 kinderen
8. Maria Joséphine Hubertine Regout (1870-1926), gehuwd met Theodoor Jansen (1865-1947), bestuurder N.V. Maastrichtsche Spijker- en Draadnagelfabriek v/h Thomas Regout, commissaris en directeur van de N.V. De Sphinx v/h Petrus Regout & Co., 2 kinderen
9. Henri Marie Hubert Regout (1872-1955), bestuurder N.V. Maastrichtsche Spijker- en Draadnagelfabriek v/h Thomas Regout, vice-consul van Bolivia in België, gehuwd met (1) Clara du Pon (1871-1927), 1 kind, en (2) Madeleine de Walckiers de Tronchiennes (1872-1965), geen kinderen
10. Laura Ignace Hubertine Marie Regout (1874-1965), gehuwd met Louis Lhoest (1871-1920), directeur Koninklijke Nederlandse Papierfabriek, 7 kinderen
11. Arthur Ignace Hubert Marie Regout (1875-1950), president-directeur S.A. Chaux, Ciments & Carreaux te Namen, gehuwd met Louise Thibaud (1880-1947), 9 kinderen, bouwheer en bewoner La Pairelle
12. Léonie Ignace Hubertine Marie Regout (1877-1953), gehuwd met Pierre Bonhomme, bestuurder N.V. Maastrichtsche Spijker- en Draadnagelfabriek v/h Thomas Regout, 2 kinderen

#### Vierde tak: Louis
Louis (I) Regout was het vijfde kind en de vierde zoon van Petrus (I) Regout en Aldegonda Hoeberechts. Zijn nakomelingen vormen de vierde (mannelijke) tak binnen het geslacht Regout. In 2012 behoorden 25 van de 365 nakomelingen van Petrus (I) en Aldegonda tot de tak Louis Regout (15 mannen en 10 vrouwen), daarmee de op een na minst talrijke tak vormend. Van de bekendere nakomelingen kunnen genoemd worden: de ministers Louis (II) en Robert Regout, de verzetsstrijders Robert Regout (zijtak Louis (II)) en Ernst van Kempen (zijtak Emile), de geograaf en cineast Theo Regout (zijtak Louis (II)), en de bestuurders J.Th.M. Smits van Oyen en J.J. Smits van Oyen (beiden zijtak Theresia).
|                                                                                  |  |  |
| Thérèse Berger en haar oudste kinderen, waaronder Louis (II) en Robert, ca. 1865 |  |  |

Hubert Gérard Louis ("Louis (I)") Regout (1832-1905) trad op 7 mei 1855 te Venlo in het huwelijk met Theresia Hubertina Berger (1829-1899). Het echtpaar  kreeg twaalf kinderen, waarvan er vijf de volwassenheid niet haalden. De drie zonen die de volwassenheid wel bereikten, volgden in het voetspoor van hun vader en werden succesvolle ondernemers en/of politici.
1. Louis Pierre Hubert Regout (1856-1856)
2. Maria Louisa Aldegonda Josephina Regout (1858-1907), gehuwd met Joannes Michaël van Wayenburg (1852-1922), geen kinderen
3. Eugénie Hubertine Louise Regout (1859-1909), gehuwd met Armand Nicolas Alexandre Claessens (1856-1901), procureur des Konings te Tongeren, 4 kinderen
4. Emile Hubert Regout (1860-1905), in 1888 medeoprichter en bestuurslid vloertegelfabriek Alfred Regout & Co. (later Rema), in 1895 oprichter en directeur kleurstoffenfabriek Regout Glansgoud (later Blythe Colours), gehuwd met Regina Maria Westerwoudt (1863-1941), geen kinderen
5. Louis Hubert Willem ("Louis (II)") Regout (1861-1915), ingenieur, jurist, medeoprichter en directeur Mosa, lid en gedeputeerde Provinciale Staten van Limburg, lid Eerste Kamer, Minister van Waterstaat, gezant bij de Heilige Stoel, gehuwd met Wilhelmina Joanna Everard (1868-1956), 9 kinderen
6. Edmond "Robert" Hubert Regout (1863-1913), advocaat, officier van justitie te Roermond, lid Tweede Kamer der Staten-Generaal, minister van Justitie, gehuwd met Catharina Monica Maria van Sonsbeeck (1860-1942), geen kinderen
7. Anna Emilia Louisa Hubertina Regout (1865-1900), gehuwd met mr. Willem Jan Maria Westerwoudt (1858-1952), 3 kinderen
8. Josephina Wilhelmina Theresia Hubertina ("Theresia") Regout (1866-1943), gehuwd met jhr. mr. Theodorus Gijsbertus Maria Smits (1860-1919), 3 kinderen
9. Johannes Hubertus Regout (1869-1869)
10. Josefina Hubertina Regout (1870-1874)
11. Johannes Pius Maria Eugene Hubert Regout (1871-1871)
12. Louise Eugénie Hubertine Regout (1873-1881)

#### Vijfde tak: Gustave
Gustave Regout was het negende kind en de vijfde zoon van Petrus (I) Regout en Aldegonda Hoeberechts. Zijn nakomelingen vormen de vijfde (mannelijke) tak binnen het geslacht Regout. In 2012 behoorden 131 van de 365 nakomelingen van Petrus (I) en Aldegonda tot de tak Gustave Regout (75 mannen en 56 vrouwen), daarmee de talrijkste tak vormend. Tot de bekendere nakomelingen behoren: de wereldreiziger Edmond Regout, de ondernemer Adolphe Regout en de kunstschilder Gustaaf Regout (zijtak Gustave (II)).
|                                                                                 |  |  |
| Louise Regout-Pétry en twee van haar zonen: Edouard (links) en Edmond, ca. 1900 |  |  |

Gustave Jean Hubert ("Gustave") Regout (1839-1923) trad op 15 maart 1869 in Dalhem (België) in het huwelijk met Marie Louise Philippinne Ghislaine Eugenie ("Louise") Pétry (1849-1916), dochter van Henri Etienne Pétry en barones Eugenie Constantine Ghislaine Plunkett de Rathmore. Het echtpaar kreeg vijf zonen, die allen via hun vader, moeder of echtgenote een kasteel erfden. Twee zonen namen vooraanstaande posities in het familiebedrijf in. De anderen hielden zich vooral bezig met het management van de familiebezittingen. Met name Edmond en Edouard waren levensgenieters en bereisden een groot deel van de wereld. Laatstgenoemde bracht de familie in diskrediet, toen hij in 1939 zijn vrouw van het leven beroofde.
1. Gustave Joseph Hubert Marie Eugène ("Gustave (II)") Regout (1869-1920), bestuurder N.V. De Sphinx v/h Petrus Regout & Co., bewoner kasteel Bethlehem, gehuwd met Bertha Mélanie Joséphine ("Mélanie") Stevens (1870-1959), 15 kinderen
2. François Joseph "Edmond" Regout (1870-1926), wereldreiziger, eigenaar kasteel Meerssenhoven, ongehuwd, geen kinderen
3. Alphonse Hubert Joseph Patrice Regout (1874-1947), bewoner kasteel van Neufchâteau (Dalhem), gehuwd met Augusta Maria Hendricks (1875-1931), 9 kinderen
4. Adolphe Eugène Hubert Joseph Regout (1876-1952), bestuurder N.V. De Sphinx v/h Petrus Regout & Co., bewoner kasteel Goedenraad en abdij van Val-Dieu, gehuwd met Jeanne Henriette Marie Louise ("Jeanne") Laloux (1881-1971), 7 kinderen
5. Edouard Hubert Joseph Regout (1877-1947), bewoner kasteel Vaeshartelt en Meerssenhoven, vermoordde zijn echtgenote Henriette Sophie Caroline Marie ("Sophie") van der Does de Willebois (1896-1939),[27] 2 kinderen

#### Vrouwelijke takken: Mimi, Émilie en Pauline
Hoewel in de traditionele genealogie alleen de mannelijke takken en zijtakken in de familiestamboom worden gevolgd (de zogenaamde 'naamdragers'), volgt hieronder volledigheidshalve ook de eerste generatie nakomelingen van de drie gehuwde dochters van Petrus (I) Regout en Aldegonda Hoeberechts: Maria ("Mimi"), Émilie en Pauline. Het jongste kind, tevens de vierde dochter, Wilhelmina Aldegonda Hubertina Regout (1841-1868), bleef ongehuwd.
De oudste dochter en tevens het oudste kind, Maria Gertrudis Hubertine ("Mimi") Regout (1826-1898), trad op 29 april 1851 te Maastricht in het huwelijk met de ondernemer Jean Jacques Adolphe Weustenraad (1813-1859), in 1850 medeoprichter van de papierfabriek Lhoest-Weustenraad & Cie. Het echtpaar kreeg vier kinderen. Mimi was een van de weinige vrouwelijke Regouts, die in een van de familiebedrijven actief was.
1. Maria Hubertina Juliana Weustenraad (1852-1926), gehuwd met Edgard Liberat Camille Alard Marie, baron de Heusch de Bombrouck (1842-1920), 3 kinderen
2. Marie Hubert Pierre "Maurice" Adolphe Weustenraad (1854-1907), gehuwd met Maria Theresia Lückerath (1855-1925), 4 kinderen
3. Maria Hubertina Berthe "Alice" Weustenraad (1856-1899), gehuwd met Jan Alfred Marie Maximin Pijls (1855-1940), zoon van Willem Hubert Pijls, geen kinderen
4. Marie Hubert Adolphe "Fernand" Weustenraad (1858-1939), lid van de Raad van Bestuur van P. Regout & Co., gehuwd met Maria Elisabeth Theodora Schmidt (1872-1937), geen kinderen

Maria Hubertina Anna "Émilie" Regout (1834-1886) was het zesde kind en de tweede dochter van Petrus (I) Regout en Aldegonda Hoeberechts. Émilie trouwde op 1 oktober 1861 in Maastricht met de latere burgemeester van Roermond, Hubert Joachim Brouwers (1833-1892), zoon van François Brouwers en Marie Hélène Willems. Het echtpaar Brouwers-Regout kreeg zes kinderen. Het gezin woonde op kasteel Groenendaal in Gulpen-Billinghuizen, later op kasteel Nijswiller. Van de nakomelingen kunnen genoemd worden: de kunstschilder Julius Brouwers en de NSB-burgemeester Jacques Brouwers (zoon van Paul Brouwers; tot 1940 gehuwd met Adrienne Regout, uit de tak Edouard).
1. Francisca H.E.H.M. Brouwers (1863-1929), gehuwd met Philippe P.H. Tielens (1855-1916), kolonel der cavalerie, 5 kinderen
2. Hubert P.G.E.J. Brouwers (1866-1935), gehuwd met Joséphine Derkum (?-1949), geen kinderen
3. Paul M.F.H. Brouwers (1867-1923), gehuwd met Anne M.S. Bauduin (1872-1898), 3 kinderen, bewoner villa Klein Vaeshartelt
4. Jules J.H.M. Brouwers (1869-1955), kunstschilder, gehuwd met Hélène van Puynbroeck (1881-1927), 4 kinderen
5. Léon M.J.H. Brouwers (1871-1951), ingenieur, gehuwd met Louise M. Dufour (1876-1959), 1 kind
6. Emilia Th.H. Brouwers (1877-1877), als zuigeling overleden

Joséphine Hubertine "Pauline" Regout (1837-1864) was het achtste kind en tevens de derde dochter van Petrus (I) Regout en Aldegonda Hoeberechts. Pauline trouwde op 25 oktober 1862 in Maastricht met de medicus Carolus Henricus Gijsbertus Hubertus Leurs (1828-1900). Het echtpaar had één kind. Van de acht kleinkinderen kunnen genoemd worden: Charles A.H.M. burggraaf van Aefferden (1890-1974), stamvader van de Belgische adellijke tak van de familie Van Aefferden, en Alphonse M.H.E. van Aefferden (1891-1992), burgemeester van Geulle en Bunde.
1. Maria J.G.H. Leurs (1864-1942), gehuwd met jhr. Charles A.M.E. van Aefferden (1854-1922), 8 kinderen

## Geschiedenis (thematisch)

### De Regouts als ondernemers
In de negentiende eeuw werden door de broers Petrus en Thomas Regout en door de zonen en kleinzonen van Petrus diverse bedrijven gesticht in Maastricht en omgeving. Een van de oudste bedrijven, de in 1834 opgerichte Maastrichtsche Spijker- en Draadnagelfabriek v/h Thomas Regout, bestaat anno 2019 nog steeds onder de naam Thomas Regout International / Regout Group. De in 1883 opgerichte porseleinfabriek Louis Regout & Zoon, die in 1888 met een muurtegelfabriek werd uitgebreid, produceert anno 2019 uitsluitend vloer- en wandtegels onder de naam Koninklijke Mosa. Andere bedrijven bestaan niet meer of zijn opgegaan in grote internationale ondernemingen. De tegelfabriek van Alfred Regout & Co. / Rema werd in 1965 overgenomen door Mosa. De glas- en kristalfabriek van P. Regout en die van L. Regout fuseerden in 1925 tot Kristalunie Maastricht, dat anno 2019 verpakkingsglas produceert onder de naam O-I Manufacturing. De door Emile Regout opgerichte kleurstoffenfabriek Regout Glansgoud ging in 1967 op in de Britse multinational Johnson Matthey. De door Petrus gestichte kristal-, glas- en aardewerkfabriek Petrus Regout & Co., later N.V. De Sphinx, Sphinx-Céramique en Koninklijke Sphinx geheten, sloot na tal van mutaties in 2009 haar productiefaciliteiten in Maastricht. Andere ondernemingen zoals de aardewerkfabriek F. Regout & Co. (1891-1896), de tingieterij N.V. Urania (1903-1910), de N.V. Stoombierbrouwerij Ceres (1887-1930) en de dekenfabriek N.V. Wolindustrie v/h Jules Regout & Co. (1875-1936) bestaan reeds lang niet meer.
In geen van de nog bestaande Maastrichtse bedrijven zijn anno 2019 nog leden van de familie Regout betrokken bij de bedrijfsvoering. De laatste Regouts met een leidinggevende functie bij een van deze familiebedrijven waren: Louis (IV) H.W. Regout (tak Louis), tot 1972 directeur van Mosa, en Yves R.E. Regout (tak Eugène), tot 1989 directeur/procuratiehouder bij Koninklijke Sphinx en tot 1997 lid van de raad van bestuur van Thomas Regout B.V. Een zoon van de laatste directeur van het Namense bedrijf S.A. Chaux, Ciments & Carreaux is anno 2019 manager bij het daaruit voortgekomen Carmeuse. Van de jongere generaties Regout bekle(ed)den er meerderen vooraanstaande posities in het bedrijfsleven, met name in België.
De betekenis van de Regouts voor de economische ontwikkeling van Maastricht in de negentiende en twintigste eeuw was zonder meer cruciaal. Zonder Petrus Regout en zijn zonen zou Maastricht nooit de eerste industriestad van Nederland zijn geworden. Als werkgevers hadden de Regouts een tijdlang een slechte reputatie, maar dit geldt niet voor alle perioden van de geschiedenis en zeker niet voor alle familieleden. Over het paternalistische personeelsbeleid van Petrus (I) verscheen in 1992 een proefschrift van de socioloog Ad van Iterson, waarin hij Petrus citeert wanneer deze zichzelf omschrijft als een "vader, raadgever en beschermer" ("père, conseiller et protecteur") voor zijn werknemers. Zijn vaderlijke, bevoogdende omgang met zijn arbeiders sloot aan bij de gangbare stijl van leidinggeven in Belgische en Franse fabrieken in die tijd.
Regouts zonen weken daarvan af door hun harde economisch liberalisme. Dat kwam onder andere tot uiting bij het weinig tactvolle optreden van Petrus (II) voor de enquêtecommissie van 1887.. Hierdoor kregen de Maastrichtse fabrikanten – en met name de Regouts – landelijk een slechte reputatie. Al jaren vóór de Arbeidsenquête had kapelaan J.H. Wijnen van de Sint-Matthijsparochie in het algemeen aandacht gevraagd voor het internationale probleem van de kinderarbeid; als voorbeeld wees hij op de erbarmelijke leefomstandigheden van de Maastrichtse arbeiders. In 1907 gooide de SDAP-politicus en Sphinx-werknemer Servaas Baart olie op het vuur door te suggereren dat bij De Sphinx kinderen gedwongen tewerkgesteld werden. Het verhaal werd ontkracht door de katholieke politicus Piet Aalberse en een journalist van dezelfde socialistische krant als waarin het verhaal was gepubliceerd, maar bleef als hardnekkige mythe standhouden. Tien jaar later stelde de aalmoezenier Henri Poels onder andere in zijn befaamde noodkistrede van 1917 de sociale misère in de Mijnstreek aan de kaak en noemde daarbij ook de Maastrichtse Cité Ouvrière. Het is echter de vraag in hoeverre de Regouts verantwoordelijkheid droegen voor deze misstanden. In 1934 verscheen het zeer beschuldigende Een eeuw modern kapitalisme. De Regouts. Leed en strijd van Maastricht's proletariaat van de socialist Michael Ubachs (in 1976 heruitgegeven). Zijn inktzwarte kritiek op de Regouts werd pas in 1959 enigszins gecompenseerd door de dissertatie van Frans Maenen over Petrus (I) Regout. Volgens de katholieke dagbladen De Nieuwe Limburger en De Tijd betekende het boek van Maenen een "rehabilitatie" van Petrus Regout, "de meest verguisde ondernemer van de negentiende eeuw".
De hierna volgende tabel geeft een overzicht van (naamdragende) leden van de familie Regout, die bedrijven hebben gesticht of vooraanstaande functies in het bedrijfsleven hebben bekleed. De pijltjes bij de kolomtitels geven de mogelijkheid om per kolom te sorteren. Te zien is dat vooral leden van de eerste tak (de nakomelingen van Petrus (II)) – en in iets mindere mate de vijfde tak (Gustaves nakomelingen) – een dominante rol hebben gespeeld bij de kristal-, glas- en aardwerkfabrieken Petrus Regout & Co. / De Sphinx. Leden van de derde tak (de zonen en kleinzonen van Eugène) hadden de leiding bij de Maastrichtse Spijker- en Draadnagelfabriek / Thomas Regout, terwijl leden van de vierde tak (de nakomelingen van Louis (I)) betrokken bleven bij de door hen opgerichte porseleinfabriek Louis Regout en Zn. / Mosa en de glasfabriek Stella / Kristalunie. Slechts drie vrouwen komen in het overzicht voor; zie ook de paragraaf De Regout-vrouwen.
| Tak | Naam                            | Actief         | Functie                                                                     | Bedrijf | Afbeelding |
| --- | ------------------------------- | -------------- | --------------------------------------------------------------------------- | --- | ---------- |
| –   | Petrus (I) L. Regout            | 1826/34-1878   | oprichter, directeur                                                        | Petrus Regout & Co. |            |
| –   | Thomas D. Regout                | 1834-1862      | medeoprichter, directeur                                                    | Maastrichtsche Spijker- en Draadnagelfabriek / Thomas Regout                                                                           |            |
| I   | Petrus (II) A.H. Regout         | 1844-1897      | directeur                                                                   | Petrus Regout & Co. (v.o.f./c.v./n.v.)                                                                                                 |            |
| II  | Edouard H.T. Regout             | 1845-1878      | vennoot                                                                     | Petrus Regout & Co. (v.o.f./c.v.) |            |
| III | Eugène (I) B.H. Regout          | 1849-1908?     | 1. directeur 2. directeur                                                   | 1. N.V. Maastrichtsche Spijker- en Draadnagelfabriek v/h Thomas Regout 2. Petrus Regout & Co. (v.o.f./c.v./n.v.)                       |            |
| IV  | Louis (I) H.G. Regout           | 1850-1905?     | 1. directeur 2. oprichter, directeur                                        | 1. Petrus Regout & Co. (v.o.f./c.v./n.v.) 2. Louis Regout & Zn. / Mosa                                                                 |            |
| V   | Gustave (I) J.H. Regout         | 1857-1899      | vennoot, commissaris                                                        | Petrus Regout & Co. (v.o.f./c.v.) |            |
| I   | Petrus (III) H. Regout          | ca. 1865-1928  | 1. directeur 2. voorzitter raad van beheer/directeur                        | 1. N.V. De Sphinx v/h Petrus Regout & Co. 2. Koninklijke Nederlandse Papierfabriek                                                     |            |
| I   | Jules (I) J.H. Regout           | 1874-1932?     | oprichter, directeur                                                        | N.V. Wolindustrie v/h Jules Regout & Co.                                                                                               |            |
| I   | Alfred (I) H. Regout            | ca. 1876-1935? | 1. onbekend 2. oprichter, directeur                                         | 1. Petrus Regout & Co. (c.v./n.v.) 2. Vloertegelfabriek Alfred Regout & Co.                                                            |            |
| II  | Théodosie M.M.L. Regout-Kersten | 1878-?         | commanditair vennoot                                                        | Petrus Regout & Co. (c.v.) |            |
| II  | Frederik H.D. Regout            | 1878-1910      | 1. afdelingschef 2. oprichter, directeur 3. medeoprichter, directeur        | 1. Petrus Regout & Co. (n.v.) 2. F. Regout & Co. 3. N.V. Kunstzinn / N.V. Urania                                                       |            |
| ♀   | Maria (Mimi) G. Regout          | 1879-1898      | commissaris                                                                 | Petrus Regout & Co. (c.v.) |            |
| I   | Ernest E.H. Regout              | ca. 1880-1935? | oprichter, directeur                                                        | Assurantiekantoor Ernest Regout & Zoon                                                                                                 |            |
| III | Paul G.H. Regout                | ca. 1880-1905? | bestuurder                                                                  | N.V. Maastrichtsche Spijker- en Draadnagelfabriek v/h Thomas Regout                                                                    |            |
| IV  | Louis (II) H.W. Regout          | 1883-1915      | 1. medeoprichter, directeur 2. oprichter, directeur 3. oprichter, directeur | 1. Louis Regout & Zn. 2. C.V. Porselein en Muurtegelfabriek Mosa 3. Glasfabriek Stella                                                 |            |
| II  | Joseph (I) H.L.G. Regout        | 1887-1930      | directeur                                                                   | N.V. Stoombierbrouwerij Ceres |            |
| IV  | Emile H. Regout                 | 1888-1905      | 1. medeoprichter, bestuurder 2. oprichter, directeur                        | 1. Vloertegelfabriek Alfred Regout & Co. / Rema 2. kleurstoffenfabriek Regout Glansgoud (later Blythe Colours)                         |            |
| I   | Charles (I) M.H. Regout         | ca. 1890-1932? | directeur                                                                   | gasfabriek Luik |            |
| III | Eugène (II) M.H. Regout         | ca. 1890-1922? | directeur                                                                   | N.V. Maastrichtsche Spijker- en Draadnagelfabriek v/h Thomas Regout                                                                    |            |
| III | Henri M.H. Regout               | ca. 1895-1900? | 1. directeur 2. directeur                                                   | 1. S.A. Chaux, Ciments & Carreaux de Namur 2. N.V. Maastrichtsche Spijker- en Draadnagelfabriek v/h Thomas Regout                      |            |
| I   | Jules (II) W.M.H. Regout        | ca. 1901-1956? | 1. directeur 2. directeur 3. bestuurder 4. voorzitter raad van bestuur      | 1. N.V. Wolindustrie v/h Jules Regout & Co. 2. S.A. Textile de Pepinster 3. N.V. De Sphinx v/h Petrus Regout & Co. 4. N.V. Kristalunie |            |
| V   | Gustave (II) J.M.E. Regout      | 1902-1920      | commissaris                                                                 | N.V. De Sphinx v/h Petrus Regout & Co.                                                                                                 |            |
| I   | Georges M.H. Regout             | ca. 1902-1948? | 1. directeur 2. directeur                                                   | 1. N.V. Wolindustrie v/h Jules Regout & Co. 2. S.A. Textile de Pepinster                                                               |            |
| I   | Pierre (IV) G.H. Regout         | ca. 1902-1967? | 1. directeur 2. bestuurder 3. bestuurder                                    | 1. Koninklijke Nederlandse Papierfabriek 2. N.V. De Sphinx v/h Petrus Regout & Co. 3. ENCI                                             |            |
| III | Arthur I.H.M. Regout            | ca. 1905-1950? | president-directeur                                                         | S.A. Chaux, Ciments & Carreaux de Namur                                                                                                |            |
| I   | Alfred (II) M. Regout           | ca. 1910-1971  | president-directeur                                                         | Vloertegelfabriek Alfred Regout & Co.                                                                                                  |            |
| I   | Prosper M.J. Regout             | ca. 1910-1952? | bestuurder                                                                  | Vloertegelfabriek Alfred Regout & Co.                                                                                                  |            |
| II  | Joseph (II) F.E. Regout         | ca. 1910-1971? | gedelegeerd bestuurder                                                      | N.V. De Sphinx v/h Petrus Regout & Co.                                                                                                 |            |
| III | Fernand H.M. Regout             | ca. 1910-1955? | president-directeur                                                         | N.V. Maastrichtsche Spijker- en Draadnagelfabriek v/h Thomas Regout                                                                    |            |
| IV  | Louis (III) F.H. Regout         | 1913-1965      | 1. directeur 2. directeur 3. directeur                                      | 1. C.V. Porselein en Muurtegelfabriek Mosa 2. Glasfabriek Stella 3. na 1947: N.V. Porselein en Tegelfabriek Mosa                       |            |
| I   | Charles (II) E.P. Regout        | ca. 1915-1967  | voorzitter raad van bestuur                                                 | N.V. De Sphinx v/h Petrus Regout & Co.                                                                                                 |            |
| V   | Adolphe E.H.J. Regout           | 1922-1952      | gedelegeerd bestuurder, voorzitter raad van bestuur                         | N.V. De Sphinx v/h Petrus Regout & Co.; na 1960 N.V. Koninklijke Sphinx                                                                |            |
| V   | Clément A.H. Regout             | 1925-1988      | commissaris                                                                 | N.V. De Sphinx v/h Petrus Regout & Co.; na 1960 N.V. Koninklijke Sphinx                                                                |            |
| III | Philippe L.P.M.B.G. Regout      | ca. 1935-1987? | directeur                                                                   | S.A. de Chaux, Ciments & Carreaux de Namur                                                                                             |            |
| V   | Marc R.M. Regout                | 1945-1971      | gedelegeerd bestuurder                                                      | N.V. De Sphinx v/h Petrus Regout & Co.; na 1960 N.V. Koninklijke Sphinx                                                                |            |
| V   | Félix A.E. Regout               | 1946-1968      | directeur                                                                   | N.V. De Sphinx v/h Petrus Regout & Co.; na 1960 N.V. Koninklijke Sphinx                                                                |            |
| V   | Roger M.A. Regout               | 1952-1971      | bestuurder                                                                  | N.V. De Sphinx v/h Petrus Regout & Co.; na 1960 N.V. Koninklijke Sphinx                                                                |            |
| III | Pierre E.L.G.M. Regout          | 1955-1974      | directeur                                                                   | N.V. Maastrichtsche Spijker- en Draadnagelfabriek v/h Thomas Regout                                                                    |            |
| IV  | Louis (IV) H.W. Regout          | 1959-1972      | directeur                                                                   | N.V. Porselein en Tegelfabriek Mosa |            |
| III | Yves R.E. Regout                | 1968-1996      | 1. directeur 2. bestuurder                                                  | 1. N.V. Koninklijke Sphinx 2. N.V. Maastrichtsche Spijker- en Draadnagelfabriek v/h Thomas Regout                                      |            |
| I   | Viviane A.C. Regout             | ca. 1995-nu    | 1. manager/directeur 2. directeur 3. bestuursvoorzitter (CEO)               | 1. diverse projectontwikkelaars en bouwbedrijven 2. Ymere 3. Lister Buildings                                                          |            |

### De Regouts en de politiek
Gedurende de negentiende en twintigste eeuw waren diverse leden van de familie Regout, overwegend van de Nederlandse kant, actief in de politiek, het openbaar bestuur en de rechtspraak. De meesten behoorden tot conservatief-katholieke partijen of stromingen: katholieken, Bahlmannianen, Roomsch-Katholieke Staatspartij, Katholieke Volkspartij, Christen-Democratisch Appèl of Parti social chrétien. Meerdere dochters uit de familie Regout huwden met zonen uit typische magistratenfamilies, zoals Smits (van Oyen), Brouwers, Van Berckel, De Block, Van Liebergen en Schreinemacher, en opteerden daarmee voor een leven als burgemeestersvrouw of een vergelijkbare positie.
Tijdens de Eerste en Tweede Wereldoorlog stelden diverse politiek-actieve leden van de familie zich anti-Duits op. In 1918 bood een groep vooraanstaande Limburgers een steunpetitie aan koning Albert I aan bij diens intocht in Luik. Onder de 46 ondertekenaars waren twaalf leden van de familie Regout. Hugues Regout (1918-2009), de jongste zoon van Adolphe (tak Gustave), wist in 1941 vanuit Brussel, via Marokko en Gibraltar, naar Engeland te ontkomen, aanvankelijk met het doel zich bij de Vrije Franse Strijdkrachten van generaal De Gaulle te voegen, ofwel RAF-piloot te worden. Uiteindelijk werd hij officier bij de Royal Navy, in welke functie hij betrokken was bij de coördinatie van Operatie Overlord in juni 1944. De beroepsmilitair Guy M.H.M.B.G. Regout (1912-1995) was in diezelfde oorlog wel RAF-piloot. Twee leden uit de tak Louis gelden als Nederlandse verzetshelden: Robert H.W. Regout s.j. (1896-1942) en Ernst van Kempen (1923-1945). Een derde verzetsman, Robert H.M. Regout (1917-1945; tak Petrus (II)), werd met negen anderen doodgeschoten toen hij twee dagen na de bevrijding in het Utrechtse Wilhelminapark Anton Mussert probeerde te arresteren. Adrienne Regout (1895-1975), dochter van Maxime Regout (tak Edouard), was gehuwd met de latere NSB-burgemeester van Eijsden, Jacques P.J.H.M. Brouwers, maar scheidde in 1940 van hem, nog voor de Duitse inval in Nederland. Hein Scholtens, gehuwd met een dochter van Gustave (II) Regout, moest als burgemeester van Beverwijk in 1942 plaatsmaken voor een NSB'er en spendeerde vervolgens anderhalf jaar in een interneringskamp. Het omgekeerde was het geval met Auguste M.J.A. Regout (1889-1945; tak Petrus (II)), die in de periode 1941-1945 NSB-burgemeester van Maasbree, Beek en Wierden was. Hij overleed waarschijnlijk in gevangenschap in een ziekenhuis in Heerenveen op 22 mei 1945.
Onderstaande tabel geeft een overzicht van leden van de familie Regout, die een actieve rol hebben gespeeld in de lokale, provinciale of landelijke politiek, in het openbaar bestuur of in de rechtspraak. Door op de pijltjes te klikken kunnen de gegevens in de tabel per kolom gesorteerd worden. Opgenomen zijn dragers van de naam Regout en zij die door geboorte of huwelijk niet meer dan één stap verwijderd zijn van een naamdrager. Duidelijk is dat vooral leden van de eerste en vierde tak – en in iets minder mate de derde tak – op deze terreinen actief waren. In het overzicht worden slechts twee vrouwen genoemd; zie ook de paragraaf De Regout-vrouwen.
| Tak | Naam                                                                              | Periode                                           | Functie | Bijzonderheden                                                                   | Afbeelding |
| --- | --------------------------------------------------------------------------------- | ------------------------------------------------- | --- | -------------------------------------------------------------------------------- | ---------- |
| –   | Petrus (I) L. Regout                                                              | 1849-1859 1851-1853                               | lid Eerste Kamer gemeenteraadslid Maastricht | Maaswaterkwestie; spoorweg Bunderbos; Limburgse brievenaffaire; Regout vs. Pijls |            |
| –   | Thomas D. Regout                                                                  | 1855-1862                                         | gemeenteraadslid Maastricht |                                                                                  |            |
| IV  | Louis (I) H.G. Regout                                                             | 1872-1881 1881-1904                               | lid Provinciale Staten Limburg lid Eerste Kamer | Limburgse handelsbelangen; verbetering arbeidsomstandigheden in fabrieken        |            |
| ♀   | Hubert J. Brouwers (echtgenoot van Émilie M.H.A. Regout)                          | 1875-1884 1877-1889 1887-1889 1889-1892           | burgemeester van Roermond lid Tweede Kamer lid Provinciale Staten Limburg lid Raad van State                                                          | Bahlmanniaan                                                                     |            |
| III | Eugène (I) B.H. Regout                                                            | 1881-1895                                         | lid Provinciale Staten Limburg | dichting Heugemer Overlaat                                                       |            |
| IV  | Theodorus G.M. Smits (echtgenoot van Thérèse J.W.H. Regout)                       | 1888-1919 1890-1919                               | lid Provinciale Staten Noord-Brabant lid Gedeputeerde Staten Noord-Brabant                                                                            |                                                                                  |            |
| I   | Jules J.H. Regout                                                                 | 1893-1899                                         | gemeenteraadslid Maastricht |                                                                                  |            |
| III | Emile Schreinemacher (echtgenoot van Jeanne M.J.H. Regout)                        | 1893-1909                                         | gemeenteraadslid Maastricht |                                                                                  |            |
| IV  | Louis (II) H.W. Regout                                                            | 1895-1904 1898-1904 1904-1909 1909-1913 1913-1915 | lid Provinciale Staten Limburg lid Gedeputeerde Staten Limburg lid Eerste Kamer Minister van Waterstaat buitengewoon gezant Heilige Stoel, Rome       | lid RKSP; Maasverbetering; Zuiderzeewerken; verbouwing Tweede Kamergebouw        |            |
| IV  | E. Robert H. Regout                                                               | 1905-1910 1910-1913                               | lid Tweede Kamer Minister van Justitie | lid RKSP; Auteurswet; Zedelijkheidswet; Wetsontwerp-Regout                       |            |
| II  | Jules Descampe (echtgenoot van Gabrielle M.H.T. Regout)                           | 1908-1921                                         | burgemeester van Marbais |                                                                                  |            |
| III | Louis P.H.J. Lhoest (echtgenoot van Laura I.H.M. Regout)                          | ca. 1910?                                         | gemeenteraadslid Sint Pieter |                                                                                  |            |
| II  | Edouard Descampe (zoon van Gabrielle M.H.T. Regout)                               | 1914-1919 1949-1954                               | burgemeester van Tongrinne senator voor arrondissement Brussel                                                                                        | lid Parti social chrétien                                                        |            |
| IV  | Johannes Th.M. Smits van Oyen (zoon van Thérèse J.W.H. Regout)                    | 1919-1921 1921-1931 1923-1959 1931-1959           | burgemeester van Bennebroek burgemeester van Nuenen, Gerwen en Nederwetten lid Provinciale Staten Noord-Brabant lid Gedeputeerde Staten Noord-Brabant | kamerheer koningin Wilhelmina; bestuurder PNEM                                   |            |
| III | Alphonse A.H.C.M.H. van Liebergen (echtgenoot van Victorine T.H.M. Regout)        | 1919-1957                                         | advocaat-procureur Maastricht |                                                                                  |            |
| I   | Jules W.M.H. Regout                                                               | 1923-1925                                         | gemeenteraadslid Maastricht |                                                                                  |            |
| IV  | Louis (III) F.H. Regout                                                           | 1923-1927 1948-1963                               | lid Provinciale Staten Limburg lid Eerste Kamer | voorzitter Algemene Katholieke Werkgeversbond                                    |            |
| V   | Hein J.J. Scholtens (echtgenoot van Louise H.M.P. Regout)                         | 1925-1931 1933-1942, 1945-1956                    | burgemeester van Houten burgemeester van Beverwijk | lid RKSP/KVP; oprichter Houtense brandweer; in 1942 uit het ambt gezet           |            |
| I   | Jean E.L.M.H. Geradts (echtgenoot van Suzanne J.M.L. Regout)                      | 1928-1933 1933-1941, 1945                         | burgemeester van Nieuwenhagen burgemeester van Montfort en Maasbracht                                                                                 |                                                                                  |            |
| IV  | Joseph J.M. Wiegman (echtgenoot van Emmy M.W. Regout)                             | 1929-1938                                         | burgemeester van Wassenaar |                                                                                  |            |
| IV  | Armand N.A. Claessens (echtgenoot van Eugénie H.L. Regout)                        | ca. 1930?                                         | procureur des Konings Tongeren |                                                                                  |            |
| IV  | Anton L. de Block (echtgenoot van Eugénie C.M. Regout)                            | 1935-1957 1957-1974 1972-1973                     | griffier Eerste Kamer lid Raad van State waarnemend vicepresident Raad van State                                                                      | lid RKSP/KVP; curator Florrie Rost van Tonningen-Heubel                          |            |
| III | Léon R. Schreinemacher (zoon van Mathilde A.H.M. Regout)                          | 1939-1945                                         | wethouder Maastricht |                                                                                  |            |
| I   | Auguste M.J.A. Regout                                                             | 1941-1944 1943-1944 1944-1945                     | burgemeester van Maasbree burgemeester van Beek burgemeester van Wierden                                                                              | lid NSB                                                                          |            |
| I   | Herman P.M. Schmedding (echtgenoot van Marie-Thérèse A.J. Regout)                 | 1953-1959 1959-1975                               | burgemeester van Klimmen burgemeester van Nuth | voorzitter Raad van Europese Gemeenten                                           |            |
| I   | Thijs G.M. van Berckel (zoon van Wies A.M.H. Regout)                              | 1962-1972 1972-1981 1981-1993                     | burgemeester van Aardenburg burgemeester van Mill en Sint Hubert burgemeester van Geldrop                                                             | voorzitter Nationale Vereniging de Zonnebloem                                    |            |
| I   | Madeleine J.J.S. de Wijkerslooth de Weerdesteyn (dochter van Renée M.J.M. Regout) | 1970-1978 1980-1987 1987-2002                     | lid Provinciale Staten Noord-Brabant lid Eerste Kamer lid van de Raad van State                                                                       | lid partijbestuur en vicevoorzitter van KVP en CDA                               |            |
| IV  | Ernest Q.M. Smits van Oyen (echtgenoot van Liliane M.W. Regout)                   | 1972-1992                                         | officier van justitie Gerechtshof 's-Hertogenbosch |                                                                                  |            |
| V   | Roland J.M.M. Regout                                                              | ca. 1980-heden                                    | bestuurssecretaris/persraadsheer Gerechtshof Den Haag                                                                                                 | tevens coördinator klachtbehandeling                                             |            |
| I   | Joan Lodewijk de Wijkerslooth de Weerdesteyn (zoon van Renée M.J.M. Regout)       | 1987–1999 1999–2005                               | landsadvocaat voorzitter College van procureurs-generaal                                                                                              | tevens hoogleraar strafrecht Universiteit Leiden                                 |            |
| III | Martine M.O.G. Regout                                                             | 2000-heden                                        | voorzitter Hof van Cassatie Brussel | sinds 2016 sectievoorzitter                                                      |            |
| I   | Frans J.F.M. de Nerée tot Babberich (zoon van M.L.F.E. "Minouche" Regout)         | 2002-2010 2005-2006                               | lid Tweede Kamer voorzitter van het Beneluxparlement                                                                                                  | specialist internationaal belastingrecht                                         |            |
| I   | Roelof J. de Wijkerslooth de Weerdesteyn (zoon van Renée M.J.M. Regout)           | 2008-2019                                         | kamerheer in Gelderland | tevens voorzitter college van bestuur Radboud Universiteit                       |            |

### De Regouts en hun religie
De meeste leden van de familie Regout profileerden zich in het verleden – in navolging van de pater familias Petrus Regout – als conservatief-katholiek. Dat blijkt onder andere uit de politieke affiliatie van diverse familieleden (zie hierboven). Veel mannelijke Regouts ontvingen een deel van hun vorming aan het Sint-Willibrorduscollege, een internaat van de jezuïeten in Katwijk aan de Rijn. Daarnaast zijn er diverse familieleden geweest, die zich aan het priesterschap, een kloosterorde of kloostercongregatie hebben verbonden.

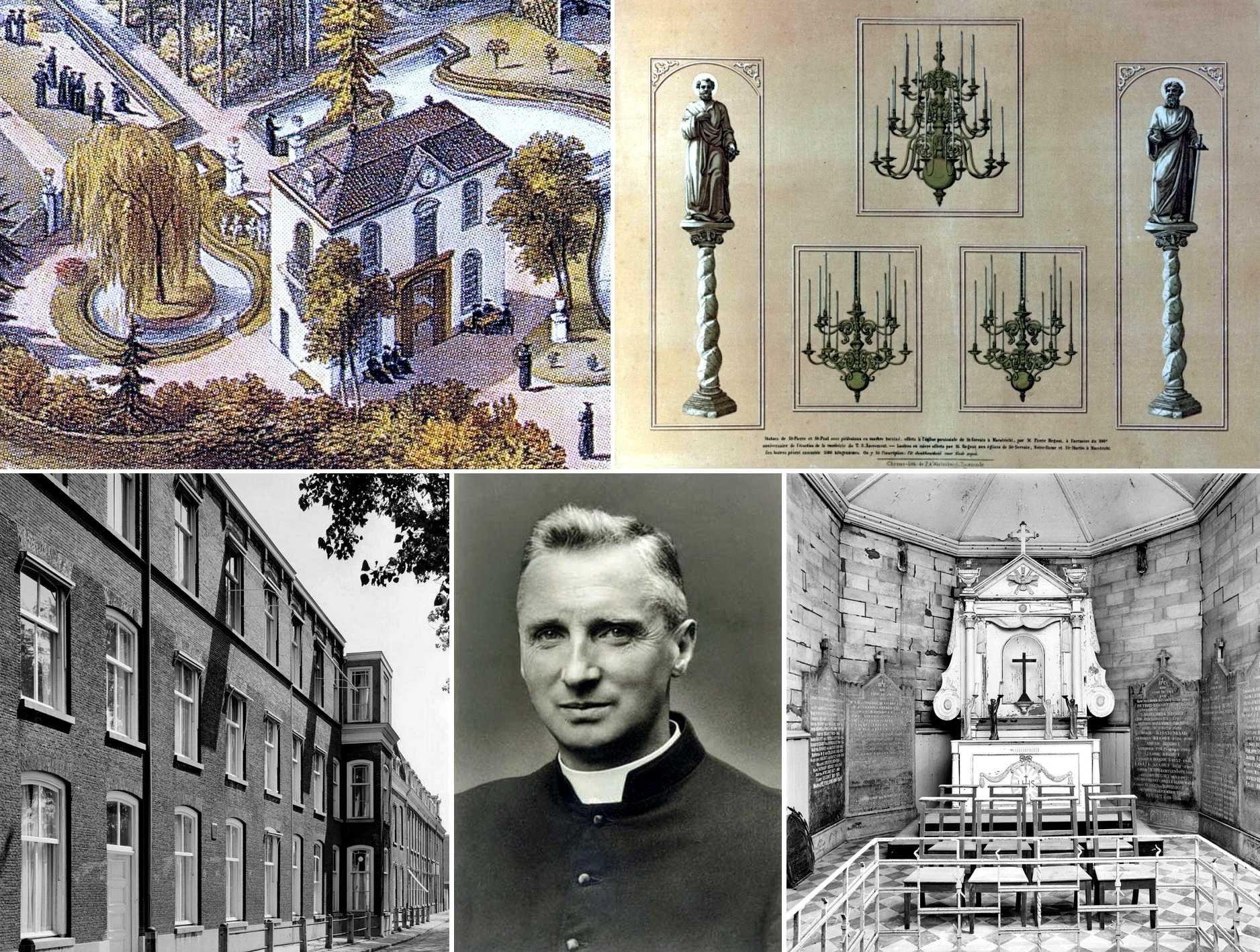
Jezuïeten in de tuin van villa Canne · geschenken Petrus Regout aan Maastrichtse kerken · Sint-Willibrordusinternaat Katwijk · Robert Regout s.j. · grafkapel in Meerssen

Als rooms-katholiek en ultramontaan was Petrus Regout een vurig verdediger van het primaat van de paus en het pauselijk gezag. Dat hij daartoe tot grote offers bereid was, bleek in 1872, toen hij zijn landgoed Vaeshartelt aanbood aan paus Pius IX, die vanwege de strijd om de Kerkelijke Staat in het nauw zat. Eerder schonk hij al een partij Remington 5675 geweren aan de pauselijke gendarmerie. De paus beloonde hem met het commandeurschap in de Orde van Sint-Gregorius de Grote. Daarnaast was hij commandeur in de Orde van het Heilig Graf van Jeruzalem, eveneens een rooms-katholieke ridderorde. Vooral aan het eind van zijn leven begunstigde Regout een groot aantal rooms-katholieke doelen. Zo schonk hij in 1864 diverse antieke kroonluchters aan Maastrichtse parochiekerken. Omstreeks 1872 sponsorde hij een wetenschappelijke publicatie over de middeleeuwse kerkschatten van Maastricht en ondersteunde hij de restauratie en inrichting van de nieuwe schatkamer van Sint-Servaas. Andere kerken die hij financieel ondersteunde waren de Basiliek van het H. Sacrament in Meerssen, de Sint-Walburgakerk in Amby, de Sint-Gerlachuskerk in Houthem-Sint Gerlach en de Sint-Ursulakerk in Lanaken.
Petrus Regout onderhield een warme band met de Maastrichtse geestelijkheid en met name met de jezuïeten, die zich in 1853 (opnieuw) in Maastricht vestigden. Als blijk van welwillendheid stelde hij zijn villa Canne ter beschikking, als buitengoed voor de paters en theologanten. Toen zijn oudste zoon Pierre er in 1880 wenste te gaan wonen, zorgde deze voor een nieuw ontspanningscentrum. Via zijn neef, de bij de jezuïeten ingetreden Léon Regout (1855-1908; tak Edouard), schonk hij een som geld, waarmee een nieuw buiten ("De Campagne") op de Louwberg gebouwd kon worden. Verscheidene klein- en achterkleinzonen van Petrus en Aldegonda bezochten het eerder genoemde jezuïeteninternaat in Katwijk. Van Jules (II) Regout en zijn vrouw is bekend dat zij 's-zondags bij de jezuïeten op de Tongersestraat ter kerke gingen. De jezuïet Robert H.W. Regout (1896-1942; tak Louis), opgeleid aan het Berchmanianum in Oudenbosch en het Canisianum in Maastricht, werd in 1940 hoogleraar Volkenrecht aan de Katholieke Universiteit Nijmegen. Op 3 juli 1940 werd hij gearresteerd, omdat hij zich uitsprak tegen de wederrechtelijke Duitse bezetting van Nederland. In december 1942 kwam hij in het concentratiekamp Dachau om het leven.
Jaarlijks wordt op de eerste zondag na Allerzielen (2 november) een mis opgedragen in de Basiliek van Meerssen, waarin de overleden familieleden Regout worden herdacht. Na de mis wordt een bezoek gebracht aan de naast de kerk gelegen familiegrafkelder. Door de toenemende ontkerkelijking en omdat de meeste familieleden niet meer in de regio Maastricht wonen, is de belangstelling voor deze traditie afgenomen.

### De Regouts en de adel

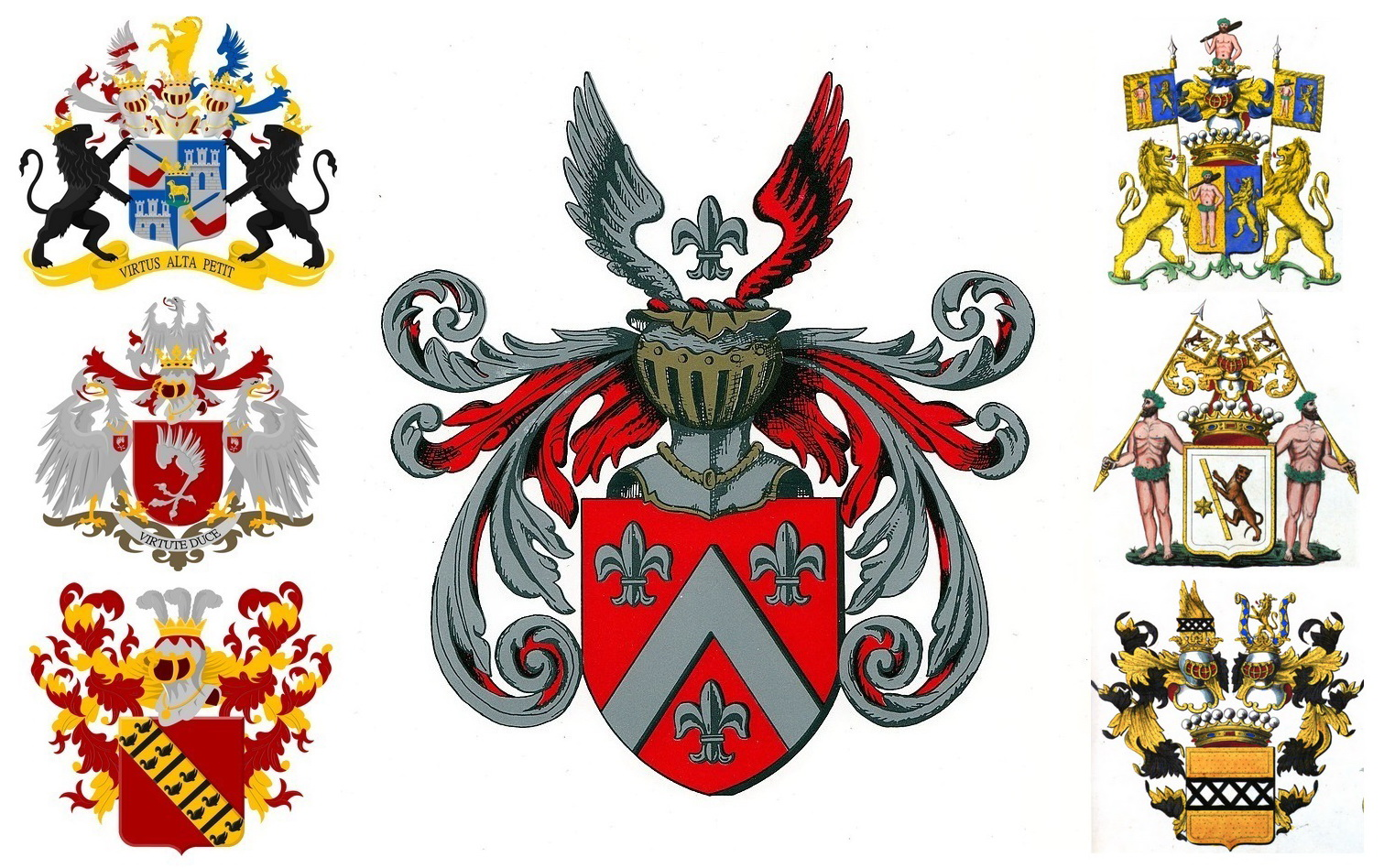
Familiewapens van adellijke geslachten, waarmee de Regouts door huwelijk verbonden zijn: Von Scheibler · Rendorp · Van der Maesen de Sombreff · (Regout) · De Sauvage · De Spirlet · De Moffarts

Aanvankelijk huwden de Regouts voornamelijk met zonen en dochters van andere welgestelde, niet-adellijke families uit Maastricht, Roermond en Venlo, later ook met telgen van Luikse industriële families. De eerste adellijke alliantie vond plaats in 1903 door het huwelijk van Amélie J.M.H. ("Lili") Regout (1881-1947), dochter van Jules Joseph Hubert Regout (tak Petrus (II)), met ridder Louis d'Oreye de Lantremange (1878-1960). Daarna volgden snel meer adellijke allianties, in de eerste helft van de twintigste eeuw onder andere met leden van de geslachten Von Scheibler (1908 en 1933), Van Dorth tot Medler (1909), Rendorp (1910), Van de Poll (1912), Van der Maesen de Sombreff (1913), Van der Does de Willebois (1918), De Sauvage (1919), Michiels van Kessenich (1922), De Spirlet (1926), Schellekens (1931), De Moffarts (1933), De Wijkerslooth (1933), De Fierlant (1935), Van Zuylen (1940), Kervyn de Meerendré (1942), Van Wassenhove (1946 en 1961) en De Longrée (1949). Na 1950 volgden nog zeker vijftig adellijke allianties, voornamelijk met Belgische adellijke geslachten.
Van Petrus (I) Regout is bekend dat hij pogingen heeft gedaan om tot de adelstand te worden verheven. De staatsieportretten die hij van zichzelf liet schilderen, de aankoop van een vorstelijk landgoed van koning Willem II – met behoud van een deel van de koninklijke inventaris – en de uitgave van albums waarin zijn verdiensten breed werden uitgemeten, waren voorbodes van de concrete stappen die hij later in die richting ondernam. In 1871 diende hij bij paus Pius IX een door vijf kerkelijke functionarissen ondertekend verzoek in om tot pauselijk graaf verheven te worden. Hierop is geen reactie vanuit Rome bekend. Een jaar later richtte hij een verzoek aan koning Willem III om verheven te worden tot "graaf of zodanige titel als Z.M. passend zal vinden", waarbij hij vermeldde dat hij reeds voor een verheffing tot pauselijk graaf was voorgedragen, een argument dat mogelijk tegen hem werkte. De omvang en betekenis van zijn industriële verdiensten werd door de Hoge Raad van Adel ruimhartig erkend en had zijn opname in de Nederlandse adel kunnen rechtvaardigen (geen graaf, maar wel een lagere titel of predicaat). Het was zeker niet ongebruikelijk om bankiers, kooplieden en fabrikanten in aanmerking te laten komen voor een verheffing. Dat hij delen van zijn vermogen aanwendde ten bate van zijn stad en provincie, telde eveneens positief mee. Desalniettemin was het advies van de Raad negatief. De reden was gelegen in het persoonlijk optreden van Regout, met name zijn te opvallende ijdelheid. Overigens was de afwijzing 'kantje boord': van de vijf (protestantse) leden van de Hoge Raad van Adel stemden er twee voor.
In het verleden is vaak schamper geschreven over de aspiraties van de "pottekeuning" (pottenkoning). De Nijmeegse hoogleraar Gerard Brom noemde hem in 1941 "koning van Maastricht met Zuid-Limburg erbij". De plaatselijke adel moest niets hebben van deze nouveau riche en keek op hem neer. Regouts vriendschappelijke banden met het Nederlandse koningshuis hebben hem in elk geval niet geholpen bij zijn adelsaspiraties. Men kan zich afvragen waarom iemand met zoveel verdiensten geen adellijke titel kreeg toebedeeld. In de Eerste Kamer was hij een van de weinige niet-adellijken. Door sommige auteurs is gesteld dat Regout in België of Pruisen vermoedelijk wel geadeld zou zijn. Daar kan tegenover gesteld worden dat andere industriële families in Nederland, zoals de Van Heeks, de Ten Cates en de familie Philips, deze eer ook niet te beurt gevallen is. Na Petrus' dood hebben zijn zoon Gustave Regout en mogelijk ook diens zoon Edouard getracht hun naam uit te breiden met het toevoegsel "van Vaeshartelt", wat geweigerd werd. Wel werd het geslacht Regout in 1910, 1931/32 en in 1998 opgenomen in het Nederland's Patriciaat.

### De Regout-vrouwen

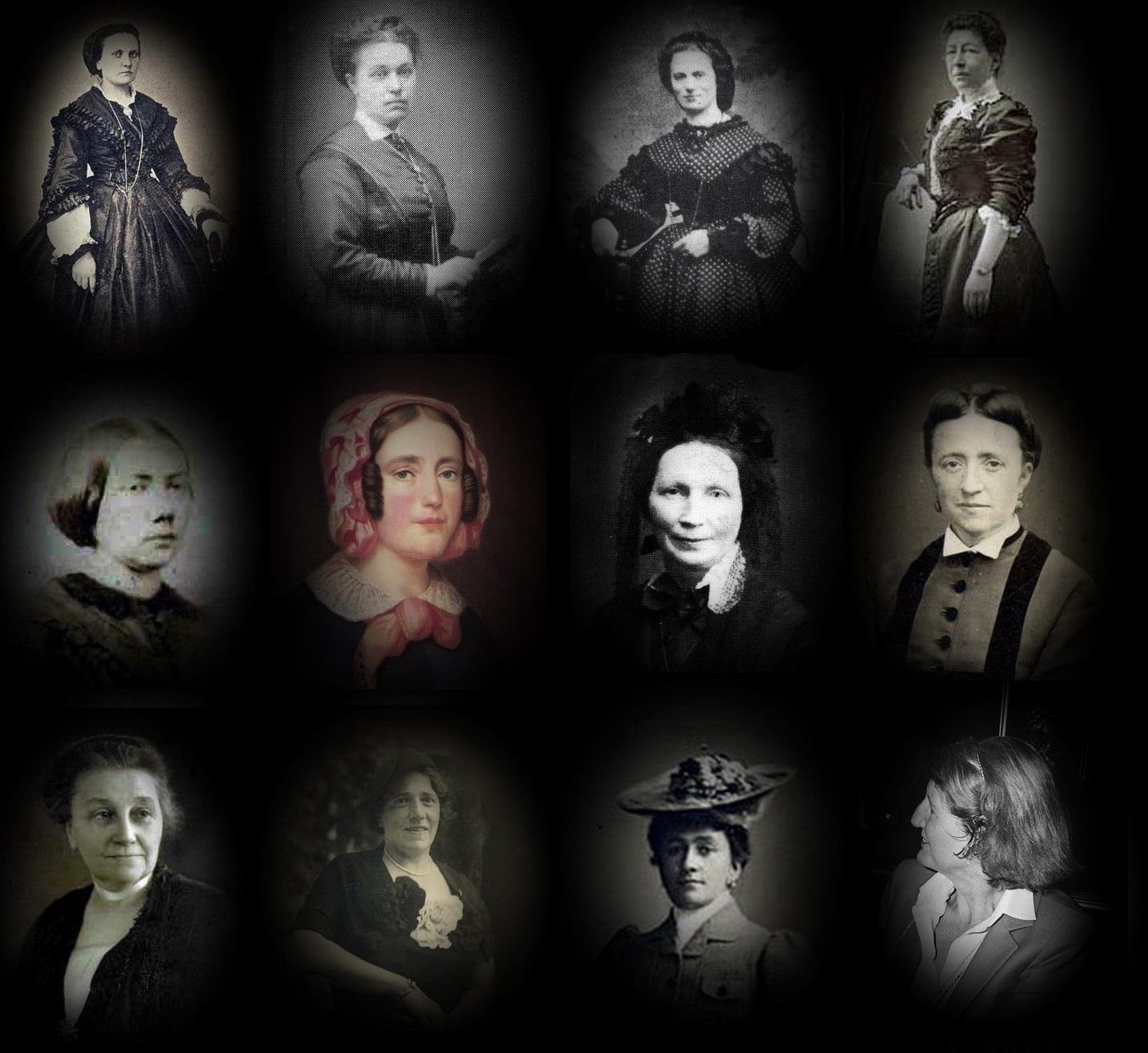
Twaalf Regout-vrouwen: 1. Amélie Regout-Polis (1830-1904) · 2. Léonie Regout-Regout (1837-1906) · 3. Pauline Leurs-Regout (1837-1864) · 4. Louise Regout-Pétry (1849-1916) · 5. Émilie Brouwers-Regout (1834-1886) · 6. Aldegonda Regout-Hoeberechts (1798-1878) · 7. Jeannette Regout-Ghysen (1812-1894) · 8. Théodosie Regout-Kersten (1829-1892) · 9. Melanie Regout-Stevens (1870-1959) · 10. Sophie Regout-van der Does de Willebois (1896-1939) · 11. Anna Regout-Rutten (1865-1917) · 12. Madeleen Leyten-de Wijkerslooth de Weerdesteyn (1935-2016)

In de traditionele geschiedschrijving blijft de rol van vrouwen veelal onderbelicht, omdat ze in de historische bronnen nauwelijks vermeld worden. Met de vrouwen in de familie Regout is dat niet anders. Daar komt bij dat de Regouts primair bekend zijn vanwege hun activiteiten als ondernemers en politici, beroepen waar vrouwen vrijwel geen toegang toe hadden. Zoals bij veel vrouwen in de negentiende en twintigste eeuw, was de traditionele rol van de Regout-vrouwen die van echtgenote en moeder. Zij werden geacht hun echtgenoten, die niet zelden verantwoordelijke posities bekleedden in bedrijfsleven of politiek, te ondersteunen. Daarnaast moesten ze voor nageslacht zorgen en liefst zoveel mogelijk kinderen baren. Dat deden bijvoorbeeld de dochters en schoondochters van Petrus sr., die gezamenlijk voor zestig kleinkinderen zorgden. Verschillende vrouwen stierven bij het baren. Een zeer droevig lot trof Sophie Regout-van der Does de Willebois (1896-1939), die na een echtelijke ruzie door haar echtgenoot Edouard H.J. Regout (1877-1947; tak Gustave) werd vermoord.
Drie vrouwen zijn vooral bekend vanwege de rol die ze hebben gespeeld in het leven en werk van Petrus (I) Regout en dus ook in het ontstaan van het industriële imperium van de familie. De eerste is Petrus' moeder, Maria Gertrudis Nijsten (1766-1835), die in de bronnen naar voren komt als een energieke en pientere zakenvrouw. Na de vroege dood van haar man, Petrus Leonardus Dominicus Regout (1765-1814), zette zij de kristal- en aardewerkhandel alleen voort, geholpen door haar 13-jarige oudste zoon Petrus. Bij haar dood in 1835 liet ze aan elk van haar drie zonen 35.000 gulden na, een voor die tijd aanzienlijk bedrag, dat zowel Petrus als Thomas in staat stelde de nodige investeringen te doen. Petrus' vrouw, Maria Aldegonda Hoeberechts (1798-1878), had eveneens een scherp zakelijk inzicht. Petrus' biograaf Frans Maenen schrijft over haar: "In een tijd, waarin de vrouw uitsluitend een dienende taak had en als volkomen onmondig werd beschouwd [...] was Aldegonda algemeen procuratiehoudster van 's lands grootste industriële onderneming". Zij was lange tijd verantwoordelijk voor de boekhouding, zij betaalde de lonen uit en beheerde de ziekenkas. Zij was het ook die bij ziekte of dood de arbeidersgezinnen bijstond. In 1875, toen Petrus niet meer in staat was zijn eigen zaken te behartigen, werd zij zijn gevolmachtigde. Zij was het die in 1876 aan de onderhandelingstafel zat met de zusters van het Arme Kind Jezus bij de verkoop van de refugie van Hocht. De derde vrouw in de omgeving van Petrus Regout die een rol speelde in de geschiedenis van het familiebedrijf, was zijn oudste dochter Maria ("Mimi") Regout (1826-1898). Zij was vanaf 1879 tot haar dood toezichthouder van de C.V. Kristal-, Glas- en Aardewerkfabrieken Petrus Regout & Co., en waarschijnlijk de enige vrouwelijke commissaris in de geschiedenis van het bedrijf. Niet helemaal duidelijk is, of niet ook haar schoonzus Théodosie Regout-Kersten die positie heeft gehad.
Van de Regout-vrouwen kunnen verder genoemd worden de politica jkvr. mr. Madeleen de Wijkerslooth de Weerdesteyn (1935-2016; tak Petrus (II)), die in de jaren 1970 een leidende rol speelde in de KVP en het CDA, en haar loopbaan beëindigde als lid van de Raad van State. Twee moderne "carrièrevrouwen" zijn de juriste Martine Regout (1949; tak Eugène), sinds 2000 voorzitter van het Hof van Cassatie in Brussel, en de bouwkundig ingenieur Viviane Regout (1972; tak Petrus (II)), directeur van Ymere en vanaf 2022 CEO van Lister Buildings. Enkele Regout-vrouwen bewogen/bewegen zich op het vlak van de kunsten (zie ook hieronder). Bertha Marie von Scheibler-Regout (1877-1969; tak Petrus (II)), die na de dood van haar man bij haar ongehuwde broer Pierre IV op kasteel Hoogenweerth woonde, en haar dochter Luise ("Mausi"), getrouwd met de cineast Theo Regout, waren beiden verdienstelijke amateurfotografen. Josje Regout (1948; tak Gustave) is een Nederlands kunstenares, die vooral in de jaren 1970 exposeerde en tegenwoordig bekend is als pomoloog en kenner van oude fruitrassen. Georgea Regout (1969; tak Petrus (II)) is een Belgisch-Oostenrijks actrice, die vooral in Duitsland bekendheid verwierf als de acteur Hubertus Regout. Isabelle Regout (1973; tak Eugène) is een Belgisch-Canadees advocaat en fulltime beeldend kunstenares, die bekendheid verwierf met haar achterglasschilderingen en grote sculpturen.
In de herziene uitgave van de Génealogie de la Famille Regout uit 1996, voor het eerst verschenen in 1966, komen naast de in genealogische publicaties gebruikelijke 'mannelijke takken', ook de vrouwelijke aan bod. Het nageslacht van de drie gehuwde dochters van Petrus (I) – de vierde bleef ongetrouwd – wordt echter slechts vermeld tot de tweede generatie (bij de mannelijke takken is dat tot heden).

## Nalatenschap

### Artistieke nalatenschap
De artistieke nalatenschap van de familie Regout is beperkt. Anders dan sommige andere fabrikantenfamilies, die belangrijke kunstcollecties hebben nagelaten, bestaat er geen 'collectie Regout' in het publieke of private domein. Hoewel Petrus Regout gul gaf aan kerkelijke en maatschappelijke doelen, staan hij noch zijn nakomelingen bekend als kunstmecenassen. Toch heeft de familie, naast een grote schare ondernemers en politici, enkele kunstenaars voorgebracht. Genoemd kunnen worden: de Nederlandse schilder, etser en beeldhouwer Gustaaf Regout (1891-1966; tak Gustave), zijn nicht Josje Regout (zie: De Regout-vrouwen), de Nederlands-Belgische kunstschilder Julius Brouwers (1869-1955); tak Émilie), de Belgische illustrator en cartoonist Patrick Regout (1958; tak Petrus (II)), en de eveneens eerder genoemde Belgisch-Canadese kunstenares Isabelle Regout. Enkele leden van de familie waren verdienstelijke (amateur)fotografen, onder anderen Edmond Regout (1870-1926; tak Gustave) en de hierboven genoemde Berta von Scheibler-Regout. Van Edmond Regout zijn enkele albums met foto's van zijn reizen naar Noord-Amerika en Azië bewaard gebleven. De filmer en fotograaf Theo Regout (1901-1988; tak Louis), in de jaren 1930 in Nederland de best betaalde filmvertoner, documenteerde zijn reizen naar onder andere de Sahara, Belgisch-Congo, Afghanistan en Zuid-Amerika.
Onder de bewaard gebleven kunstwerken, die door leden van de familie Regout zijn aangekocht, bevinden zich voor zover bekend geen topstukken. De kunstwerken waarvan de verblijfplaats bekend is, betreffen merendeels portretschilderingen. Van enkele zijn de makers bekend, zoals het olieverfportret van de jonge Aldegonda Hoeberechts van de Maastrichtse schilder Théodore Schaepkens (1810-1883), dat zich in een privécollectie bevindt. Het Bonnefantenmuseum bezit van dezelfde kunstenaar een lithografie met een voorstelling van Petrus Regout in fantasie-uniform te paard. Het staatsieportret van Petrus Regout als Eerste Kamerlid is in 1849 geschilderd door Johannes Hinderikus Egenberger (1822-1897). Een viertal portretten van Petrus en Aldegonda en van Eugène en Léonie uit circa 1870 is geschilderd door de van oorsprong Duitse, in Roermond werkzame Peter Heinrich Windhausen (1832-1903).

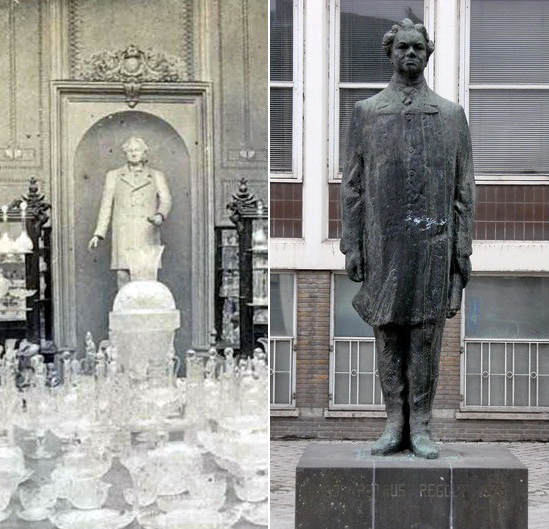
Petrus Regout in gips (1905) en brons (W. van Hoorn, 1965)

Een gipsen standbeeld van Petrus Regout werd in 1905 op een praalwagen in een historische optocht meegevoerd. Het beeld, volgens de traditie vervaardigd door arbeiders van de fabriek naar een ontwerp van E. Haene, stond daarna enige tijd in een nis in de kristaltoonzaal. Het is thans onderdeel van de collectie van het Discovery Center Continium in Kerkrade. Het duurde tot 1965 voordat een permanent standbeeld van Maastrichts grootste industrieel in de openbare ruimte kon worden onthuld. Het drie meter hoge bronzen beeld van de beeldhouwer Wim van Hoorn werd in 1959 door de werknemers aangeboden ter gelegenheid van het 125-jarig bestaan van de fabriek. Het staat voor het voormalige kantoorgebouw en de fabriekspoort van De Sphinx aan de Boschstraat.
De voor Nederland toch vrij unieke vroege industrialisatie van Maastricht heeft weinig kunstenaars geïnspireerd. Een uitzondering vormt de Amsterdamse kunstenaar Herman Heijenbrock (1871-1948), die begin twintigste eeuw in een serie houtskooltekeningen en gouaches het in- en uitladen van de aardewerkovens in de Sphinx-fabriek vastlegde, zoals hij dat ook deed in tal van andere fabrieken en werkplaatsen in Nederland en daarbuiten. Een indruk van de vroegste ontwikkeling van het fabriekscomplex aan de Boschstraat geeft een tweetal anonieme schetsen uit 1839 (bewaard als drukdecor op borden) en een tekening uit 1842 (gebruikt als briefhoofd). De lithografieën in het Album dédié à mes enfants et mes amis, dat Petrus Regout omstreeks 1864 in Parijs liet uitgeven, geven een geromantiseerd beeld van zijn bezittingen, maar hebben weinig artistieke waarde. Van de Boschenaar A.C. Verhees (1859-1929) is een ets bekend van arbeiders die de fabriek in de Boschstraat verlaten. De ets, die in 1887 werd afgedrukt in het tijdschrift Eigen Haard, is gebaseerd op een foto van de Maastrichtse fotograaf Theodor Weijnen (1835-1904).

### Archieven, collecties

#### Familiearchief
Het papieren archief van de familie Regout is deels in privébezit. Een ander deel bevindt zich sinds 1955 in het gemeentearchief van Maastricht dat sinds 2005 onderdeel is van het Regionaal Historisch Centrum Limburg (RHCL) in Maastricht. Van 1957 tot 1959 werd het archief geïnventariseerd. Het openbaar toegankelijke Regout-archief in het RHCL beslaat 3,30 strekkende meter en vertoont grote hiaten. Het bestaat uit familiefoto's, brieven en officiële papieren. De oudste familiefoto's, van het formaat carte de visite, zitten in een rood kartonnen doosje met een ronde opening in het deksel, waarin een vergrootglas is bevestigd. Aan de binnenkant staat de naam en het adres van de fotograaf/samensteller vermeld: "Billon, Photographe. Neveu et Élève de Mr. Daguerre, Rue des Recollets 13, Paris". Bijzonder is ook het Album dédié à mes enfants et mes amis, dat Petrus Regout in Parijs liet samenstellen, mogelijk bij diezelfde Billon, en waarvan tussen 1864 en 1866 diverse edities verschenen. Het bevat lithografieën van zijn voornaamste onroerend goedbezittingen, decoraties, schenkingen, enz., alsmede diverse portretten. Van de correspondentie die in het archief bewaard wordt zijn vermeldenswaardig de circa vijftig reisbrieven die Edmond Regout tussen 1894 en 1903 schreef uit onder andere de Verenigde Staten en Nederlands-Indië.
Het Regout-archief, hoewel geschonden, vormt een rijke bron van informatie, met name over het negentiende-eeuwse Maastricht. Daardoor zou de indruk kunnen ontstaan, dat de familie Regout in die tijd uitzonderlijk was. Dat geldt natuurlijk wel voor de stamvader, die in Maastricht een ongeëvenaard industrieel imperium opbouwde. Het geldt echter veel minder voor zijn nakomelingen. Hun geschiedenis liep, op wat uitschieters na, parallel aan die van tal van andere 'patricische' families in de stad. Alleen zijn van die families in de meeste gevallen de archieven niet bewaard gebleven (of niet openbaar toegankelijk).

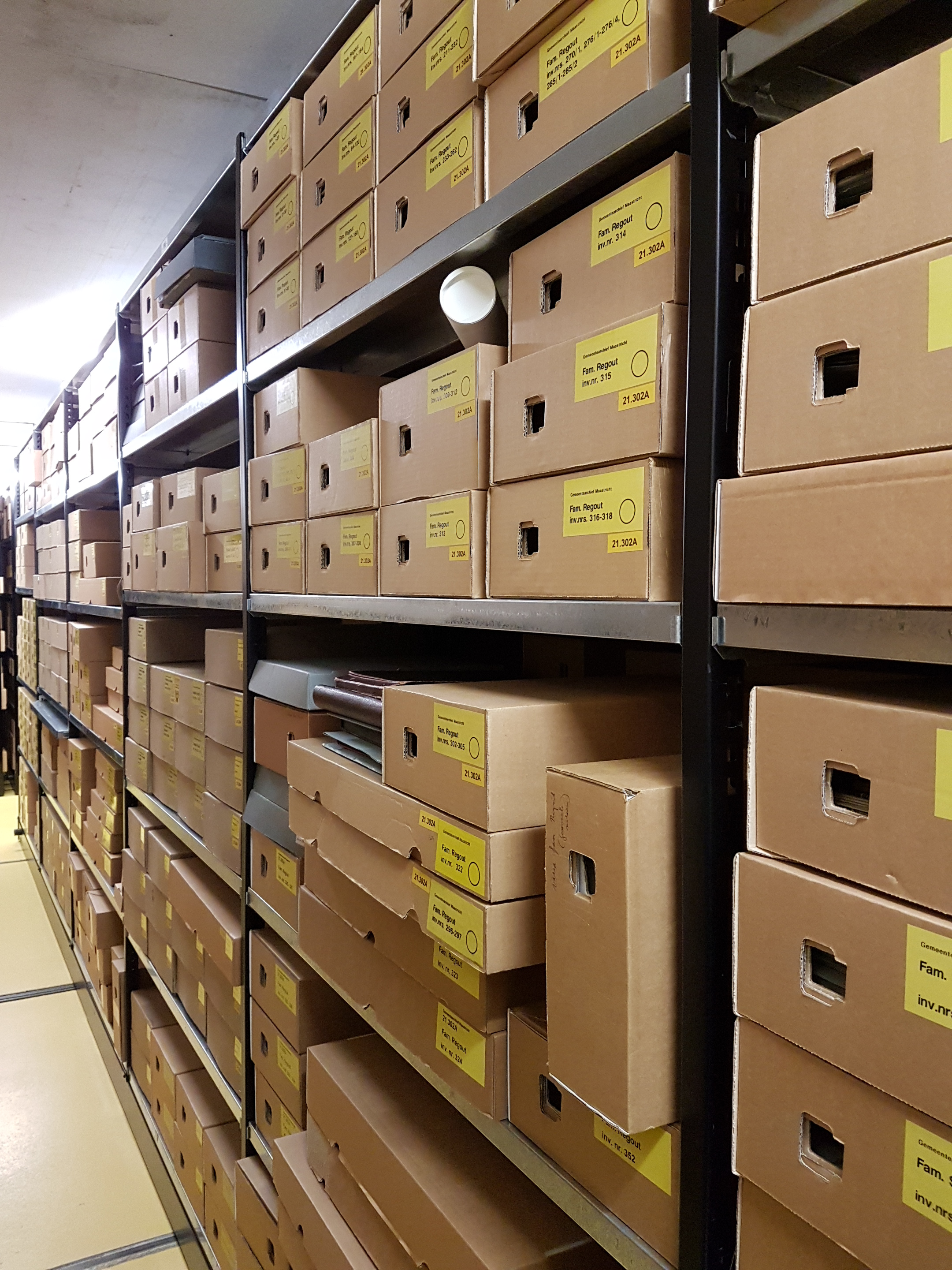
Familiearchief Regout, RHCL Maastricht
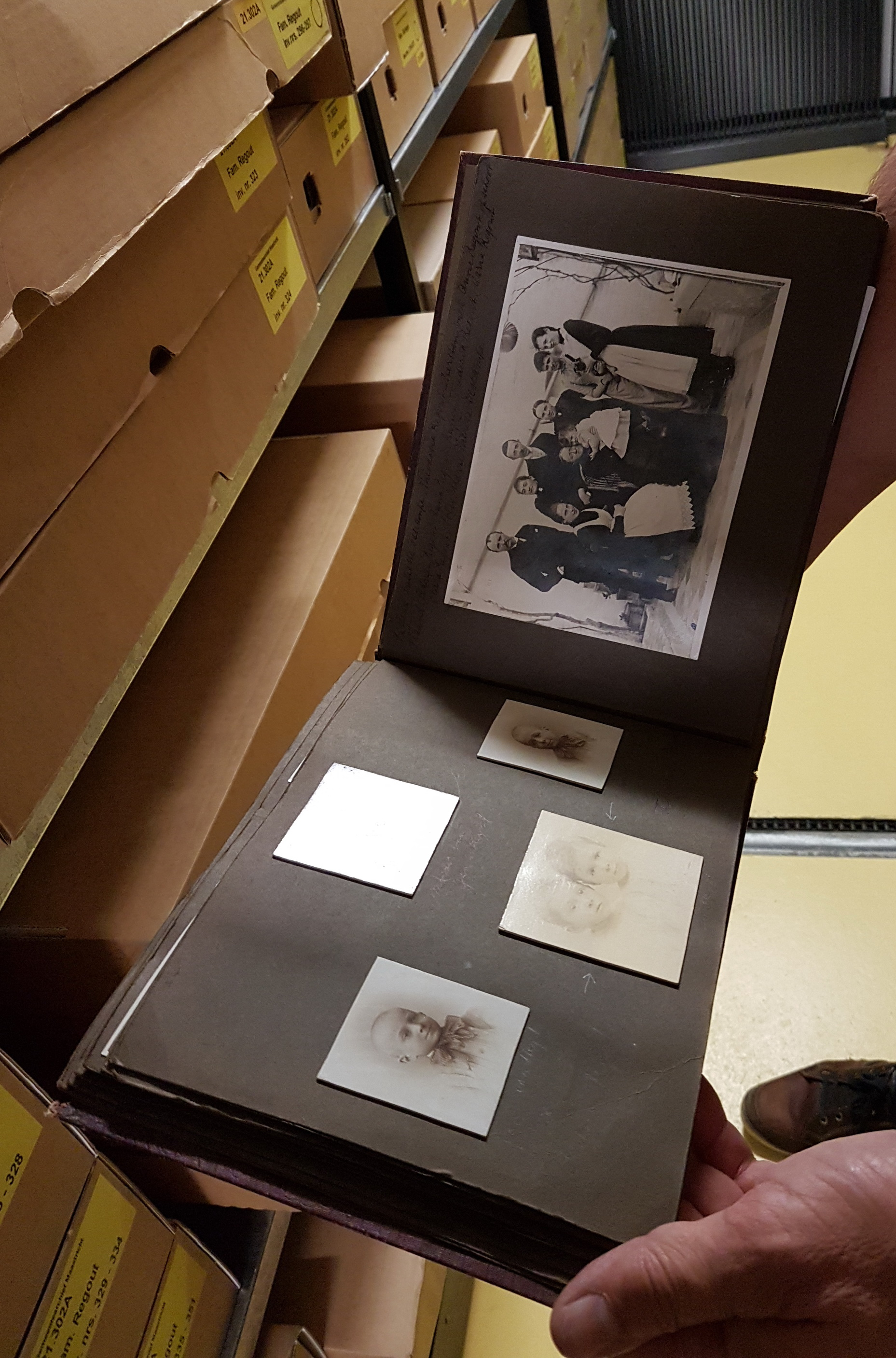
Familiefoto's, RHCL
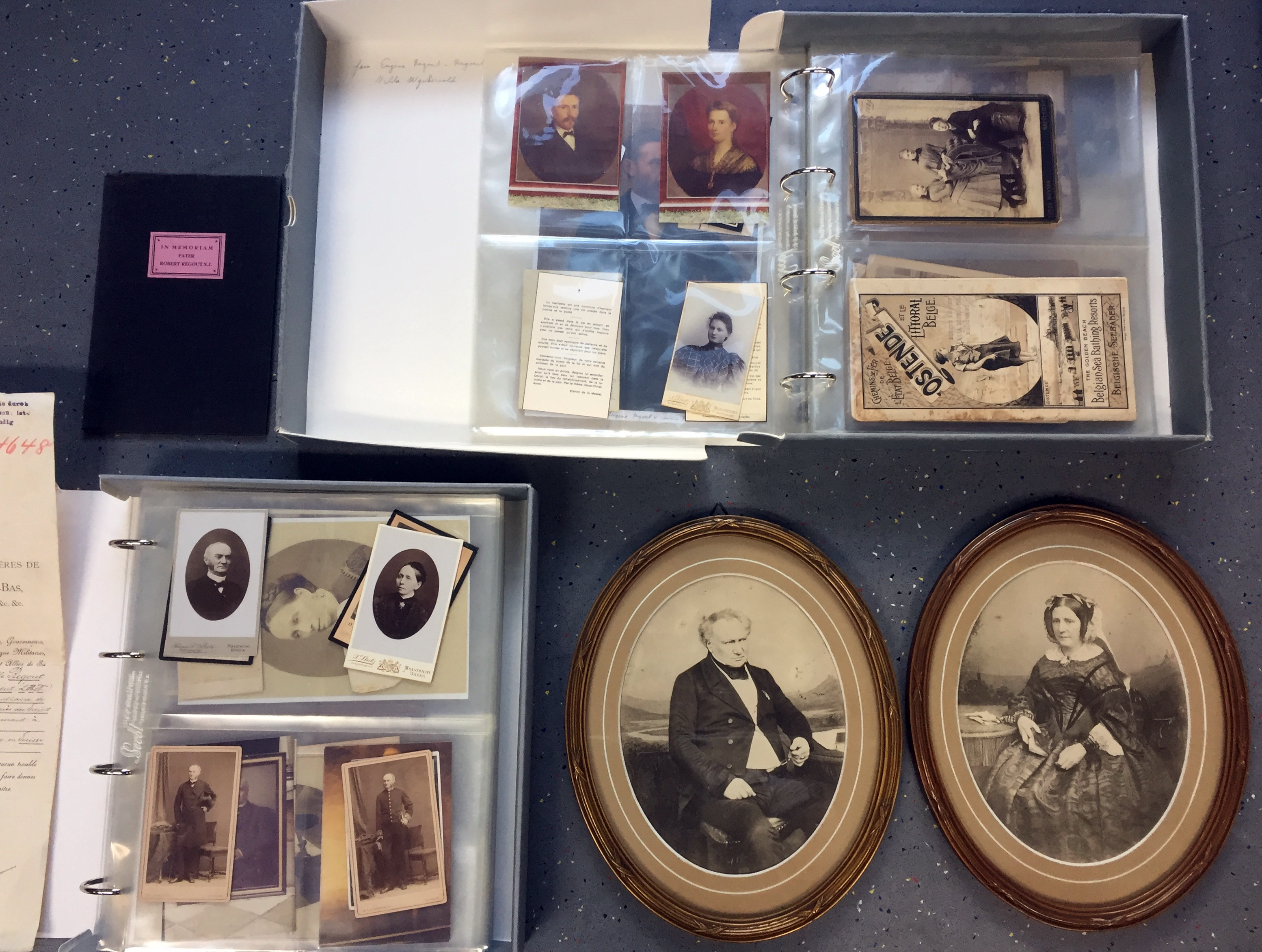
Foto's en memorabilia, RHCL
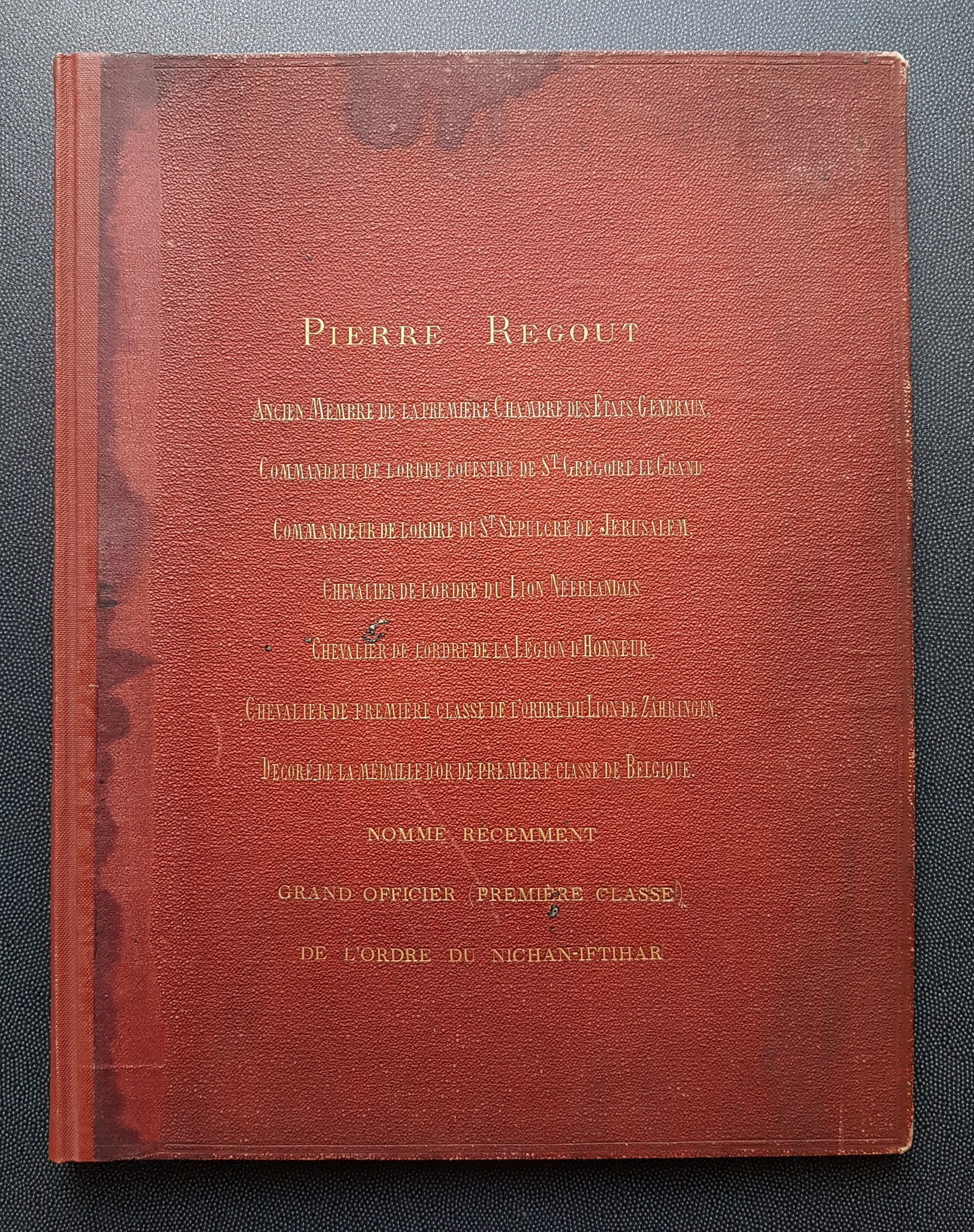
Album P. Regout, RHCL
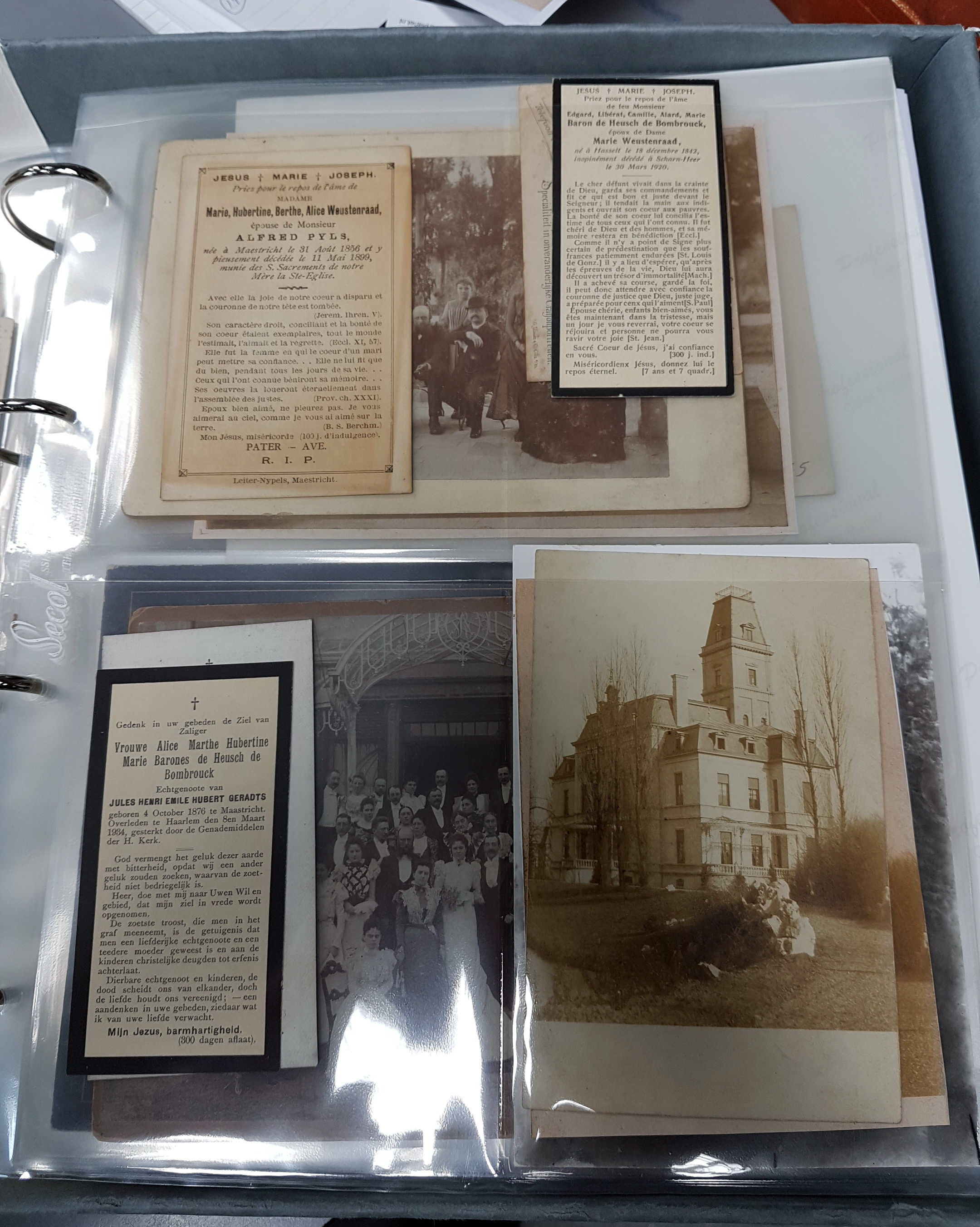
Foto's en bidprentjes, RHCL
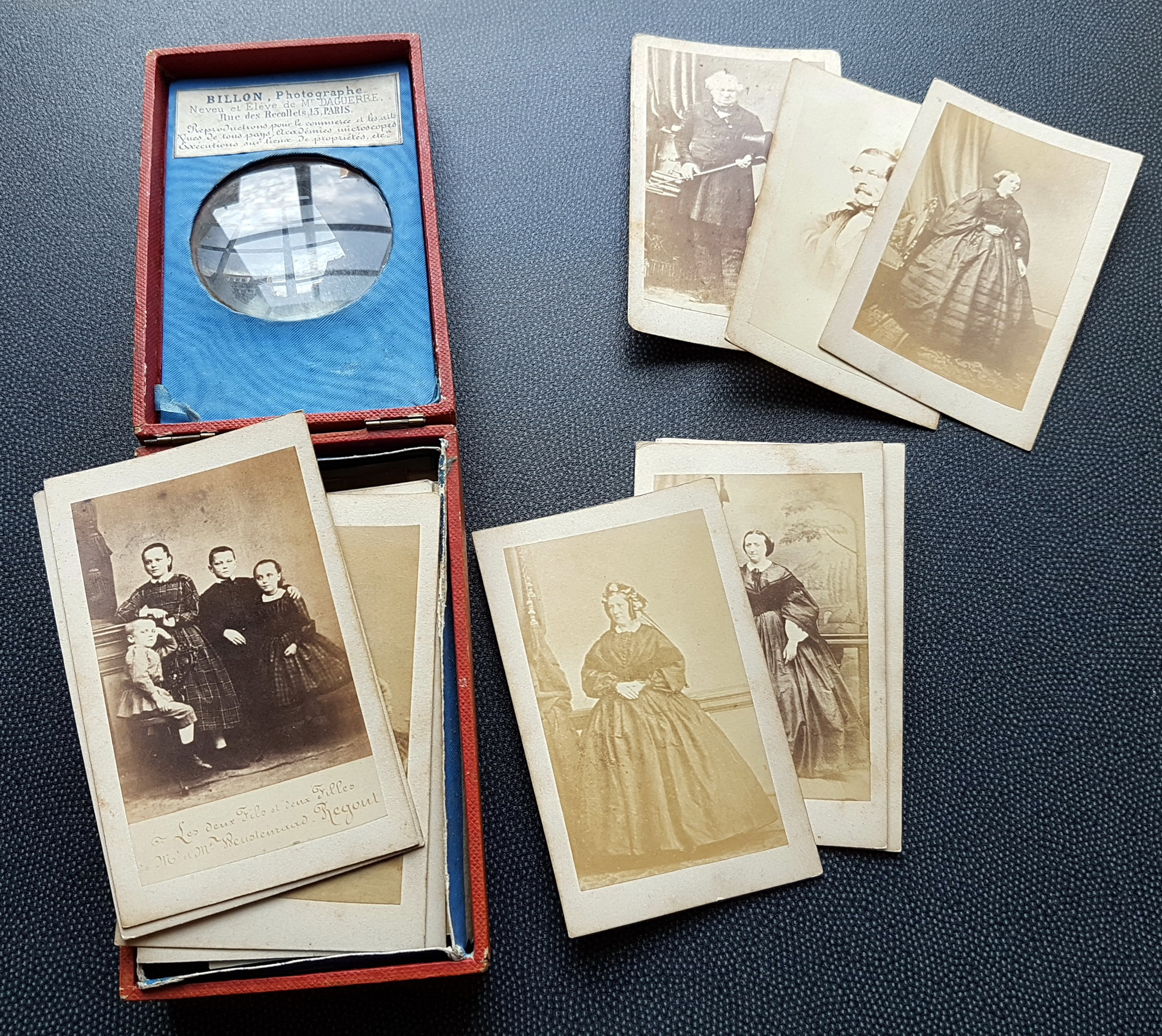
Doosje met cartes de visite, ca. 1865, RHCL
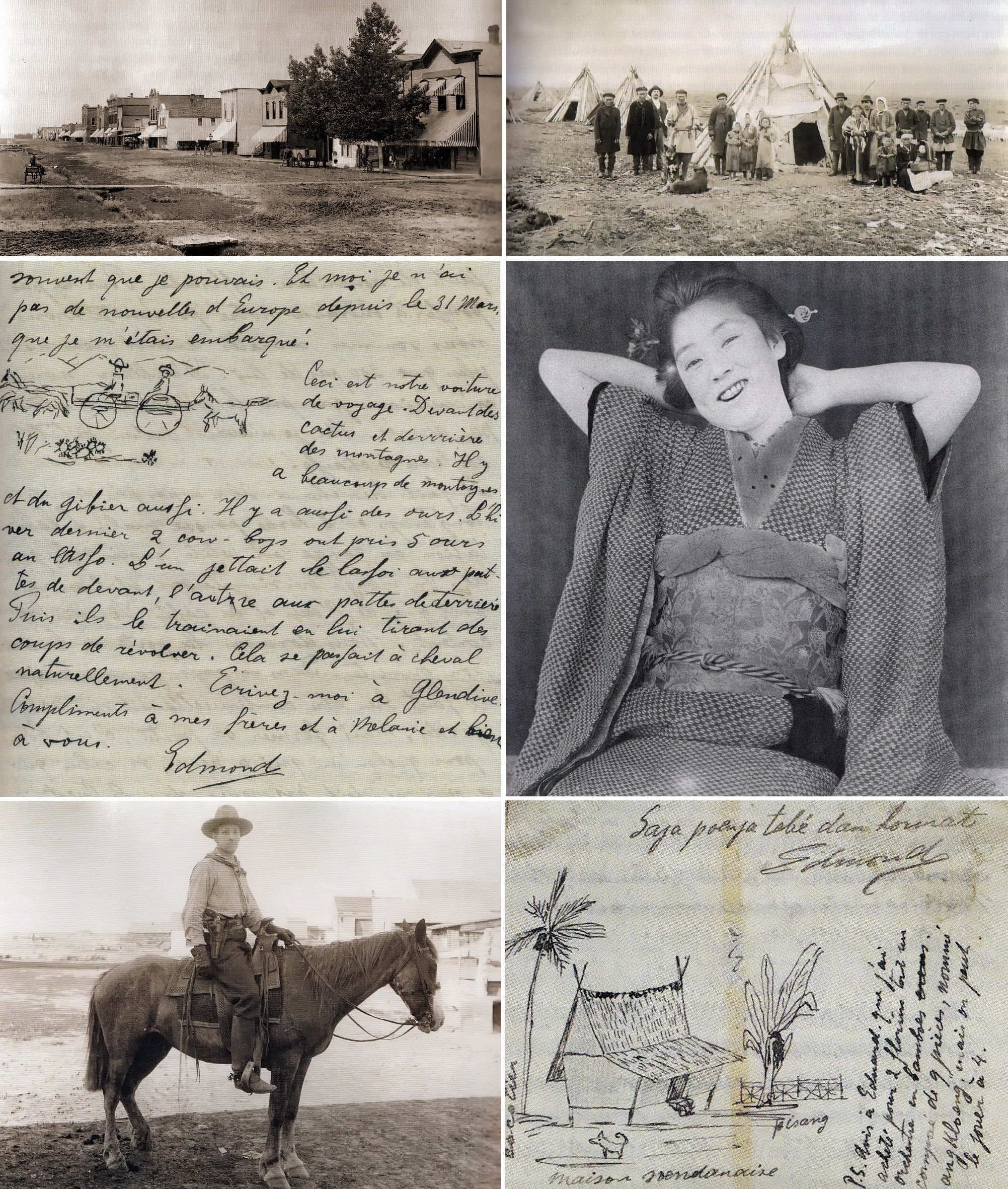
Foto's en brieven Edmond Regout, 1895-1903, RHCL
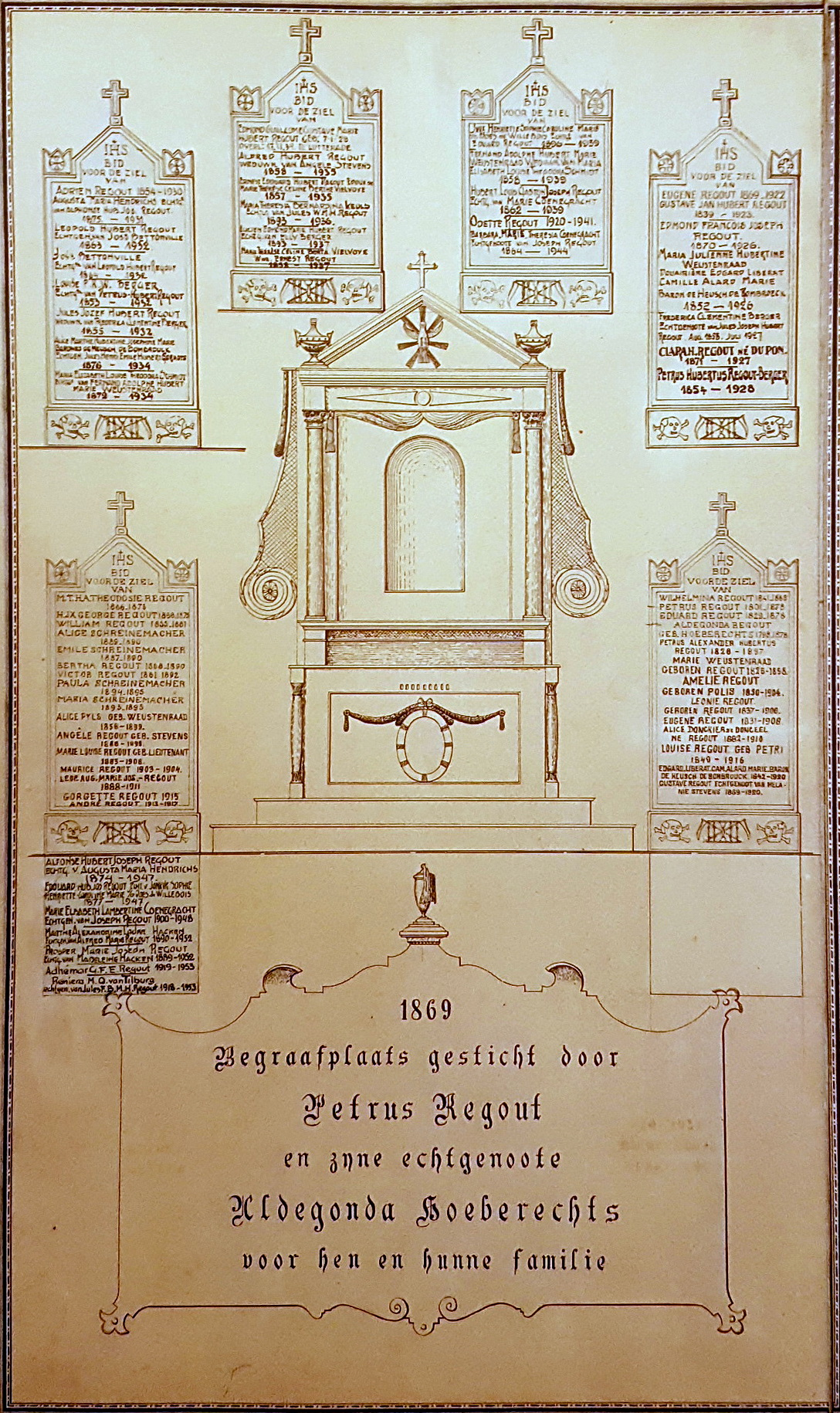
Tekening kapel grafkelder, SHCL

#### Fabrieksarchieven
Het papieren fabrieksarchief van de firma Petrus Regout & Co. en haar rechtsopvolgers wordt bewaard in het Sociaal Historisch Centrum voor Limburg (SHCL), dat gehuisvest is in het pand van het RHCL in Maastricht. Het beslaat een lengte van 89,37 meter en bestaat voor een groot deel uit kasboeken en particuliere correspondentie. Eveneens in het SHCL bevindt zich het bedrijfsarchief van de Maastrichtsche Spijker- en Draadnagelfabriek v/h Thomas Regout, dat zo'n 15 meter beslaat. Het archief van Alfred Regout & Co./Rema in het SHCL is slechts 12 cm breed. Van de archieven van andere Maastrichtse en Belgische Regout-bedrijven zijn geen gegevens bekend. Wel bezit het Nationaal Glasmuseum in Leerdam, behalve een uitgebreide verzameling glas- en kristalproducten van de Maastrichtse Kristalunie, ook enkele fabriekscatalogi. De fotoalbums in het archief van de Arbeidsinspectie geven een beeld van het leven in de fabrieken door de jaren heen.
De zogenaamde fabriekscollectie van De Sphinx, bestaande uit 64.000 stuks aardewerk, 1423 mallen (moules) en 5469 drukplaten, werd in 1989 ter gelegenheid van het 150-jarig bestaan van de fabriek in bruikleen gegeven aan de gemeente Maastricht. In 2019 liep deze bruikleen af. Het Zwitserse Geberit, eigenaar van De Sphinx, schonk vervolgens een derde van de collectie en verlengde de bruikleen van de rest. De collectie is (voorlopig) ondergebracht in het Centre Céramique.

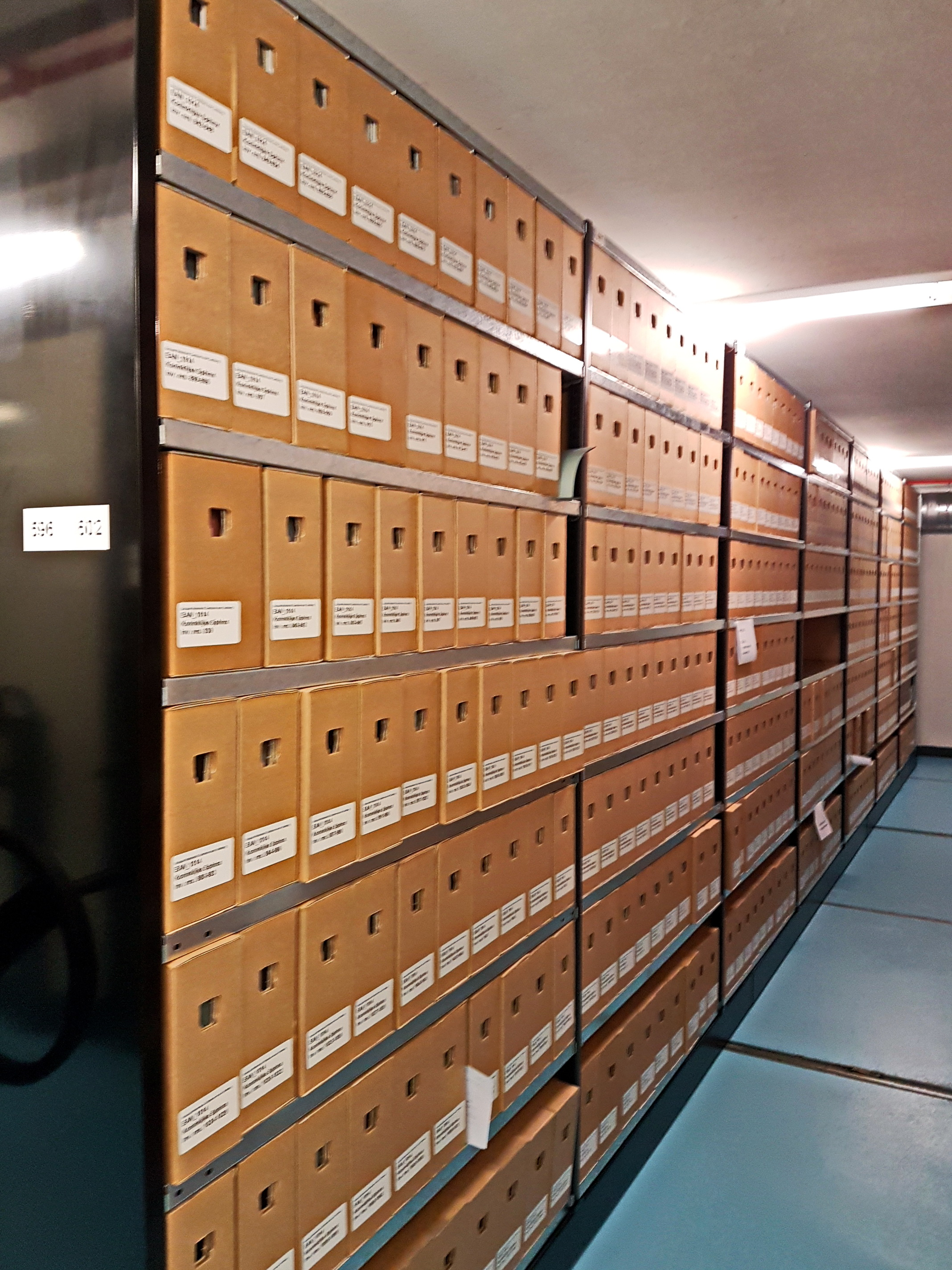
Bedrijfsarchief De Sphinx, SHCL Maastricht
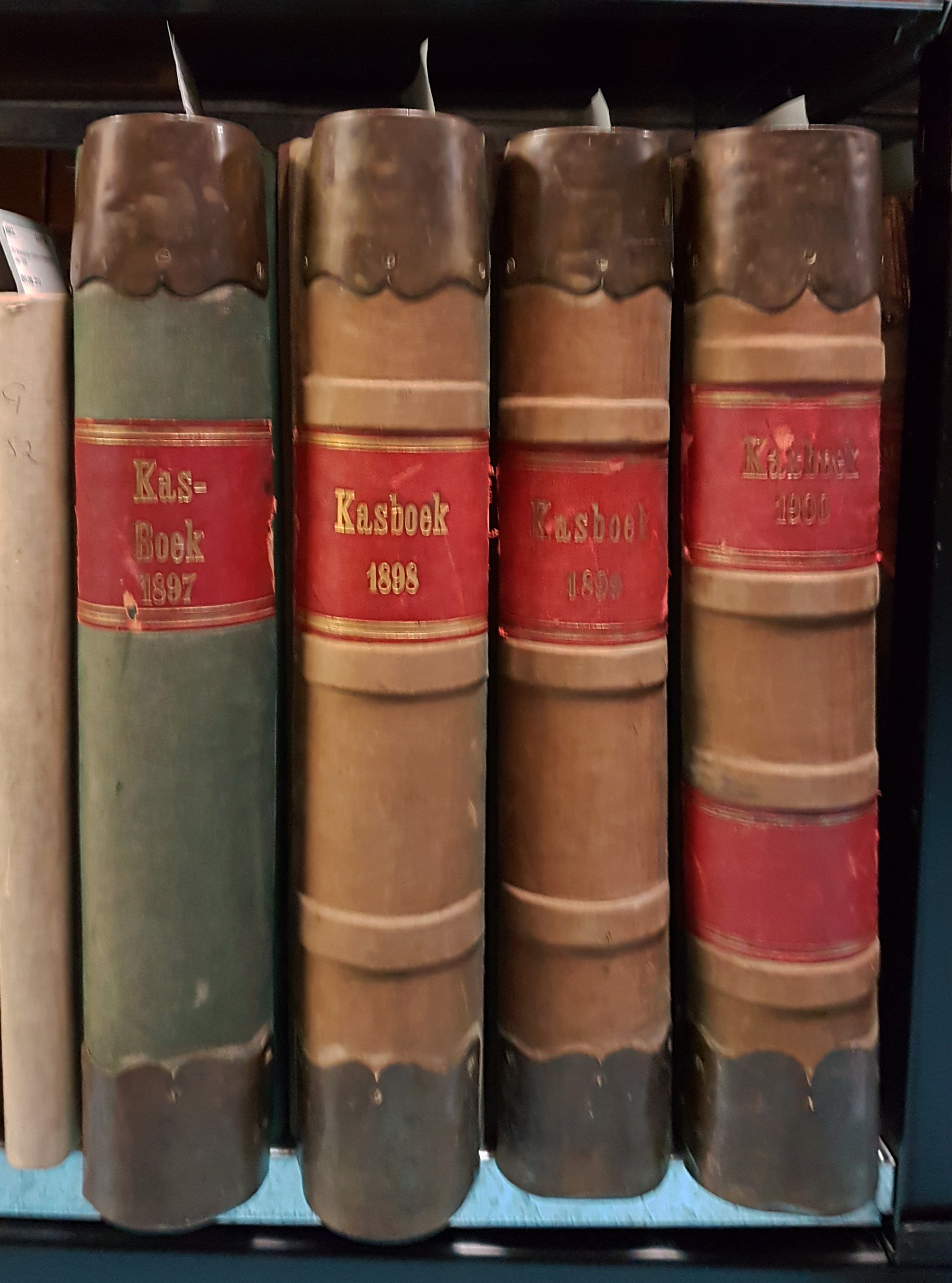
Kasboeken De Sphinx, 1897-1901, SHCL
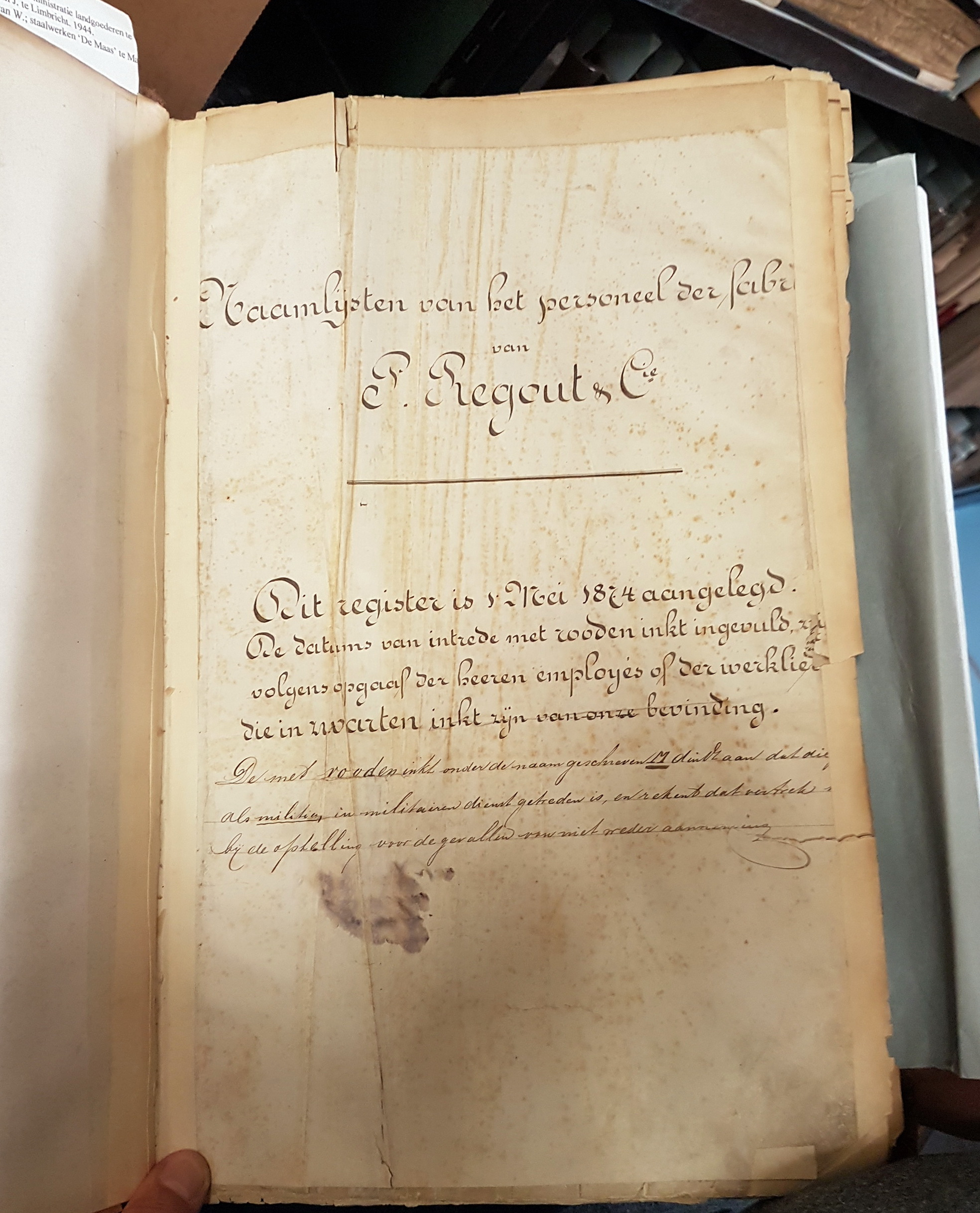
Personeelslijst P. Regout & Co., 1874, SHCL
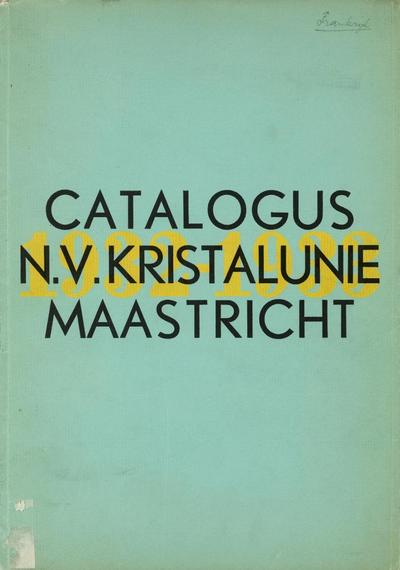
Catalogus Kristalunie, 1932-'33, Nationaal Glasmuseum Leerdam
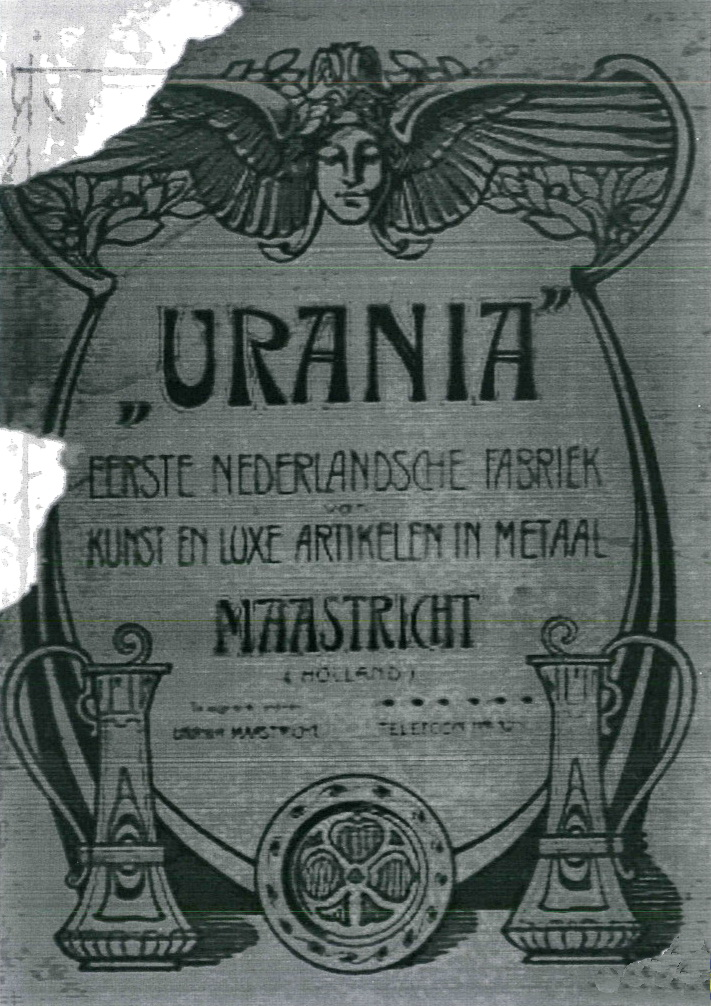
Catalogus Urania, 1903-1910, verblijfplaats onbekend
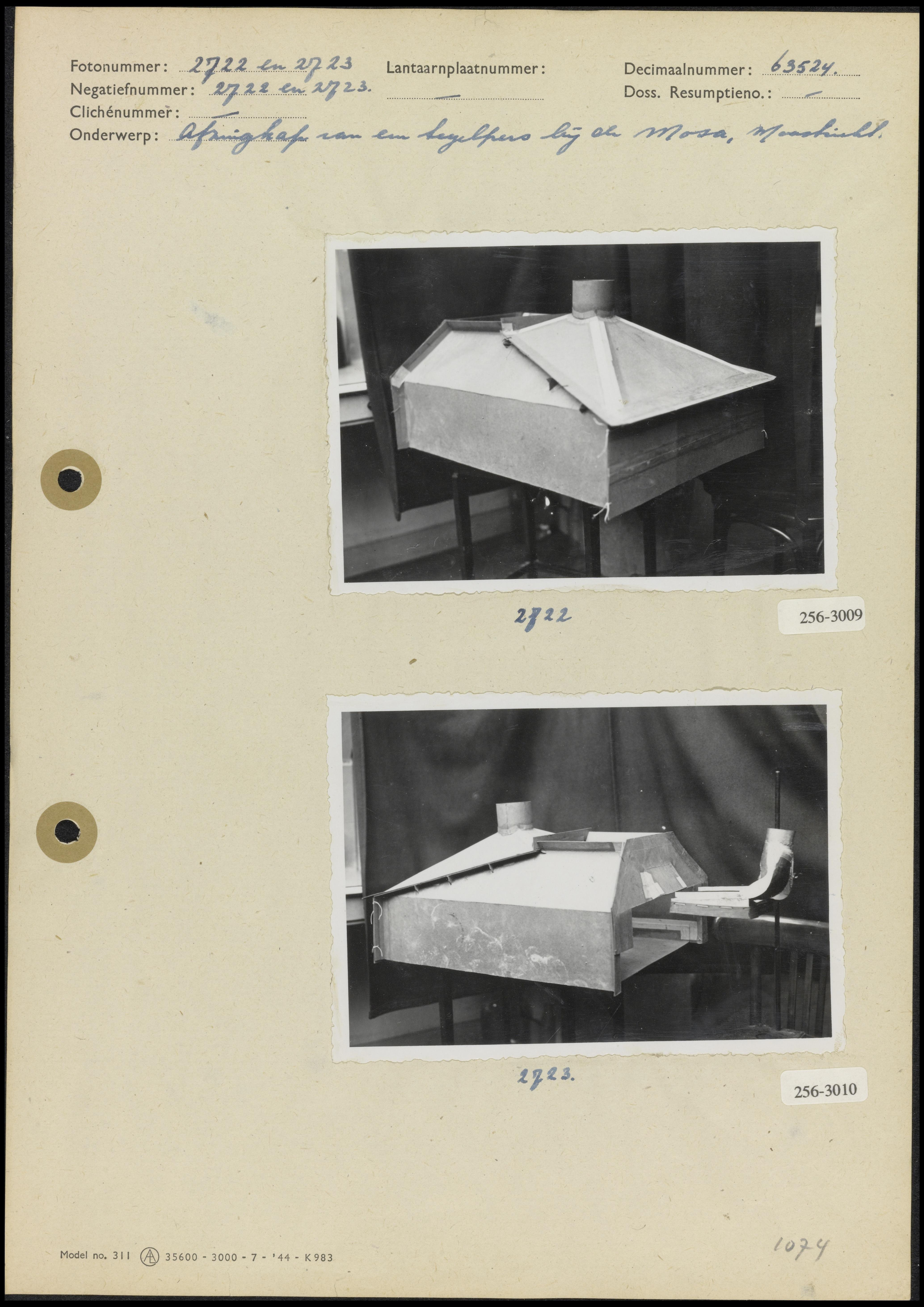
Afzuigkap tegelpers Mosa, 1948, collectie Arbeidsinspectie
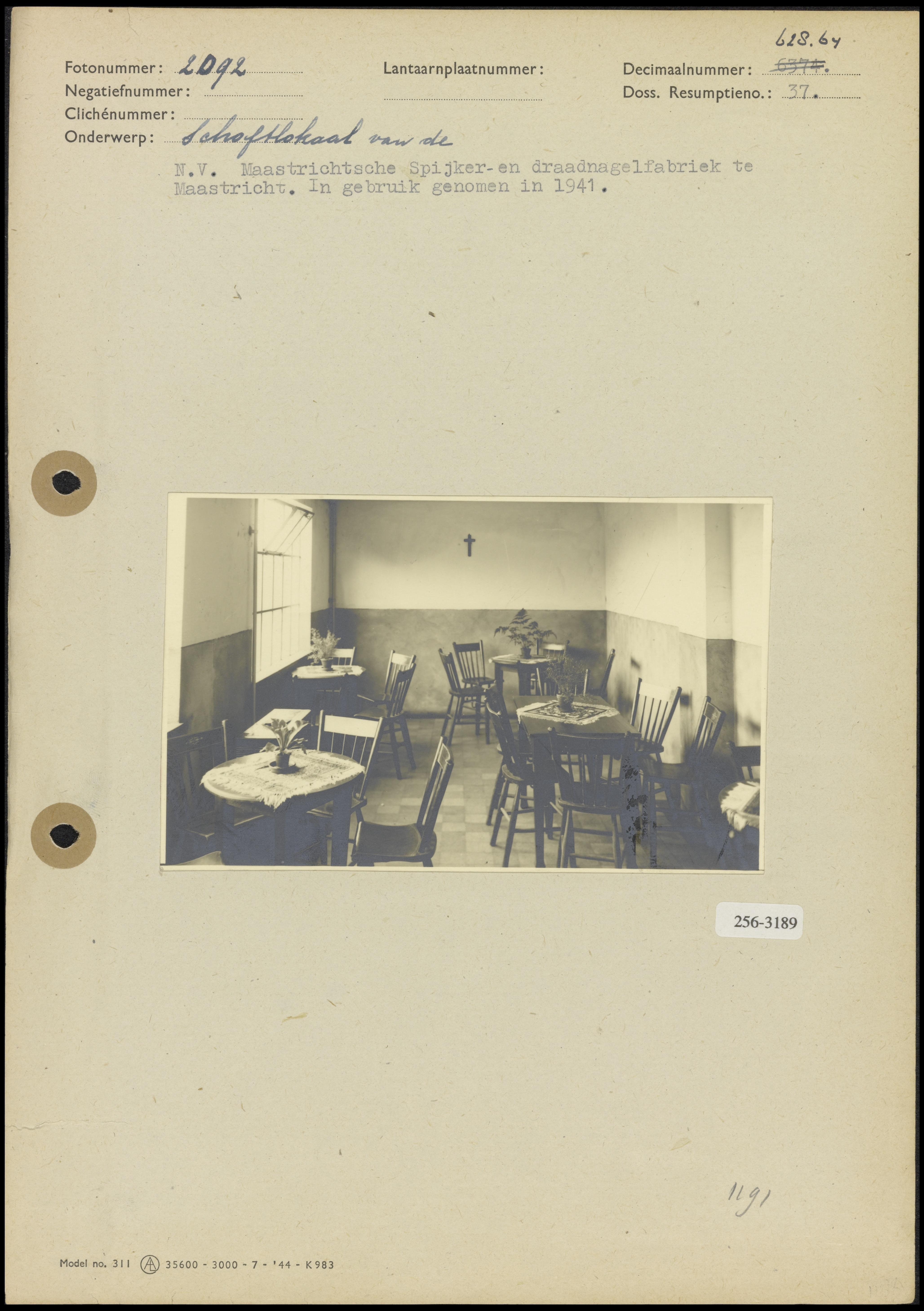
Schaftlokaal Thomas Regout & Co., 1941, collectie Arbeidsinspectie
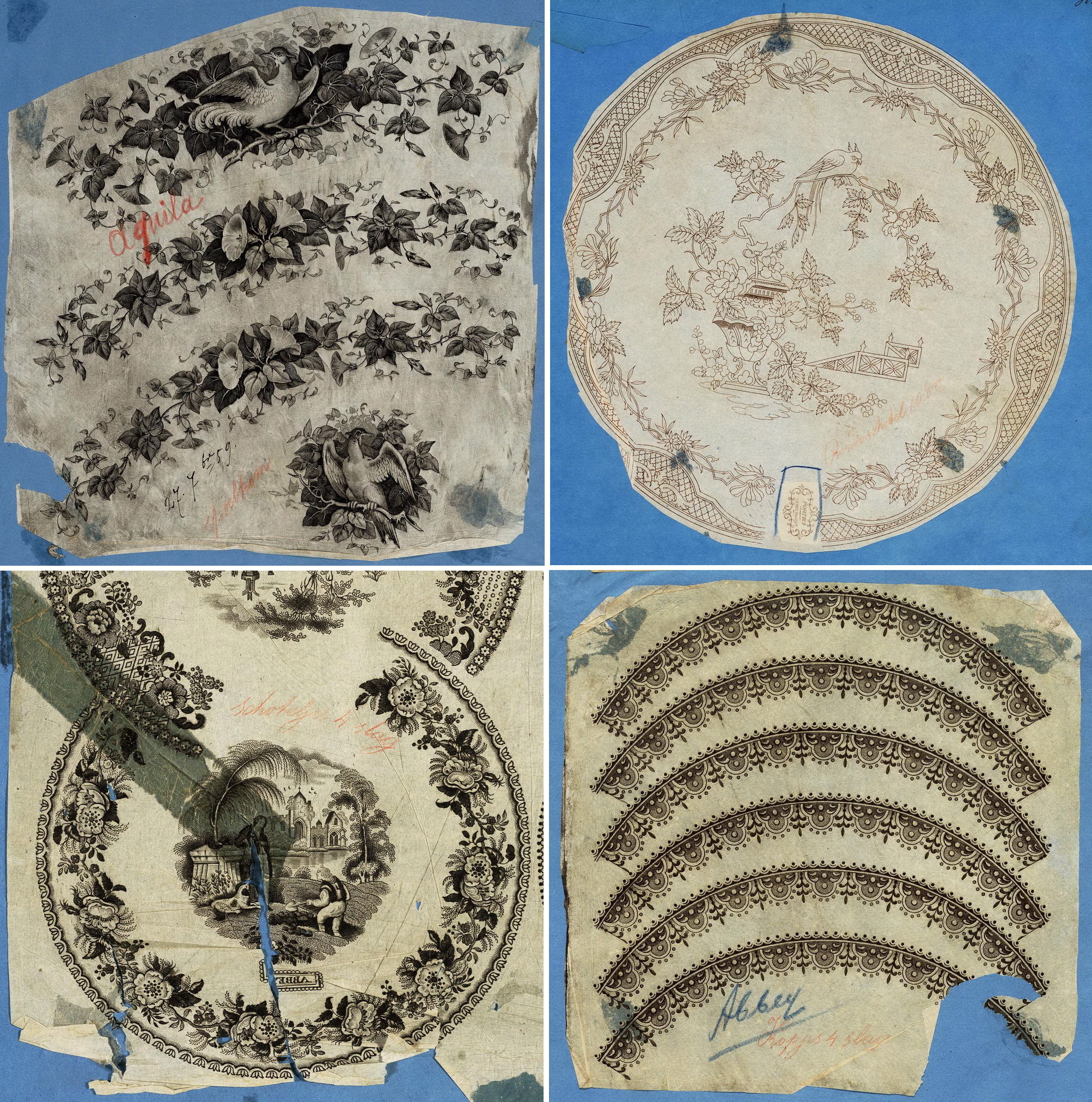
Drukdecors P. Regout & Co., ca. 1860, SHCL
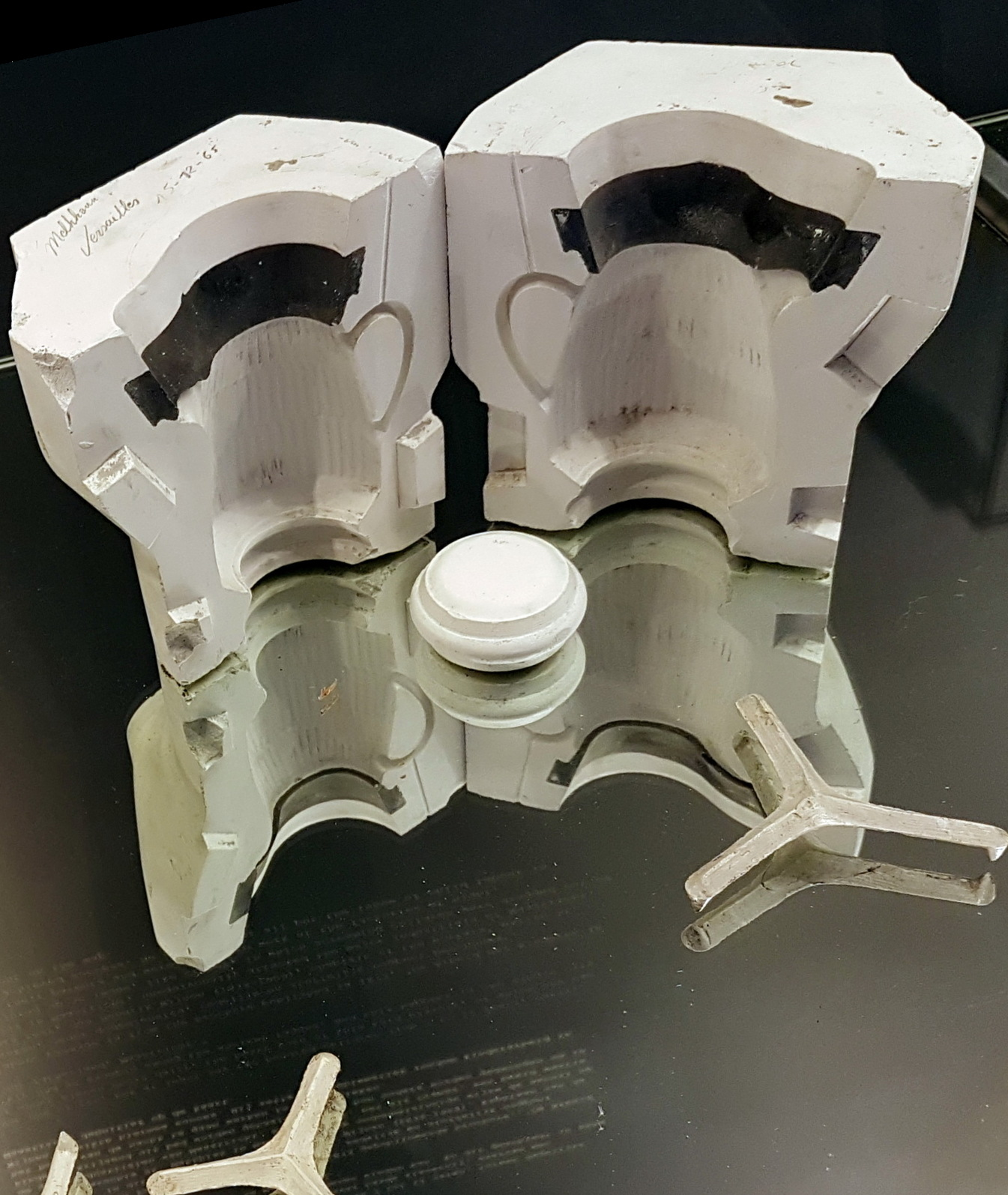
Mal voor koffiepot, Centre Céramique

#### Fabricaten
Het merendeel van de producten afkomstig uit de Regout-fabrieken bestaat uit industrieel vervaardigde artikelen, die geen artistieke waarde vertegenwoordigen. Daartoe kunnen gerekend worden de badkuipen en wc-potten van De Sphinx, de vloer- en wandtegels van Rema, Mosa en S.A. Chaux, Ciments & Carreaux, de wollen dekens en andere textielproducten van N.V. Wolindustrie en S.A. Textile de Pepinster, en de spijkers, gordijnrails en ladegeleiders van Thomas Regout. Ook de meeste producten van de porselein-, aardewerk-, kristal-, glas- en tinfabrieken van Petrus Regout & Co., De Sphinx, Frederik Regout & Co., Mosa, Stella, Kristalunie en Urania worden tot dezelfde categorie gebruiksartikelen gerekend, hoewel dit tegelijkertijd populaire verzamelobjecten zijn (met name Maastrichts aardewerk).
Pas vrij laat in de geschiedenis van de Regout-fabrieken werden kunstenaars en professionele ontwerpers ingezet om de vormgeving van de producten op een hoger niveau te brengen. De Sphinx was in 1917 in Maastricht de eerste die een ontwerper, Johan Lint, in dienst nam. Bij de Kristalunie was dat Eduard Cuypers, die in 1927 enkele glasserviezen ontwierp. Bij Mosa duurde het tot 1947 voordat Edmond Bellefroid daar als ontwerper aan de slag ging. Andere bekende namen zijn: Charles Vos, Nelly Bodenheim, Pierre Daems, Jan Eisenloeffel, Piet Zwart, Willem Rozendaal, Max Verboeket en Pieter Stockmans.
De omvangrijke collectie Maastrichts aardewerk van het Centre Céramique omvat, behalve voorbeelden van eindproducten van de aardewerkfabrieken van Petrus Regout/De Sphinx, Mosa en Société Céramique, tevens een verzameling mallen en drukplaten voor het vormen en versieren van porselein en aardewerk (zie: Fabrieksarchieven). De verzameling Regout/Sphinx-aardewerk is vrijwel compleet, vanaf de jaren 1830 tot 1987. In 2009 schonk de verzamelaar H. van Buren zijn gehele collectie Mosa-porselein en aardewerk (11.000 stuks) aan de Gemeente Maastricht. Enkele kleinere schenkingen van particulieren vullen de collectie aan. Andere musea, zoals het Bonnefantenmuseum en het Museum aan het Vrijthof in Maastricht, het Discovery Center Continium in Kerkrade, het Keramiekmuseum Princessehof in Leeuwarden, en het Rijksmuseum in Amsterdam, bezitten eveneens voorbeelden van Maastrichts aardewerk. Het hierboven genoemde Nationaal Glasmuseum in Leerdam bezit een uitgebreide collectie Maastrichts glaswerk en kristal. Tinnen siervoorwerpen uit de fabriek Urania zijn vrij zeldzaam. Het Drents Museum in Assen bezit enkele exemplaren.

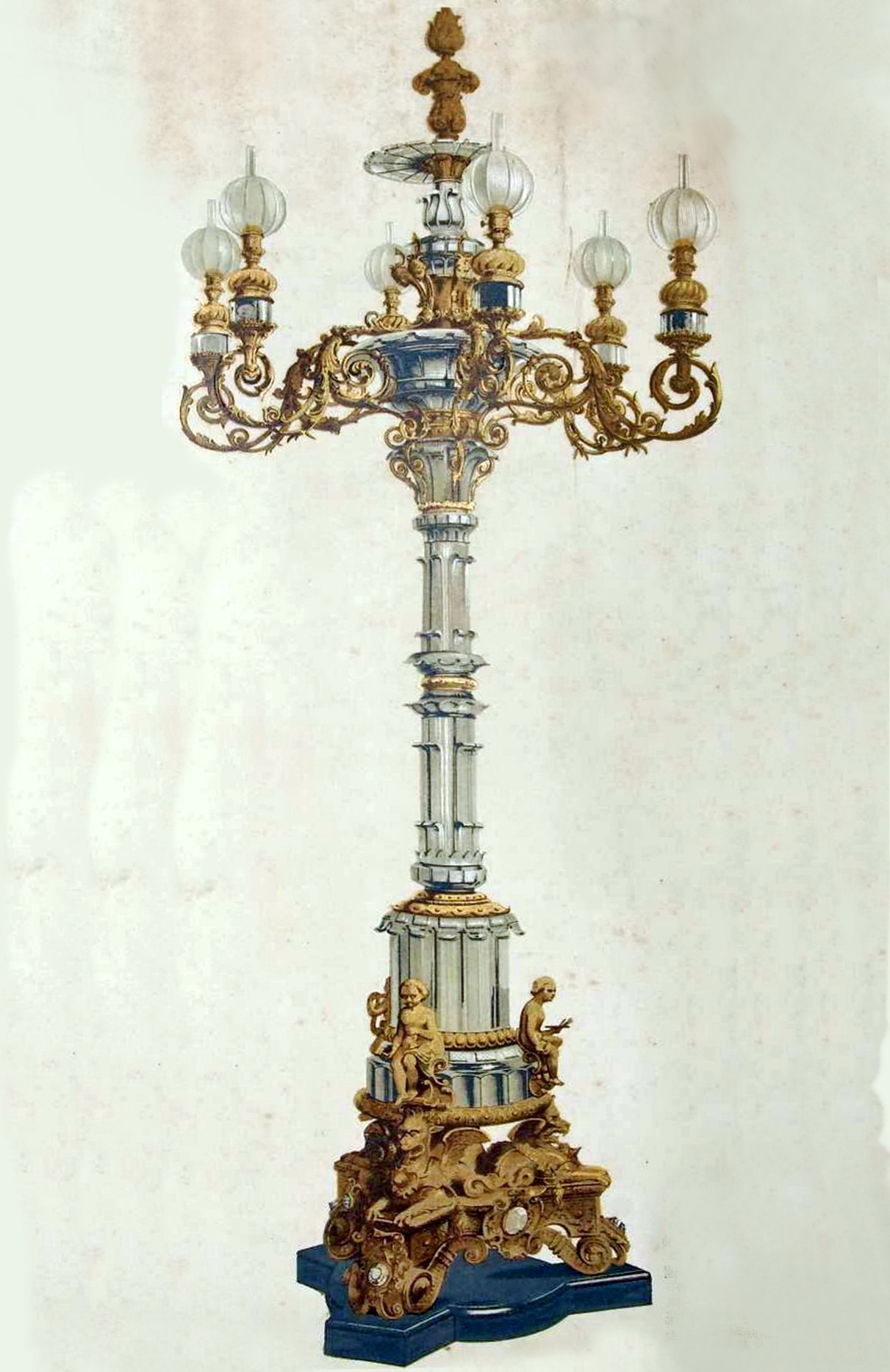
Kandelaber Petrus Regout & Co., 1842, Koninklijk Huis
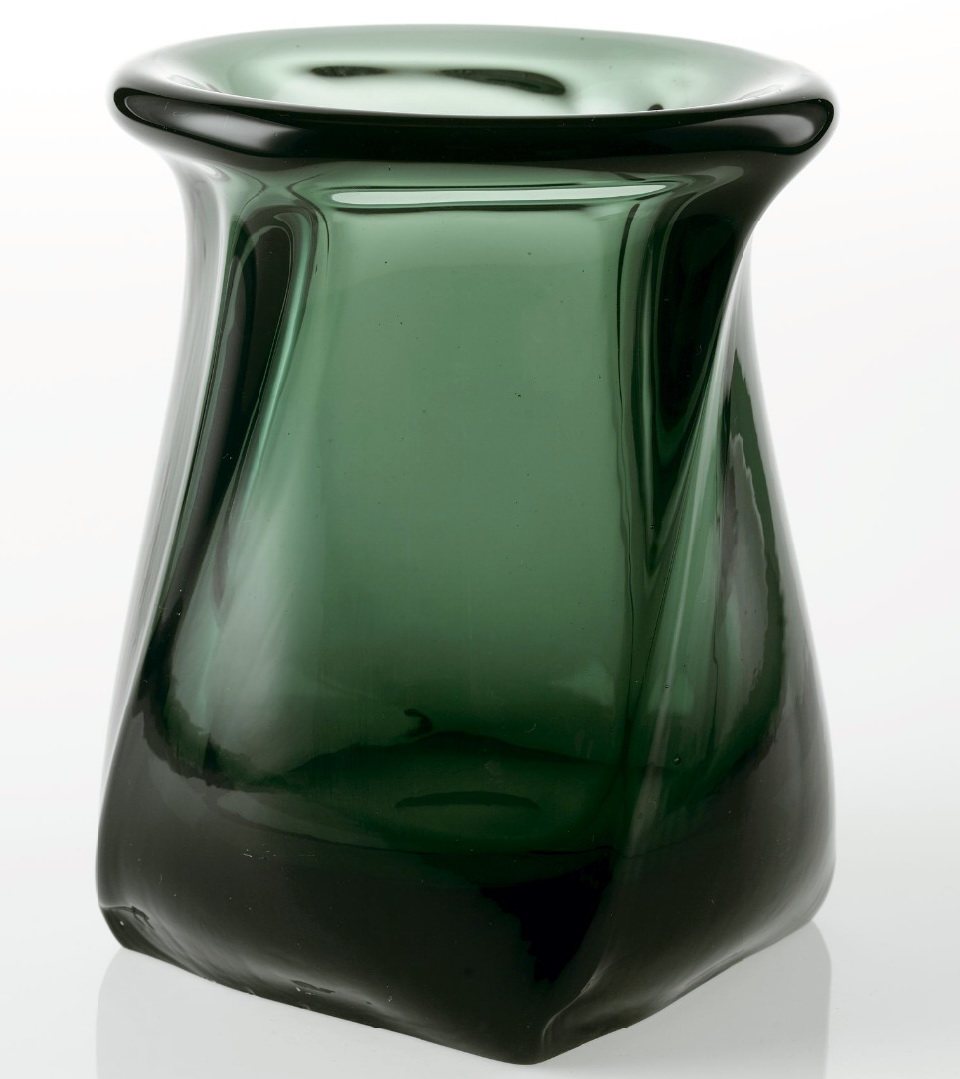
Vaas Quadravera, 1939, Nationaal Glasmuseum
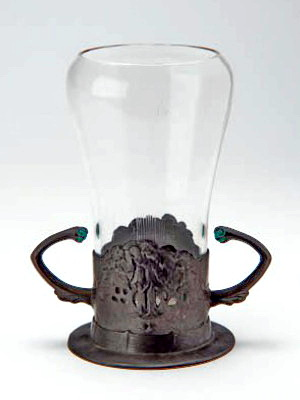
Vaas Urania, 1903-10, Drents Museum
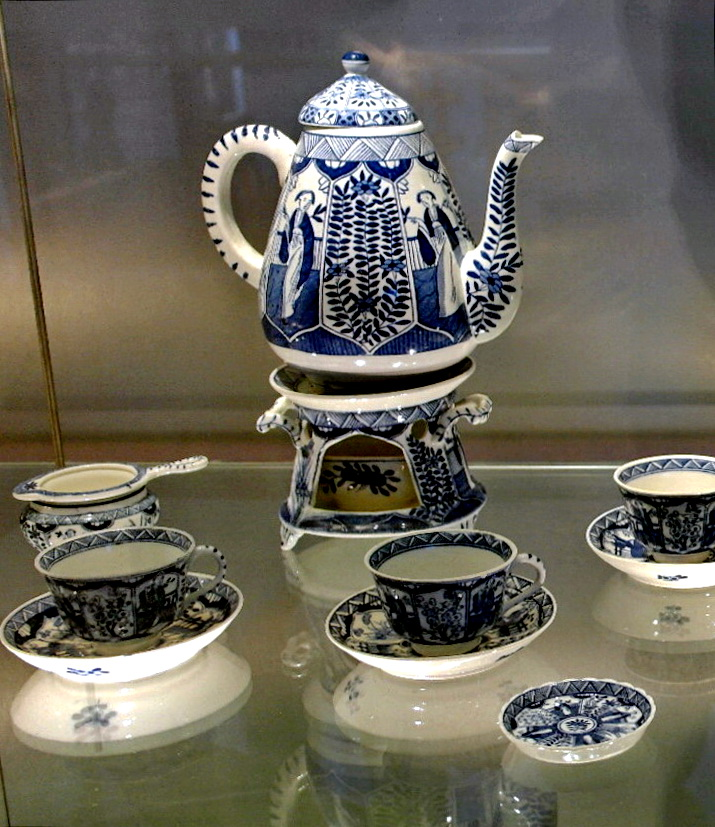
Servies Lange Lijs, Mosa, vanaf ca. 1914, Centre Céramique
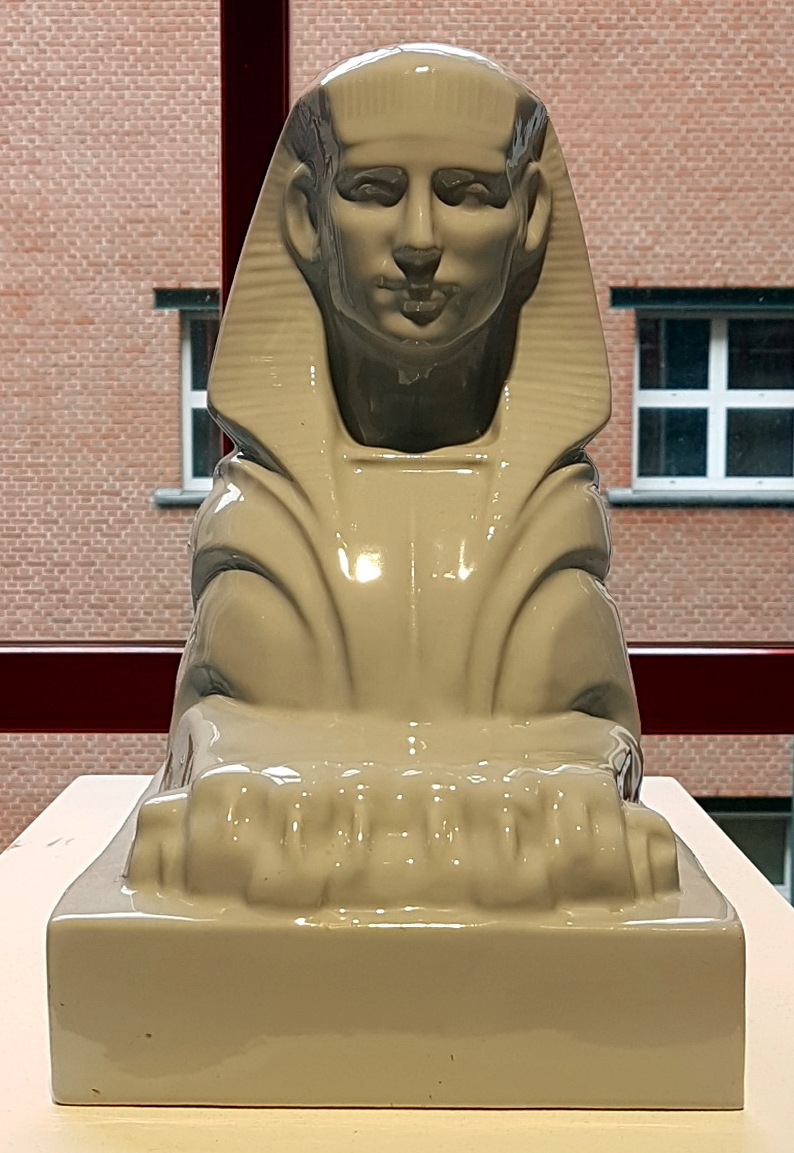
Sfinx, Charles Vos, ca. 1930, Bonnefantenmuseum
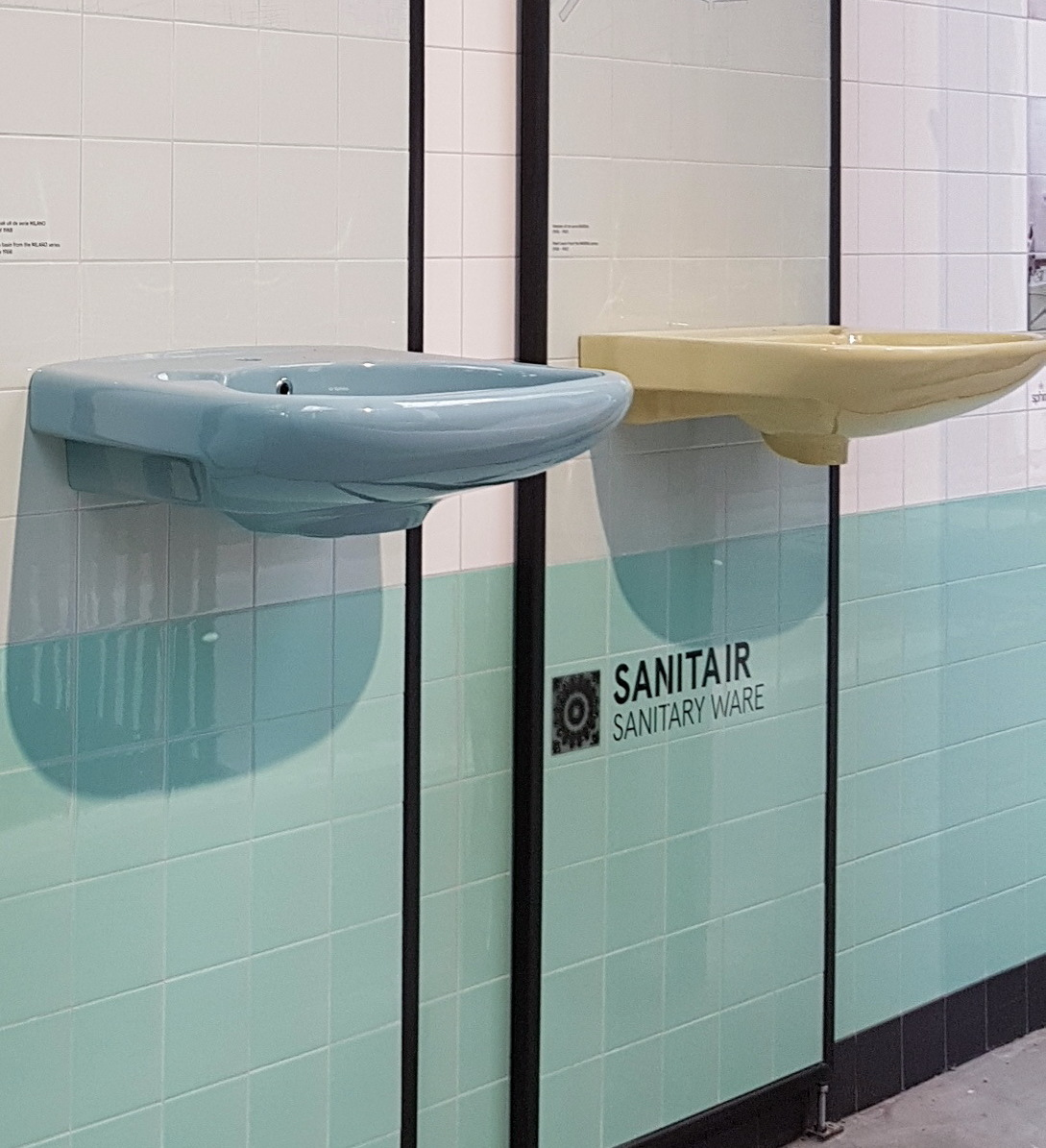
Wasbakken, Koninklijke Sphinx, 1987, Sphinx Passage
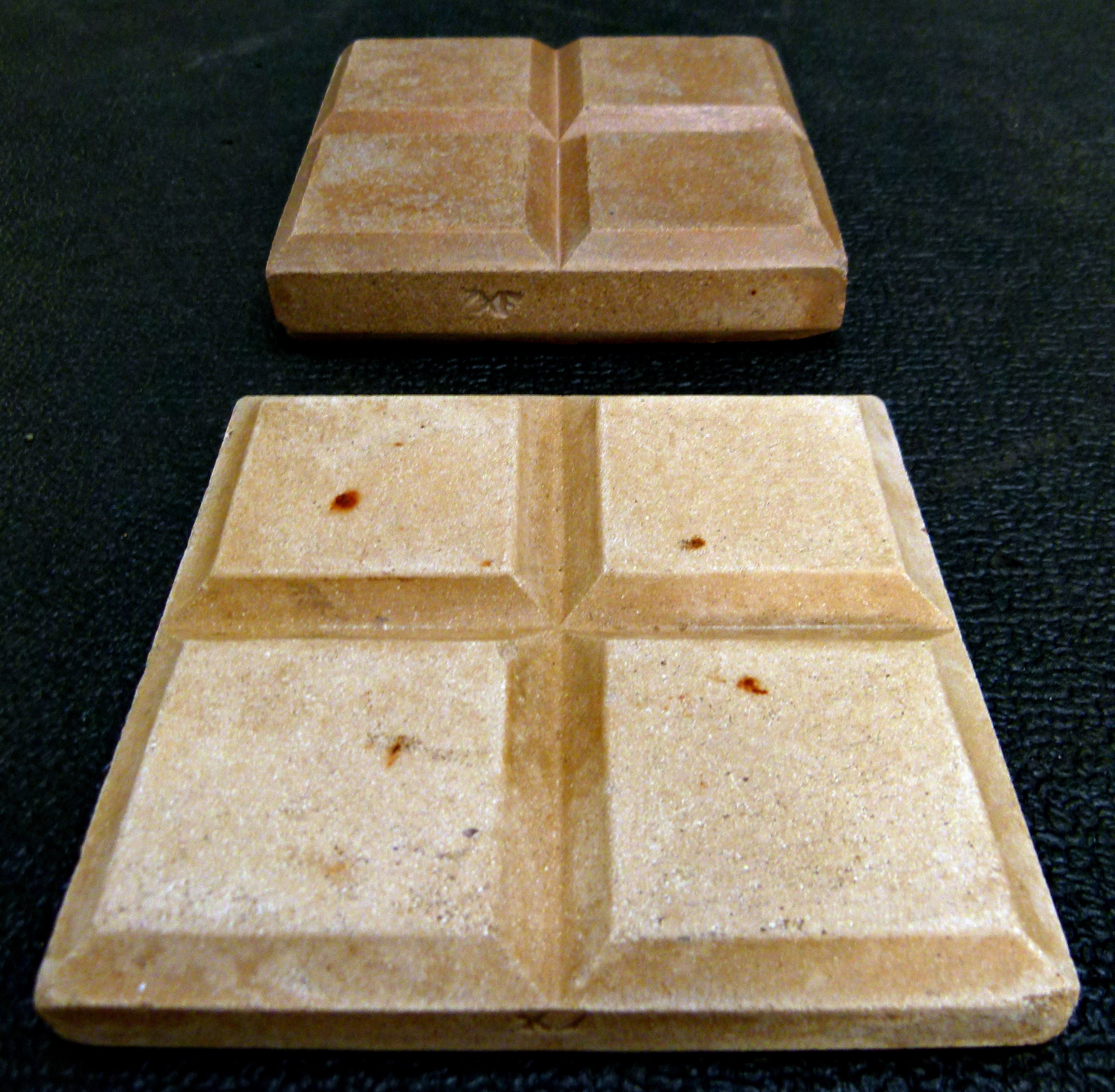
Tegels Alfred Regout & Co., na 1888
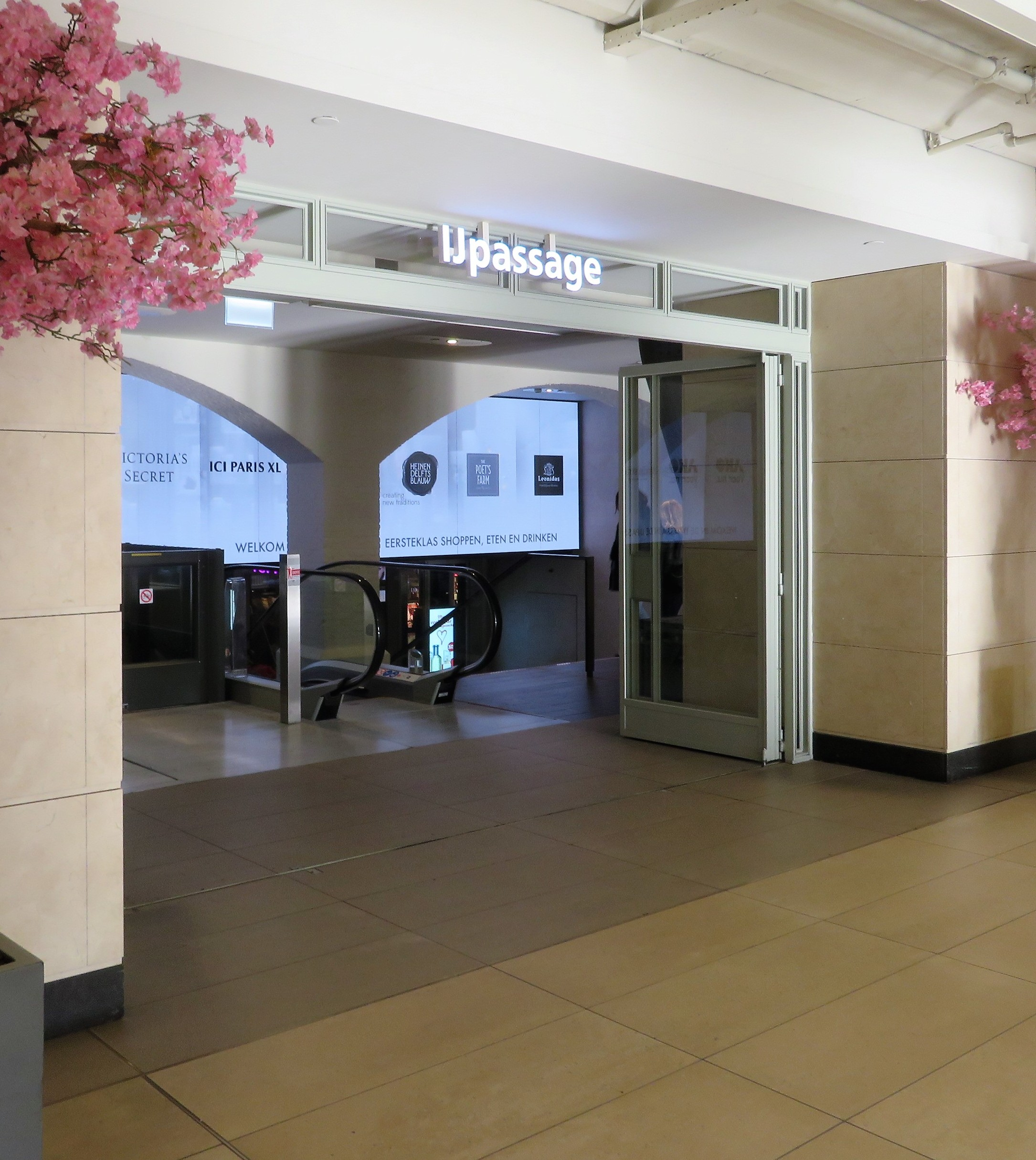
Mosa wand- & vloertegels, 2016, Centraal Station, Amsterdam

### Onroerend erfgoed

#### Huizen, villa's, kastelen
Petrus Leonardus Dominicus Regout, de vader van Petrus Laurentius en Thomas Dominicus Regout, kocht in 1796 het nog bestaande winkel-woonhuis in de Nieuwstraat. In 1812, kort voor zijn dood, kocht hij de hoeve Romerhof in Limmel, een bezit dat door zijn weduwe Maria Gertrudis Nijsten werd uitgebreid en dat zij na haar dood aan haar derde zoon Thomas naliet. Een aankoop door de weduwe Nijsten zelf, was het huis Boschstraat 1303, waar haar oudste zoon met zijn echtgenote Aldegonda Hoeberechts ging wonen en dat het begin zou vormen van het industriële imperium van de Regouts. Het huis werd in de jaren 1930 gesloopt voor de bouw van tunnelovens. In 1832 kocht Petrus een pand in de Rue Souverain-Pont in Luik, mogelijk bedoeld als uitwijkmogelijkheid voor zijn bedrijf, waarvan de toekomst door de blokkade van 1830-1833 onzeker leek. Het is niet duidelijk wat hij er later mee deed en of het pand nog bestaat.

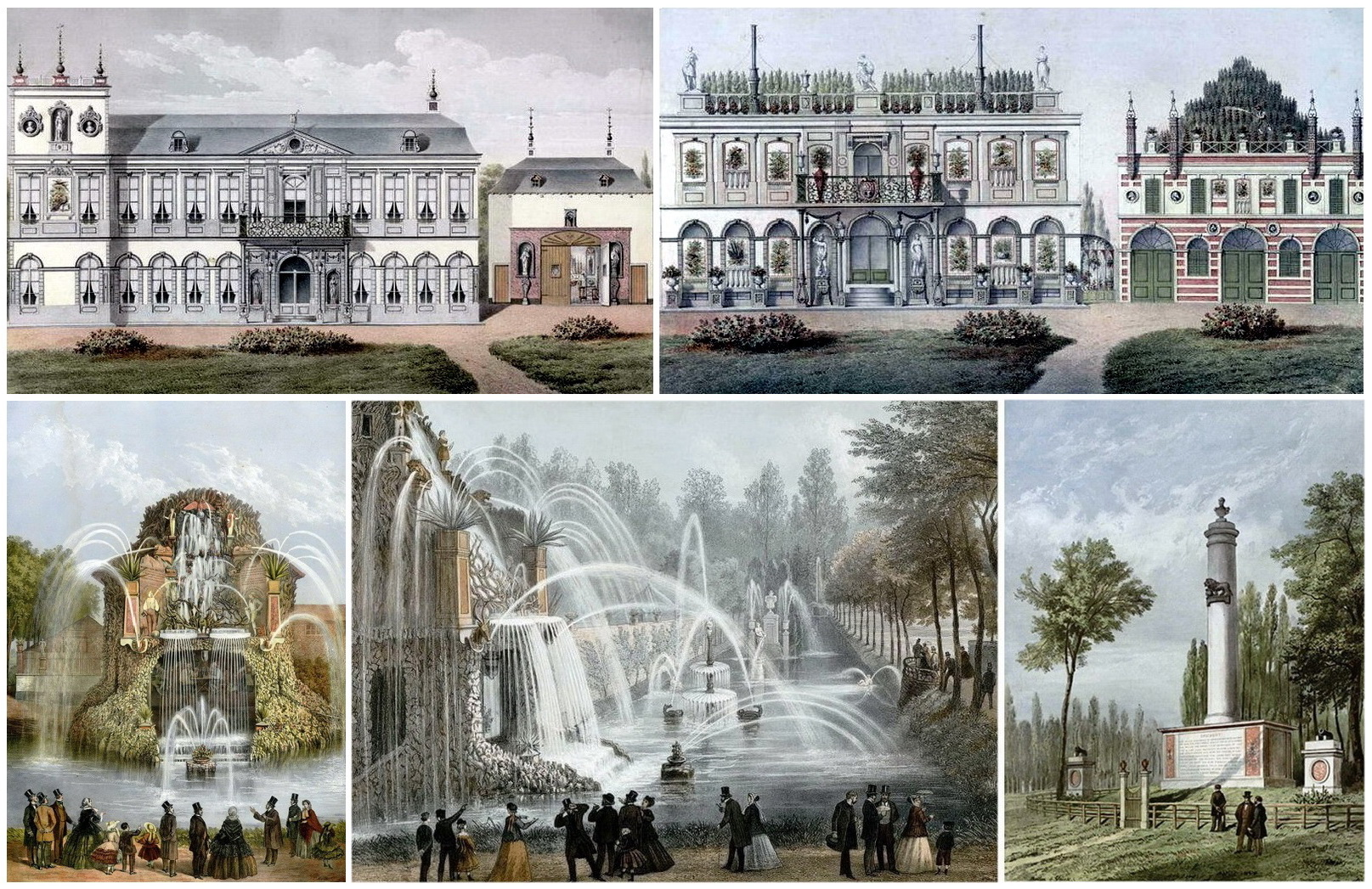
De lusthof Vaeshartelt in het Album dédié à mes enfants et mes amis (ca. 1865)

Omstreeks 1850 breidde Petrus Regout zijn onroerendgoedbezit uit met twee belangrijke aankopen: de refugie van Hocht en kasteel Vaeshartelt. Eerstgenoemd pand lag aan de Boschstraat, vlak bij zijn woonhuis op nummer 1303 en het fabriekscomplex. Regout liet het voormalige refugiehuis verbouwen tot een drietal herenhuizen, bedoeld voor zijn kinderen. Zijn dochter Mimi trouwde in 1851 en zijn oudste twee zonen trouwden een jaar later. Toen de gemeente weigerde toestemming te geven voor enkele noodzakelijk geachte verbeteringen, vertrokken de kinderen Regout en liet hun vader er twaalf huurappartementen in onderbrengen.
Kasteel Vaeshartelt was Petrus Regouts eerste acquisitie buiten de stad, destijds gelegen in de gemeente Meerssen. Aanvankelijk kocht hij het kasteel in 1841 als jachtslot voor koning Willem II. Toen deze het tien jaar later van de hand wilde doen, kocht Petrus het voor zichzelf en zijn gezin. Vanaf 1863 verbleven hij en Aldegonda hier regelmatig; vanaf 1875 permanent. De Regouts verwierven na het overlijden van Petrus Regout (1878) diverse andere buitenplaatsen in de omgeving van Vaeshartelt, waardoor een gebied van min of meer aaneengesloten Regout-lusthoven ontstond, merendeels gebouwd naar ontwerp van huisarchitect Wilhelm Wickop, en met zeer uitbundige tuinen ontworpen door Jean Gindra. Bijna de helft van de circa twintig buitenverblijven die anno 2019 deel uitmaken van de landgoederenzone Maastricht-Meerssen, behoorden ooit tot het familiebezit van de Regouts. Ook elders in Maastricht en Zuid-Limburg, in de provincie Luik en in de regio's Brussel en Namen verwierven de Regouts herenhuizen, villa's, kastelen en zelfs een voormalige abdij, waarvan de meeste bewaard zijn gebleven.
In de tabel hieronder zijn alleen bestaande huizen en buitenverblijven opgenomen, die ooit in bezit waren van (naamdragende) leden van de familie Regout. Bezittingen van aangetrouwde families, zoals huis Babberich bij Zevenaar (De Nerée tot Babberich-Regout, 1928-1982), kasteel Aerwinkel in Posterholt en huis Hoosden in Sint Odiliënberg (Geradts-Regout, ca. 1929-2004), huis Eyll in Heer (Van Heijst-Regout, 1929-1952) en huis Nierhoven in Nuth (Schmedding-Regout, 1959-1975), zijn niet opgenomen. Een uitzondering is gemaakt voor enkele buitenplaatsen die bewoond werden door (klein)dochters van Petrus (I). Verdwenen panden als Boschstraat 1303, villa Aldegonda en villa Ceres zijn niet opgenomen.
| Tak   | Bewoond door | Periode           | Object                                                         | Locatie                                                                | Coördinaten                   | Afbeelding |
| ----- | --- | ----------------- | -------------------------------------------------------------- | ---------------------------------------------------------------------- | ----------------------------- | ---------- |
| I-IV? | diverse zonen van Petrus (I) Regout met hun gezinnen; na ca. 1860 verhuurd aan derden | 1850-1876         | herenhuizen Refugie van Hocht                                  | Maastricht-Centrum, Boschstraat 69-71                                  | 50° 51′ 14″ NB, 5° 41′ 25″ OL |            |
| –/V   | 1. Petrus (I) Regout en Aldegonda Hoeberechts (+ 10 kinderen) 2. Gustave Regout en Louise Pétry (+ 5 kinderen) 3. Edouard Regout en Sophie van der Does de Willebois (+ 2 kinderen)                             | 1851-ca. 1953     | kasteel Vaeshartelt                                            | Maastricht-Noordoost, Weert 9 (tot 1970: Meerssen)                     | 50° 52′ 46″ NB, 5° 43′ 35″ OL |            |
| I     | 1. vanaf 1879: Petrus (II) Regout en Amélie Polis (+ 10 kinderen) 2. Jules (I) Regout en Frederika Berger (+ 5 kinderen) 3. Jules (II) Regout en (1) Adrienne Lieutenant en (2) Maria Keuls (+ 16 kinderen)     | 1852/1879-1957    | villa Canne                                                    | Maastricht-Zuidwest, Nekum, Mergelweg 454 (tot 1920: Sint Pieter)      | 50° 49′ 41″ NB, 5° 40′ 26″ OL |            |
| II    | 1. Edouard Regout en Théodosie Kersten (+ 11 kinderen) 2. Joseph Regout en Thérèsia Coenegracht (+ 13 kinderen)                                                                                                 | ca. 1860-1920     | huis Soiron                                                    | Maastricht-Centrum, Grote Gracht 82                                    | 50° 51′ 0″ NB, 5° 41′ 10″ OL  |            |
| IV    | Louis (I) Regout en Thérèse Berger (+ 12 kinderen) | ca. 1860-1880?    | herenhuis Markt 28                                             | Maastricht-Centrum, Markt 28                                           | 50° 51′ 8″ NB, 5° 41′ 24″ OL  |            |
| ♀     | Émilie Regout en Hubert Brouwers (+ 5 kinderen) | 1861-ca. 1920     | villa Klein Vaeshartelt                                        | Maastricht-Noordoost, Weert 18-22 (tot 1970: Meerssen)                 | 50° 52′ 56″ NB, 5° 43′ 53″ OL |            |
| I     | 1. Petrus (II) Regout en Amélie Polis (+ 10 kinderen) 2. Petrus (III) Regout en Louisa Berger (+ 2 kinderen) | 1863-1904?        | herenhuis Boschstraat 45                                       | Maastricht-Centrum, Boschstraat 45                                     | 50° 51′ 17″ NB, 5° 41′ 25″ OL |            |
| ♀     | 1. Maria ("Mimi") Regout, weduwe van Jean-Jacques Weustenraad (+ 2 kinderen) 2. Maria Weustenraad en Edgard de Heusch de Bombrouck (+ 3 kinderen) 3. Alfred Pijls (schoonzoon van Mimi) en barones Hélène Testa | ca. 1875-1922     | La Petite Suisse / villa Kanjel                                | Maastricht-Oost, Meerssenerweg 1 (tot 1970: Meerssen)                  | 50° 52′ NB, 5° 43′ OL         |            |
| III   | Eugène Regout en Léonie Regout (+ 12 kinderen) | 1879-1911         | villa Wyckerveld                                               | Maastricht-Oost, Prof. Pieter Willemsstraat 18-22 (tot 1920: Meerssen) | 50° 50′ 59″ NB, 5° 42′ 28″ OL |            |
| IV    | 1. Louis (I) Regout en Thérèse Berger (+ 12 kinderen) 2. Louis (II) Regout en Wilhelmina Everard (+ 9 kinderen) 3. Louis (III) Regout en Marie-Louise ("Kien") Michiels van Kessenich (+ 6 kinderen)            | ca. 1880-1985     | villa Kruisdonk                                                | Maastricht-Oost, Kruisdonk 66 (tot 1970: Meerssen)                     | 50° 52′ 33″ NB, 5° 43′ 52″ OL |            |
| ♀/II  | 1. Émilie Regout en Hubert Brouwers (+ 5 kinderen) 2. Jacques Brouwers en Adrienne Regout (+ 2? kinderen) | 1884-1933         | kasteel Nijswiller                                             | Nijswiller, Kolmonderstraat 18                                         | 50° 48′ 23″ NB, 5° 57′ 36″ OL |            |
| V     | 1. Gustave Regout en Louise Pétry (+ 5 kinderen) 2. Adolphe Regout en Jeanne Laloux (+ 7 kinderen) 2. Roger Regout en Elisabeth van Wassenhove (+ 5 kinderen)                                                   | 1884-na 1971      | abdij van Val-Dieu                                             | Aubel, Route de Val Dieu 227                                           | 50° 41′ 52″ NB, 5° 48′ 18″ OL |            |
| IV    | Louis (II) Regout en Wilhelmina Everard (+ 9 kinderen) | 1888?-ca. 1917    | herenhuis Poort van Rekem                                      | Maastricht-Centrum, Bredestraat 17                                     | 50° 50′ 52″ NB, 5° 41′ 27″ OL |            |
| V     | Gustave (II) Regout en Mélanie Stevens (+ 15 kinderen) | ca. 1890-ca. 1953 | kasteel Bethlehem                                              | Maastricht-Oost, Limmel, Bethlehemweg 2 (tot 1920: Meerssen)           | 50° 52′ 4″ NB, 5° 42′ 40″ OL  |            |
| I     | 1. Alfred Regout en Angèle Stevens (+ 5 kinderen) 2. Prosper Regout en Madeleine Hacken (+ 3 kinderen) | ca. 1895-1952?    | kasteel van Rijckholt                                          | Rijckholt, Kasteelstraat 15                                            | 50° 48′ NB, 5° 44′ OL         |            |
| II    | Maxime Regout en Anna Rutten (+ 3 kinderen) | ca. 1895-1981?    | villa Regout                                                   | Maastricht-Zuidwest, Sint Lambertuslaan 8                              | 50° 50′ 30″ NB, 5° 41′ 31″ OL |            |
| IV    | 1. Louis (III) Regout? 2. Louis (IV) Regout? | ca. 1900-1960     | Hagenhof (Tiendschuur)                                         | Maastricht-Oost (Amby), Hagenstraat 16-18                              | 50° 52′ 6″ NB, 5° 44′ 7″ OL   |            |
| V     | 1. Alphonse Regout en Augusta Hendricks (+ 9 kinderen) 2. Raoul Regout en Bernadette de Brouwer (3 kinderen) 3. Bruno Regout en Anne Solange Cleenewerck de Crayencour (+ 5 kinderen)                           | ca. 1900-heden    | château Regout (grotendeels verwoest, deels herbouwd)          | Dalhem-Neufchâteau, Rue du Vicinal 12                                  | 50° 42′ 58″ NB, 5° 45′ 52″ OL |            |
| V     | Adolphe Regout en Jeanne Laloux (+ 7 kinderen) | 1902-1929         | herenhuis Hôtel Adolphe Regout (gesloopt?)                     | Luik, Avenue Rogier 12?                                                | 50° 37′ 58″ NB, 5° 34′ 11″ OL |            |
| V     | 1. Edmond Regout 2. Edouard Regout en Sophie van der Does de Willebois (+ 2 kinderen) 3. Adhemar Regout | 1902-1955         | kasteel Meerssenhoven                                          | Maastricht-Noordoost, Meerssenhoven 200 (tot 1970: Itteren)            | 50° 53′ 23″ NB, 5° 43′ 10″ OL |            |
| II    | Frederik Regout en Clara Polis (geen kinderen) | 1902-1905         | villa hoek Stationsstraat-Stationsplein (grotendeels herbouwd) | Maastricht-Centrum, Stationsstraat 1                                   | 50° 50′ 58″ NB, 5° 42′ 17″ OL |            |
| I     | 1. Petrus (III) Regout en Louisa Berger (+ 2 kinderen) 2. Pierre (IV) Regout en Bertha von Scheibler-Regout (broer en zus)                                                                                      | 1904-1970         | kasteel Hoogenweerth                                           | Maastricht-Zuidoost, Heugem, Hoge Weerd 2 (tot 1970: Gronsveld)        | 50° 49′ 17″ NB, 5° 41′ 57″ OL |            |
| I     | Georges Regout en Jeanne Lieutenant (+ 4 kinderen) | 1904-1972         | villa Jenny                                                    | Verviers-Heusy, Avenue du Chêne 159                                    | 50° 34′ 27″ NB, 5° 51′ 58″ OL |            |
| I     | Pierre IV Regout (en P. Marres) | 1909-1932?        | villa My Home                                                  | Maastricht-Centrum, Sint Lambertuslaan 5                               | 50° 50′ 34″ NB, 5° 41′ 32″ OL |            |
| III   | 1. Arthur Regout en Louise Thibaut (+ 8 kinderen) 2. Guy Regout en Simone Kervyn de Meerendré 3. Norbert Regout en Régine Meeùs (+ 3 kinderen)                                                                  | 1910-heden        | 'kasteel' La Pairelle                                          | Namen-Wépion, Rue Marcelle Lecomte 5                                   | 50° 26′ 8″ NB, 4° 51′ 42″ OL  |            |
| I     | Georges Regout en Jeanne Lieutenant (+ 4 kinderen) | 1925-1969         | kasteel van Banneux                                            | Trooz-Fraipont, Rue sur le Bois 113                                    | 50° 33′ 9″ NB, 5° 44′ 49″ OL  |            |
| III   | 1. Pierre Regout en Camille Morin (+ 4 kinderen) 2. Jean-Claude Regout en Marcelle Regout (broer en zus) | na 1928-heden     | herenhuis De Crayerstraat 11                                   | Brussel-Elsene, De Crayerstraat 11                                     | 50° 49′ 14″ NB, 4° 22′ 5″ OL  |            |
| V     | Adolphe Regout en Jeanne Laloux (+ 7 kinderen) | 1929-heden?       | herenhuis Guimardstraat 16                                     | Brussel-Leopoldswijk, Guimardstraat 16                                 | 50° 50′ 38″ NB, 4° 22′ 13″ OL |            |
| IV    | 1. Louis (IV) Hubert Willem Regout 2. Jkvr. Marie-Louise Paula Hubertina Josepha Regout-Michiels van Kessenich                                                                                                  | ca. 1965-1990     | kasteel Genbroek                                               | Geverik (gemeente Beek), Kasteel Genbroekstraat 18                     | 50° 56′ 1″ NB, 5° 47′ 23″ OL  |            |

#### Fabrieken en arbeiderswoningen
Behalve de huizen en buitens die voor eigen gebruik bedoeld waren, bestaat het onroerend erfgoed van de Regouts uit diverse fabriekscomplexen, die door hun toedoen tot stand kwamen en thans tot het industrieel erfgoed van Nederland en België behoren. Ook werden in de nabijheid van de fabrieken soms arbeiderswoningen gerealiseerd, waarvan enkele complexen bewaard gebleven zijn.
Bekijkt men de overzichtsprent van het fabriekscomplex van Petrus Regout & Co. in het Album dédié à mes enfants et mes amis uit circa 1865, dan is duidelijk dat vrijwel niets uit deze periode resteert. Van de eerste fabrieksgebouwen resteert een tweetal jaarstenen uit 1834 en 1836, ingemetseld in een zijmuur van de Pathé-bioscoop, die in 2014 de plaats van de oude tunnelovens innam. Het voormalige fabrieksterrein van De Sphinx staat sinds circa 2006 bekend als het Sphinxkwartier. Alle niet-gesloopte fabrieksgebouwen zijn opgeknapt en hebben een nieuwe bestemming gekregen. De meeste gebouwen zijn rijks- of gemeentelijke monumenten. Het Sphinxkwartier is sinds 2019 een 'ankerpunt' van de Europese Route voor Industrieel Erfgoed.
De neoclassicistische fabriekspoort aan de Boschstraat uit circa 1865 is het enige bouwwerk uit de tijd dat Petrus Regout sr. nog actief was in het bedrijf. Omstreeks 1873, na het slechten van de vestingwal, werd een bakstenen fabrieksmuur opgetrokken, die langs de Frontensingel nog vrijwel intact is. Achter deze muur staan de oudste overgebleven fabrieksgebouwen, de zogenaamde 'Mouleurs' of 'Belgen' (1875-1885), zo genoemd naar de typisch Belgische fabrieksbouwstijl. Een poort op de noordelijkste punt van het terrein heeft een sluitsteen met het jaartal 1873. Andere bewaard gebleven gebouwen in deze omgeving zijn het Gipsgebouw (1893), het Molengebouw (1893/1918), het vormenmagazijn (1903) en de sanitairfabriek (1911). Aan de overkant van de Boschstraat bleef het grote complex van de Timmerfabriek (1905-1911) grotendeels behouden. Het 180 meter lange en 33 meter hoge Eiffelgebouw kwam tussen 1929 en 1941 in fasen tot stand en domineert de skyline in dit deel van de stad. Jonge monumenten zijn de showroom (1950) en het kantoorgebouw van De Sphinx (1956).
Ten noorden van Station Maastricht liggen aan weerszijden van het spoorwegemplacement de fabriekscomplexen van Kristalunie en Mosa. Ooit stond hier, evenals op de linker Maasoever, een woud van fabrieksschoorstenen. Daarvan zijn er nog vier over: drie van de Kristalunie en een van de Mosa, alle vier gemeentelijke monumenten, hoewel geen van alle ouder dan 1970. Het langgerekte fabriekscomplex van Mosa aan de Meerssenerweg dateert deels uit de stichtingstijd (1883). De circa 315 meter lange gevel is in de loop der jaren enkele malen gewijzigd, uitgebreid en deels wit geschilderd. Het kantoorgebouw aan de noordzijde dateert uit 1920. Van de in 1944 zwaar beschadigde vloertegelfabriek Rema resteert slechts het in 1950 door Alphons Boosten ontworpen kantoorgebouw. Van de kleinere N.V. Wolindustrie v/h Jules Regout & Co. bleef het monumentale kantoor- en bedrijfspand aan de Kleine Looierstraat in het Jekerkwartier behouden. Niets bleef bewaard van de door Joseph Regout opgerichte N.V. Stoombierbrouwerij Ceres aan de Bosscherweg in Boschpoort en de twee door Frederik Regout gestichte fabrieken: de aardewerkfabriek F. Regout & Co. (later Sphinx Tegels) in Limmel en de tinfabriek Urania in Scharn.
In het Belgische Pepinster (bij Verviers) ligt in het dal van de Vesder het uitgestrekte fabriekscomplex van de in 1976 opgeheven S.A. Textile de Pepinster. De textielfabriek, voortgekomen uit de negentiende-eeuwse lakenfabriek van Lieutenant & Peltzer, kwam in 1921 in handen van de broers Jules (II) en Georges, zonen van Jules (I) Regout. Na twee grote branden in 1939 en 1942, werd de fabriek grotendeels herbouwd. In 2012 begon de sanering van het vervallen terrein, maar de spectaculaire art decofaçade langs de Vesder bleef als beschermd industrieel monument behouden. Niet bekend is of de gebouwen van de gasfabriek in Luik en van de S.A. Chaux, Ciments & Carreaux in Namen nog bestaan en of deze architectonische waarde bezitten.
Van de door de Regouts gerealiseerde arbeiderswoningen resteert weinig. De in opdracht van Petrus (I) gebouwde Cité Ouvrière uit 1863 werd in 1938 afgebroken. Een jaar later werd het 'Maison Haute' uit 1864, gelegen naast de fabriekspoort aan de Boschstraat en bedoeld voor 'employés' (geen arbeiders), gesloopt. Ook de in 1867 tot stand gekomen arbeidershuizen aan de Maagdendries bestaan niet meer. Het door Petrus (II) gestichte Quartier Amélie uit 1881 werd in 1944 bij een bombardement op de naastgelegen spoorbrug grotendeels vernield; de restanten maakten in 1950 plaats voor een uitbreiding van de KNP. Aan de Herbenusstraat 44-62 staan nog tien in opdracht van Petrus (II) gebouwde arbeidershuisjes. De achtertuinen van deze woningen grenzen aan de achtertuinen van acht, eveneens door P. Regout gebouwde beambtenwoningen aan de Statensingel 65-79. Beide complexen zijn voorzien van een jaarsteen met opschrift R-P 1880 (Regout-Polis, met het bouwjaar). Van de arbeidershuizen die in 1879 en 1892 in deze omgeving door de mede door Louis (I) opgerichte Maastrichtsche Bouwvereniging werden gebouwd, zijn alleen de jaarstenen over. Op de rechter Maasoever kwam tegenover de Mosa-fabriek aan de Meerssenerweg een twintigtal arbeiderswoningen voor Mosa-arbeiders tot stand. In Pepinster ligt aan de doorgaande weg tussen de textielfabriek en het dorp een rijtje arbeiderswoningen uit het begin van de twintigste eeuw, waarvan echter niet vaststaat dat de gebroeders Regout bij de bouw betrokken waren.

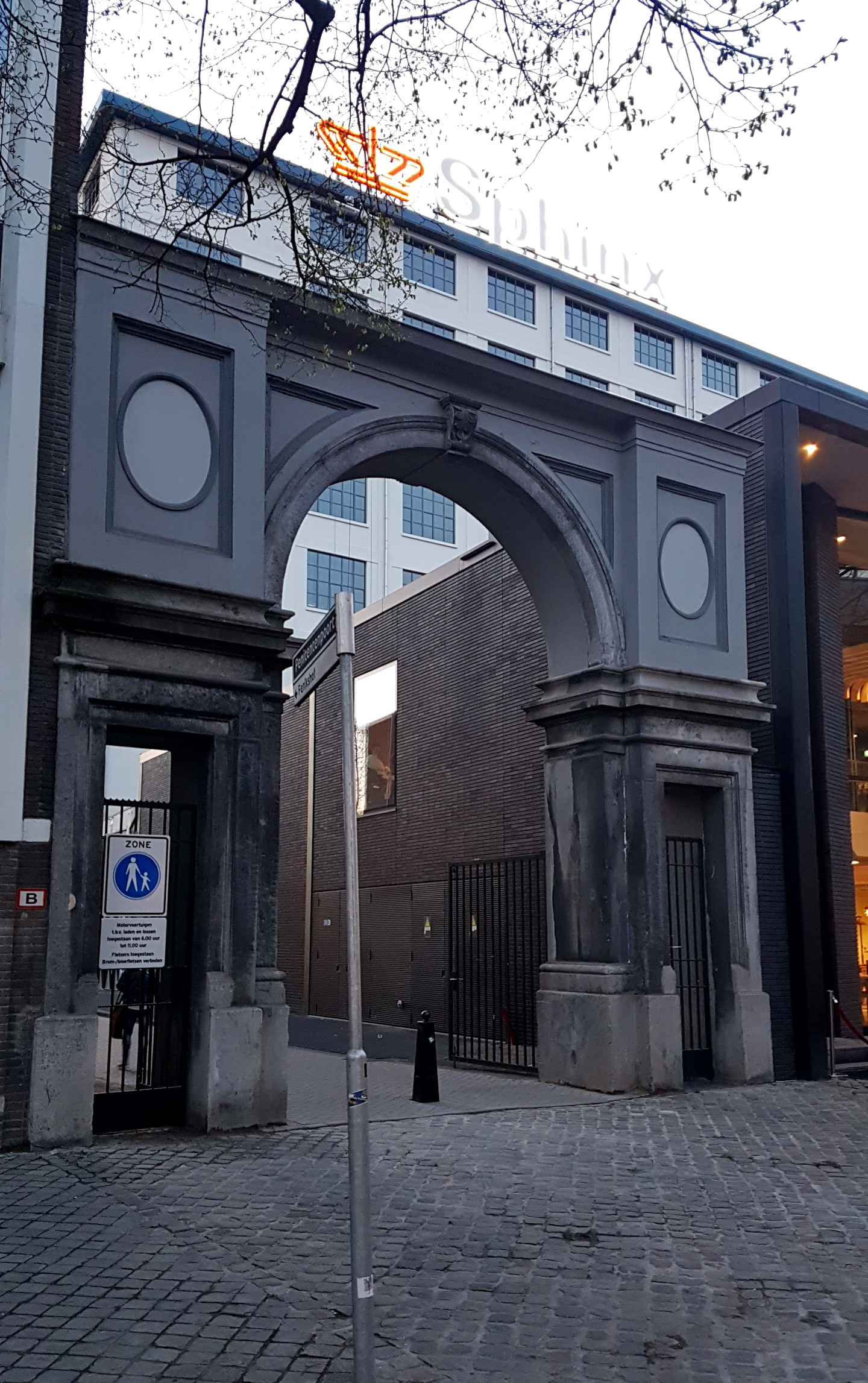
Fabriekspoort Sphinx, Boschstraat, Maastricht
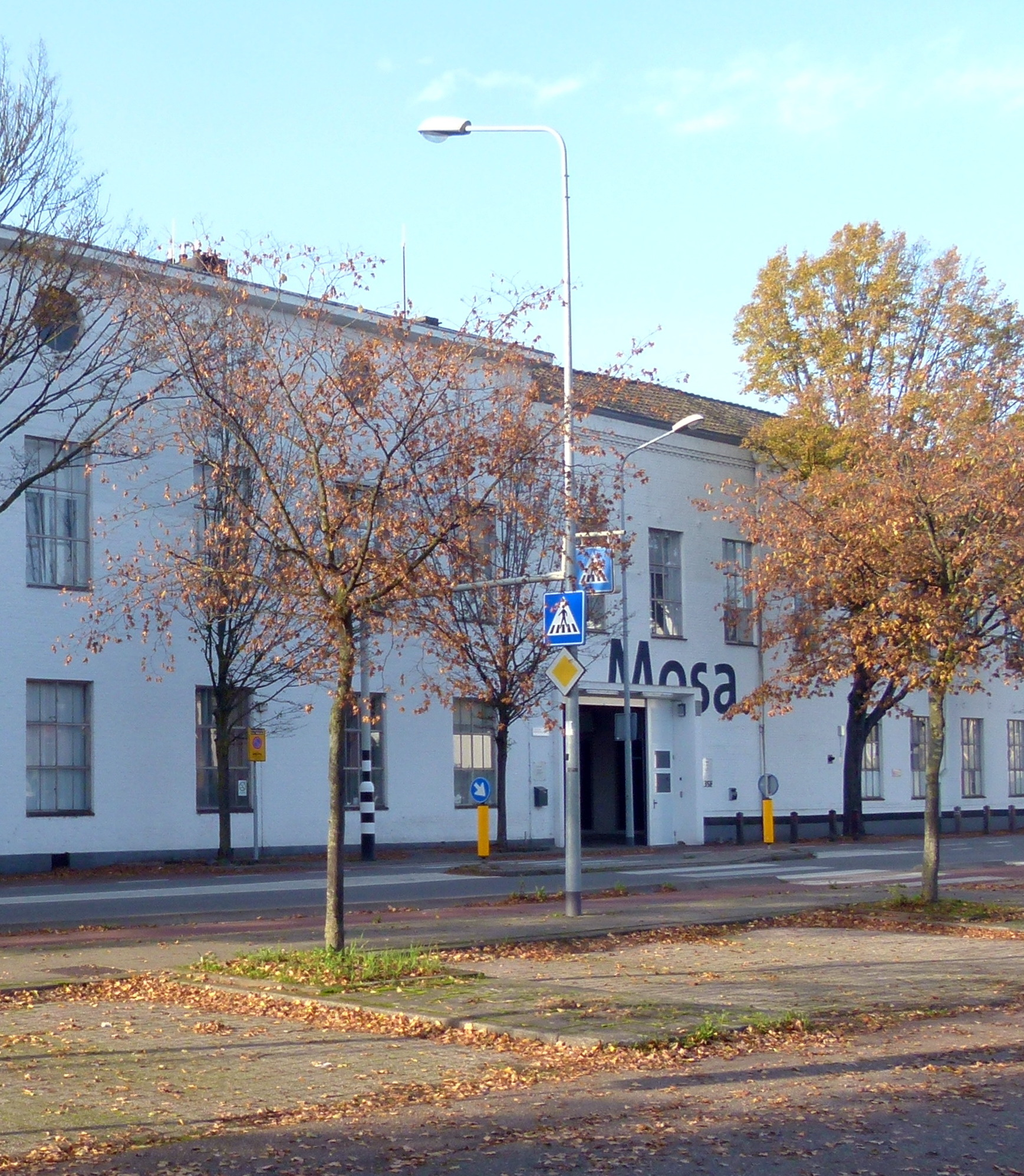
Mosa, Meerssenerweg, Maastricht
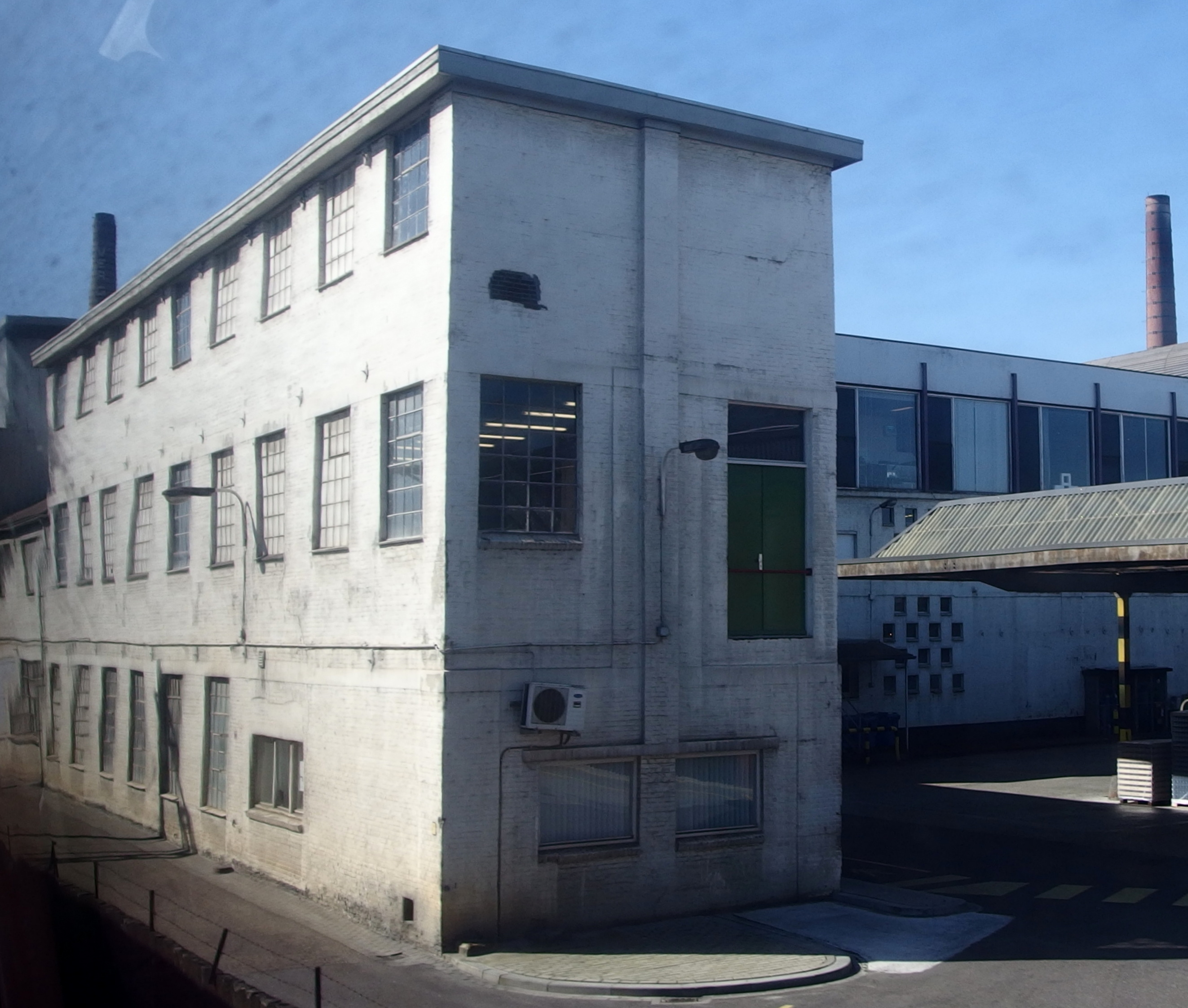
Kristalunie Maastricht, vanaf het spoor
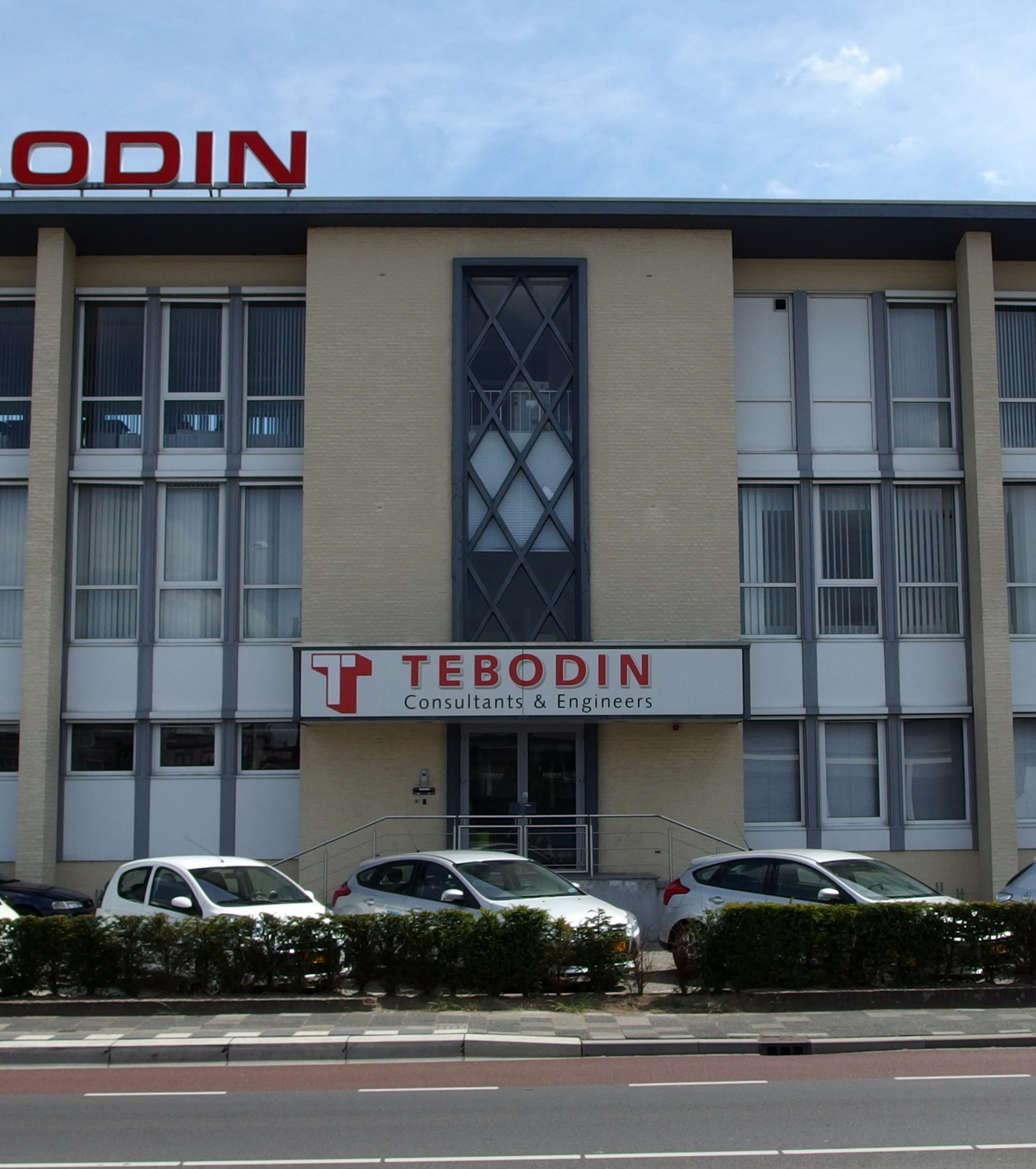
Kantoorgebouw Rema, Maastricht
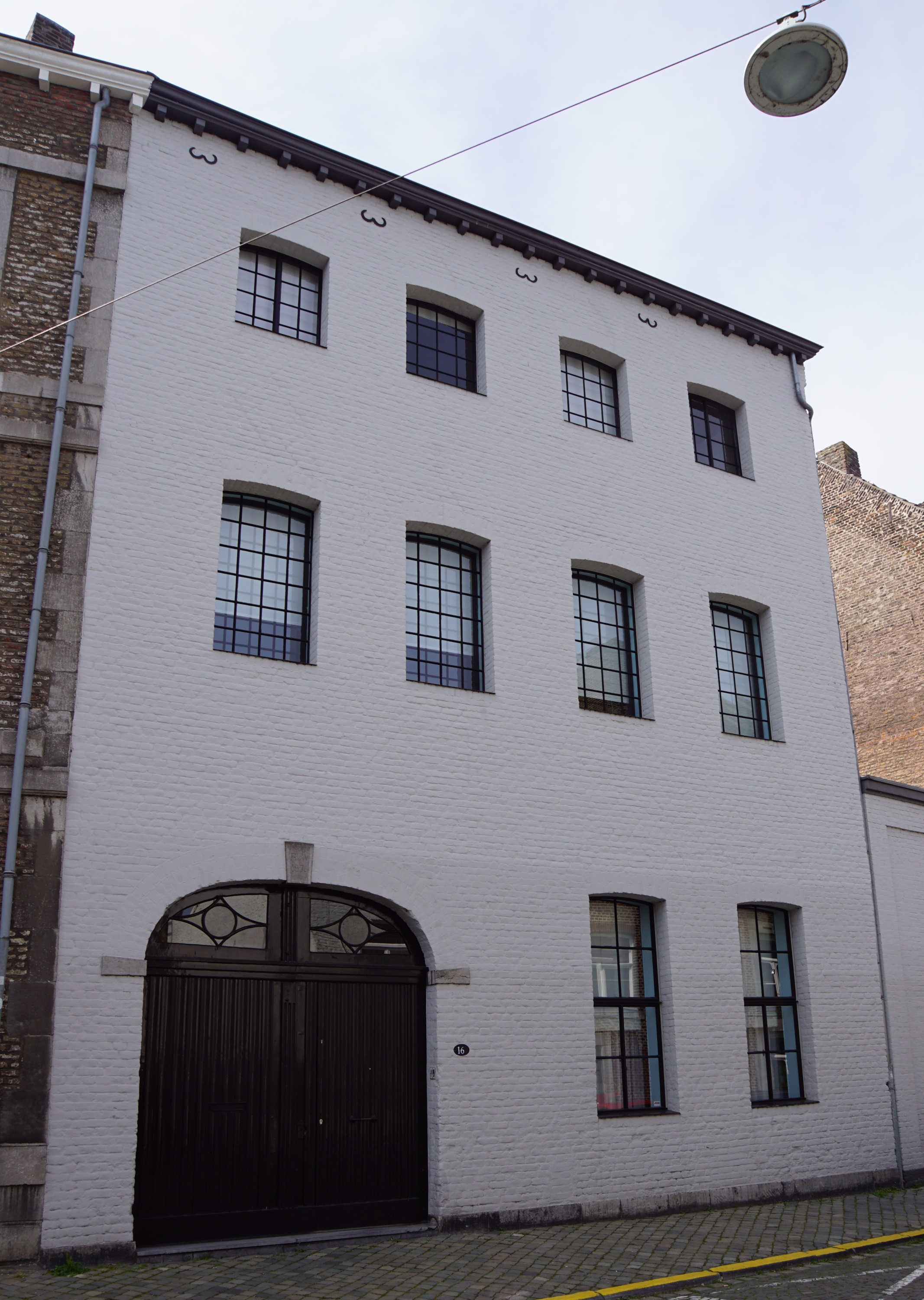
N.V. Wolindustrie, Jekerkwartier, Maastricht
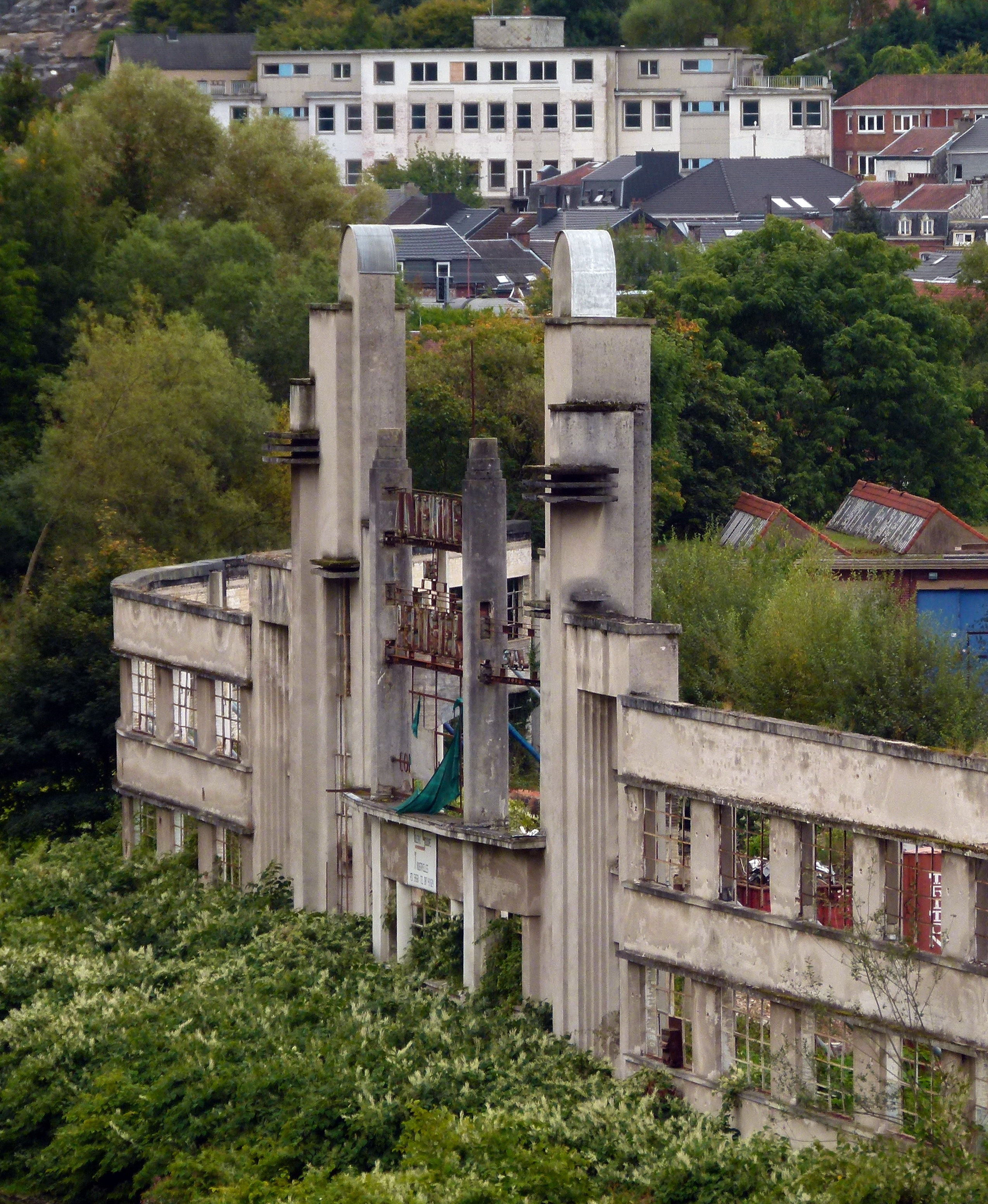
S.A. Textile de Pepinster
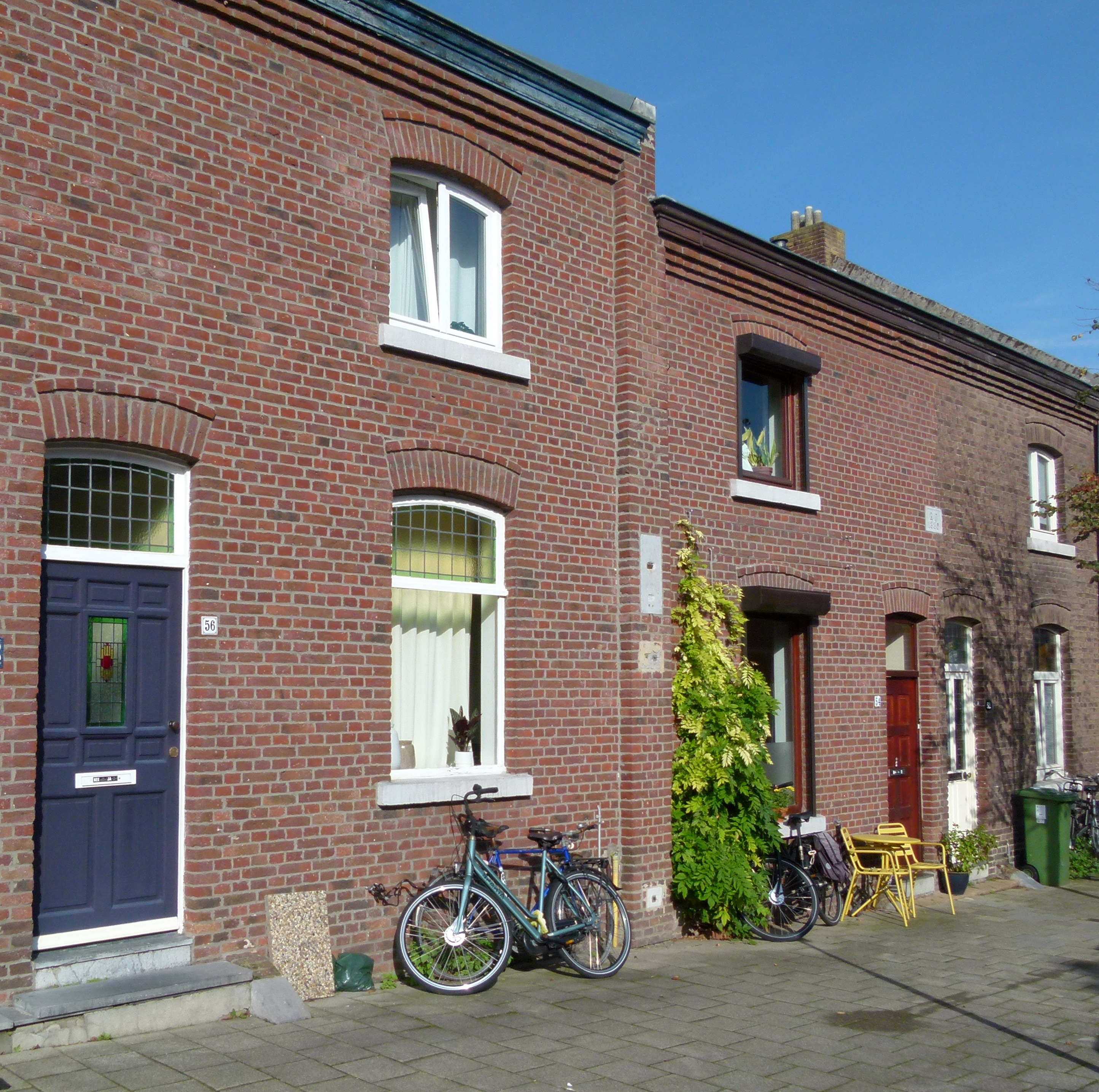
Arbeidershuizen Herbenusstraat, Maastricht
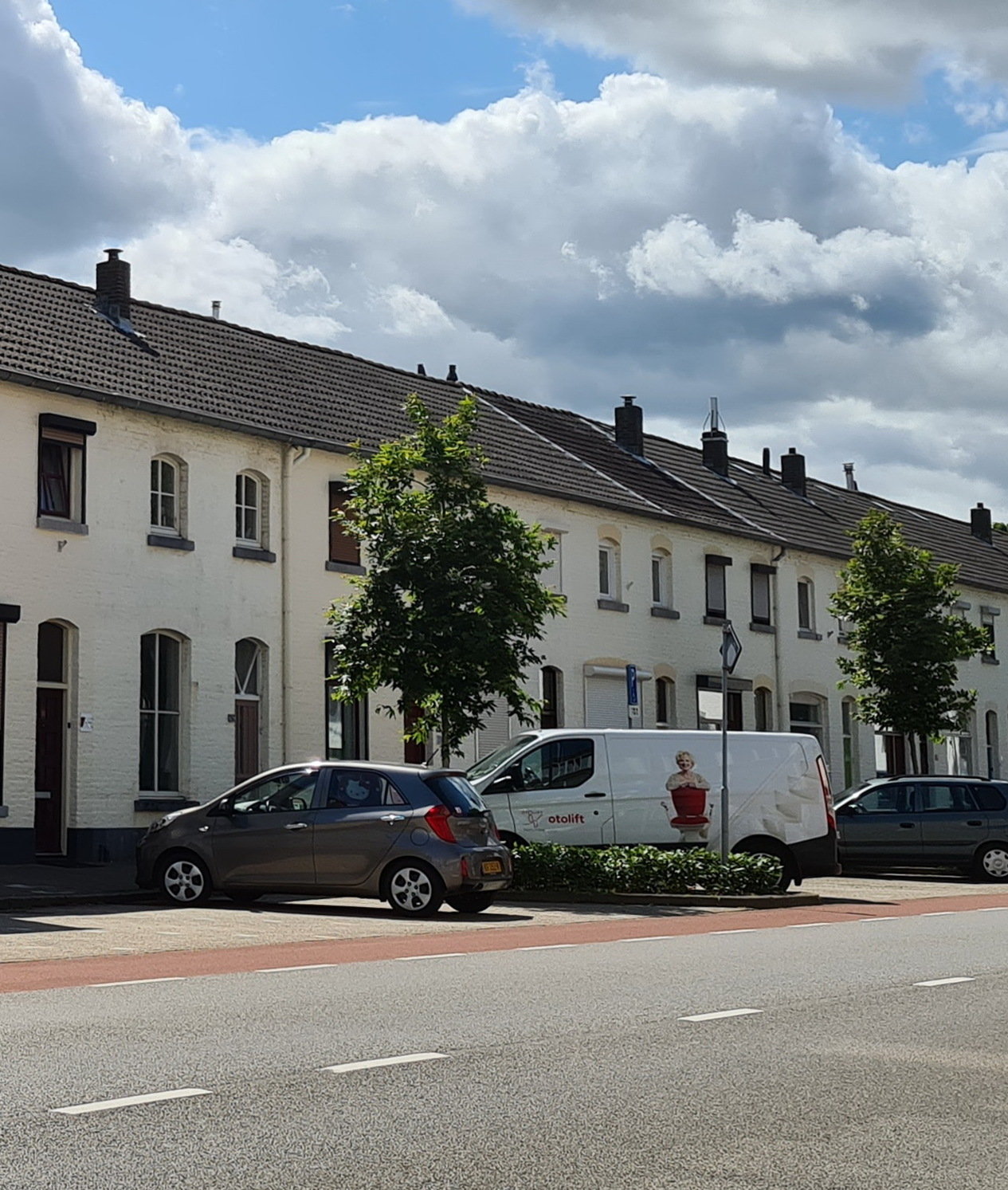
Arbeidershuizen Meerssenerweg, Maastricht
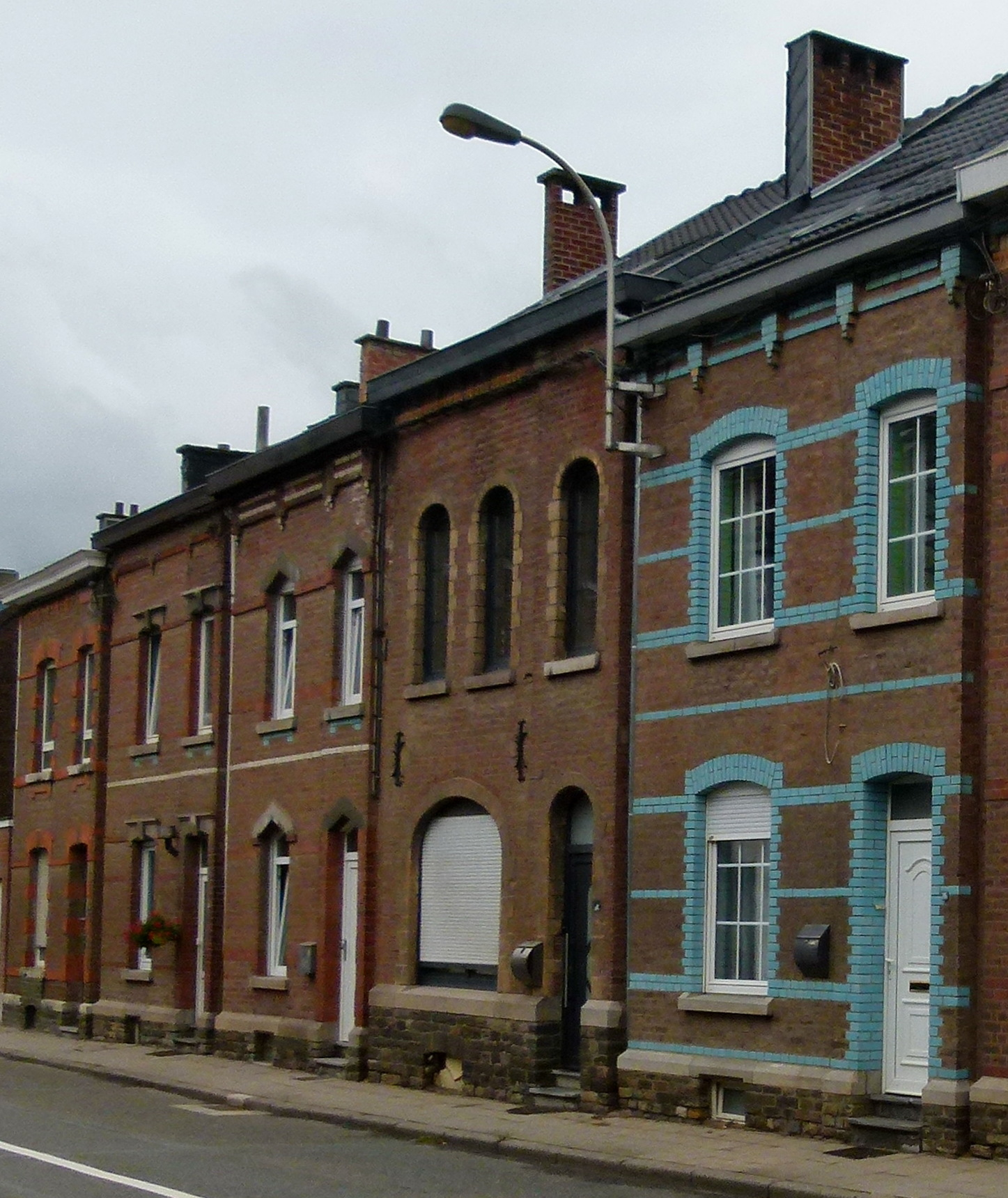
Arbeidershuizen Pepinster

#### Grafmonumenten en gedenkstenen
Een honderdtal leden van de familie Regout zijn bijgezet in de familiegrafkelder naast de Basiliek van het H. Sacrament in Meerssen. Daaronder bevinden zich onder anderen Petrus (I) Regout (1801-1878) en Aldegonda Hoeberechts (1798-1878), Maria Regout (1826-1898) en Jean Weustenraad (1813-1859), Petrus (II) Regout (1828-1897) en Amélie Polis (1830-1904), Edouard Regout (1829-1878) en Théodosie Kersten (1829-1892), Eugène (1831-1908) en zijn tweede vrouw Léonie Regout (1837-1906), Gustave Regout (1839-1923) en Louise Pétry (1849-1916), Petrus (III) Regout (1854-1928) en Louisa Berger (1853-1932), Jules Regout (1855-1932) en Frederika Berger (1858-1927), Alfred Regout (1858-1935) en Angèle Stevens (1866-1899), Jules (II) Regout (1881-1956) en Adrienne Lieutenant (1883-1908), Eugène (II) Regout (1869-1922) en Josée Van Hove (1877-1944), Gustave (II) Regout (1869-1920) en Mélanie Stevens (1870-1959), en Edmond Regout (1870-1926). De grafkelder, die als de grootste in Nederland geldt, is onderdeel van een mausoleum met een bovengrondse grafkapel in neogotische stijl, mogelijk ontworpen door 'huisarchitect' Wilhelm Wickop uit Aken.
Enkele familieleden zijn nadrukkelijk niet in de familiegrafkelder begraven. Daaronder bevindt zich de eerste vrouw van Eugène, Victorine Bonhomme (1831-1861), die overleed voordat de grafkelder in Meerssen gebouwd werd. Zij heeft een eigen grafmonument op de Algemene Begraafplaats Tongerseweg in Maastricht, samen met haar zoontje Marcel (1861-1861), die twee weken na haar stierf. Opvallend afwezig in het familiemausoleum in Meerssen is de vierde zoon van Petrus en Aldegonda: Louis (I) Regout (1832-1905). Hij koos voor een eigen familiegraf op de eerder genoemde begraafplaats, waarschijnlijk vanwege de onenigheid, die was ontstaan toen het door hem opgerichte Mosa dezelfde producten ging maken als Sphinx en vice versa. Het door Louis gestichte graf bestaat in feite uit een monumentale grafkapel, die met een smeedijzeren hekwerk is afgesloten. In het interieur bevinden zich tien witmarmeren platen met daarop de namen van achttien familieleden, waaronder zijn vrouw Thérèse Berger (1829-1899), zijn zoon minister Robert Regout (1863-1913) en diens vrouw Catharina van Sonsbeeck (1860-1942). Een andere zoon en eveneens minister, Louis (II) Regout (1861-1915) wordt als echtgenoot vermeld op de grafplaat van Wilhelmina Everard (1868-1956), maar zijn graf bevindt zich in het Campo Santo dei Teutonici e dei Fiamminghi (Cimitero Teutonico) in Vaticaanstad. Bij de gedenksteen van Robert Regout s.j. (1896-1942) hoort geen graf, omdat zijn stoffelijk overschot in Dachau nooit teruggevonden is.
Elders op de Algemene Begraafplaats Tongerseweg bevinden zich de grafmonumenten van onder anderen Thomas Regout (1805-1862) en Jeannette Ghysen (1812-1894), Victorine Regout (1843-1908) en Henri Rutten (1833-1909), Maxime Regout (1864-1906) en Anna Rutten (1865-1917) plus twee dochters en een schoonzoon, Jeanne Regout (1866-1953) en Emile Schreinemacher (1853-1909), en Maria Regout (1870-1926) en Theodoor Jansen (1865-1947). De meeste opschriften zijn Franstalig, zoals gebruikelijk bij notabelen in die tijd in Maastricht.
Buiten Maastricht bevinden zich graven van Regouts in onder andere Verviers-Heusy, waar de grafkapel Regout-Lieutenant het kleine kerkhof van de Sint-Hubertuskerk domineert. Hier zijn de nakomelingen van Georges Regout (1882-1948) en Jeanne Lieutenant (1885-1972) begraven. Op de begraafplaats van Posterholt staat de door Pierre Cuypers ontworpen Grafkapel Geradts-Regout, onder anderen bedoeld voor de nakomelingen van Jean Geradts (1898-1967) en Suzanne Regout (1904-2004). Op de begraafplaats van de Sint-Catharinakerk in Eindhoven staat de bakstenen grafkapel van de familie Smits van Oyen, waar ook enkele leden van de familie Regout begraven zijn.
In het Rosarium Oudwijk in Utrecht ligt een grote zwerfsteen ter herinnering aan tien verzetsstrijders, die hier op 7 mei 1945 werden doodgeschoten. Op een bronzen plaquette staan tien namen, waaronder die van Robert H.M. Regout (1917-1945). Een natuurstenen plaquette in de aula van de Radboud Universiteit in Nijmegen bevat de namen van 47 oorlogsslachtoffers, die verbonden waren met de universiteit, waaronder prof. dr. Titus Brandsma O.Carm. en prof. dr. Robert Regout s.j.

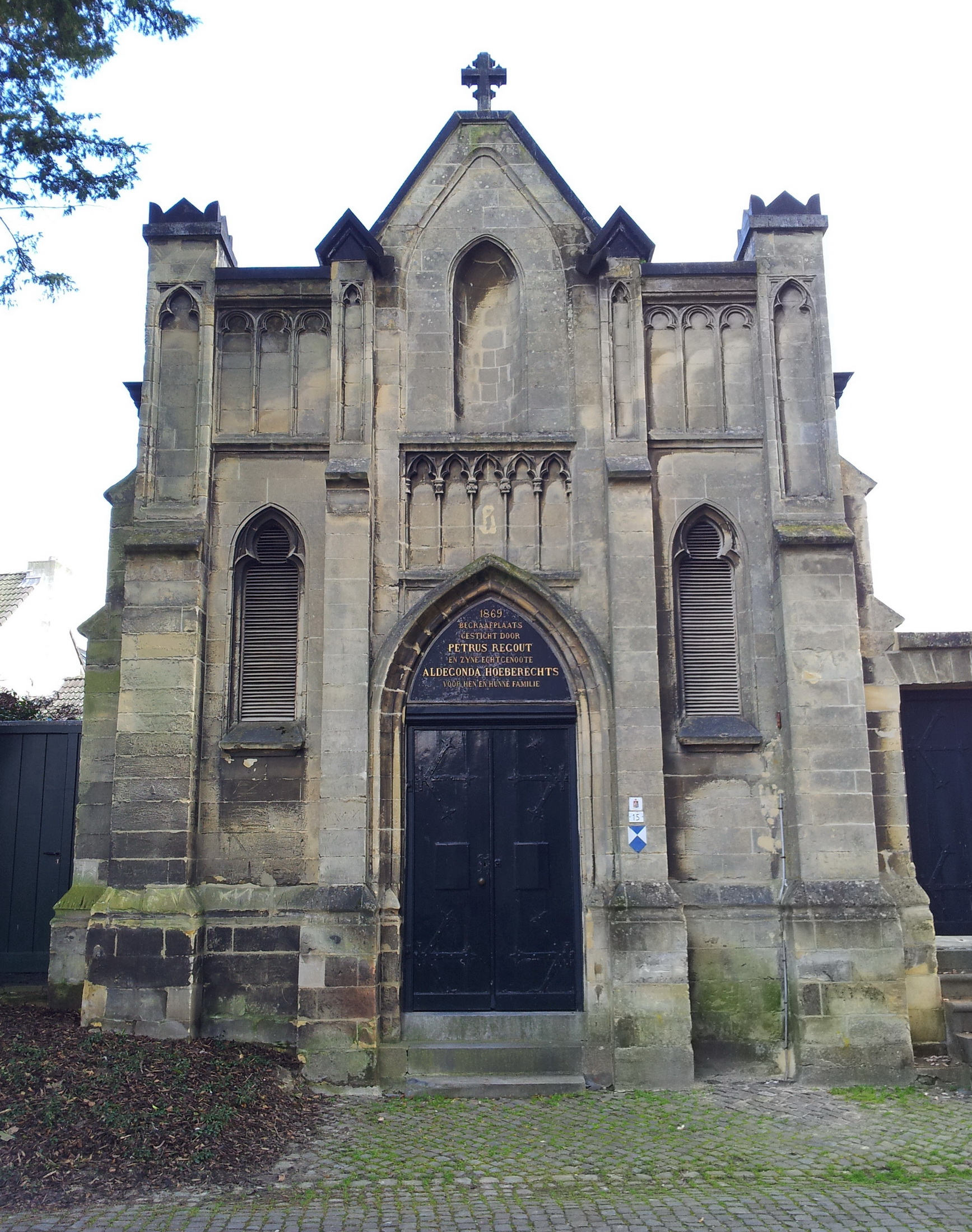
Grafkelder familie Regout, Meerssen
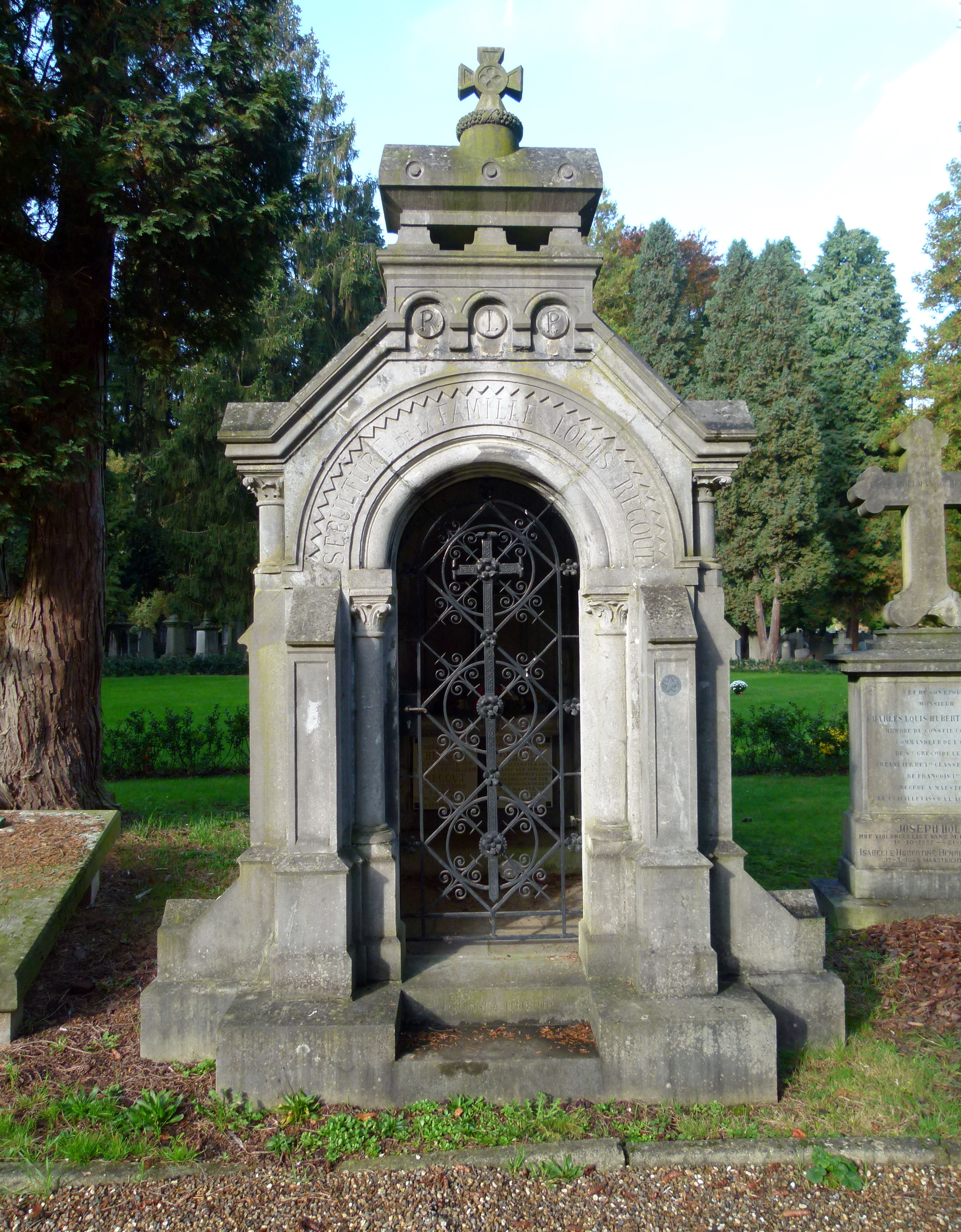
Grafkapel Regout-Berger, Maastricht
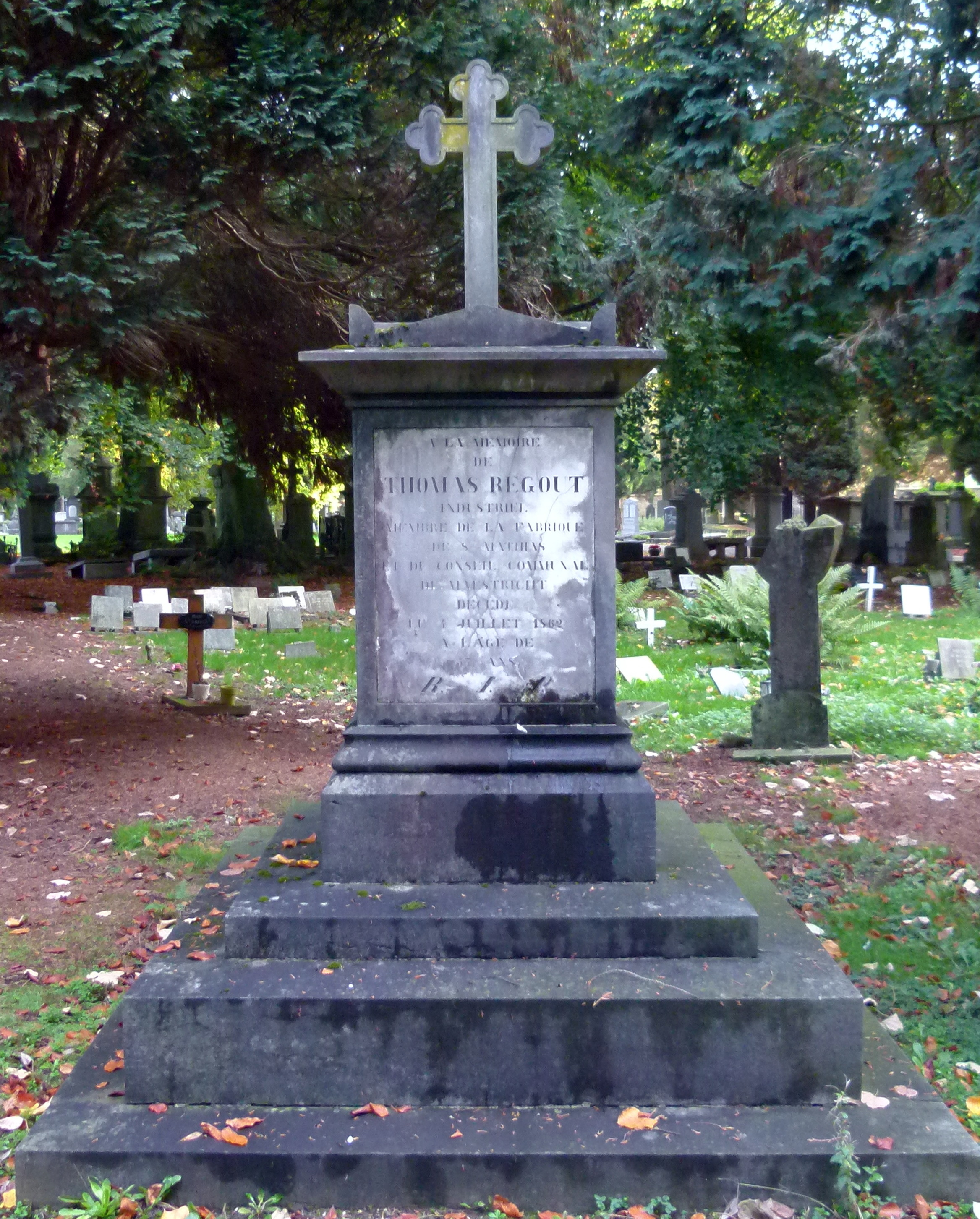
Grafmonument Thomas Regout, Maastricht
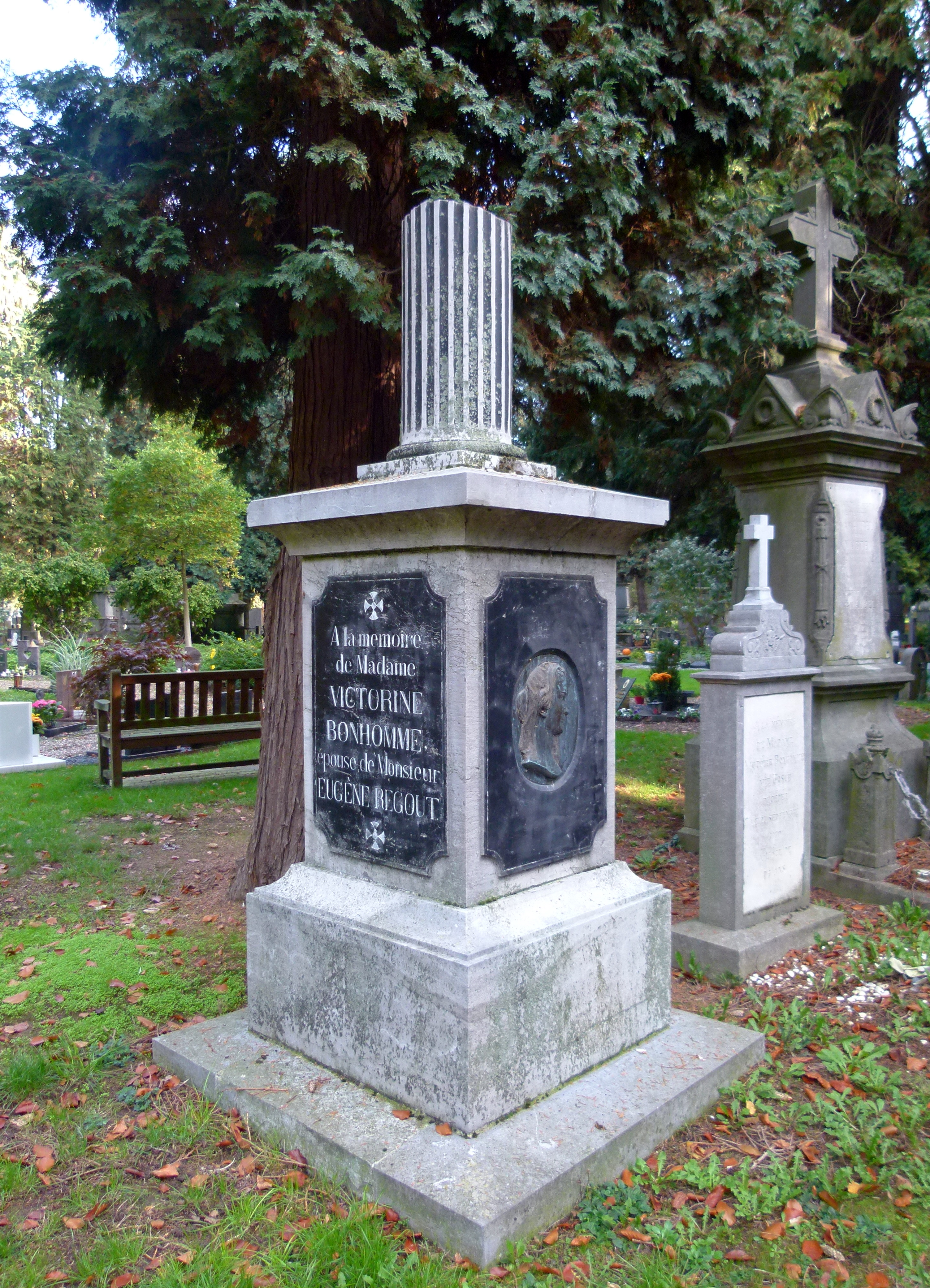
Grafmonument Victorine Regout-Bonhomme, Maastricht
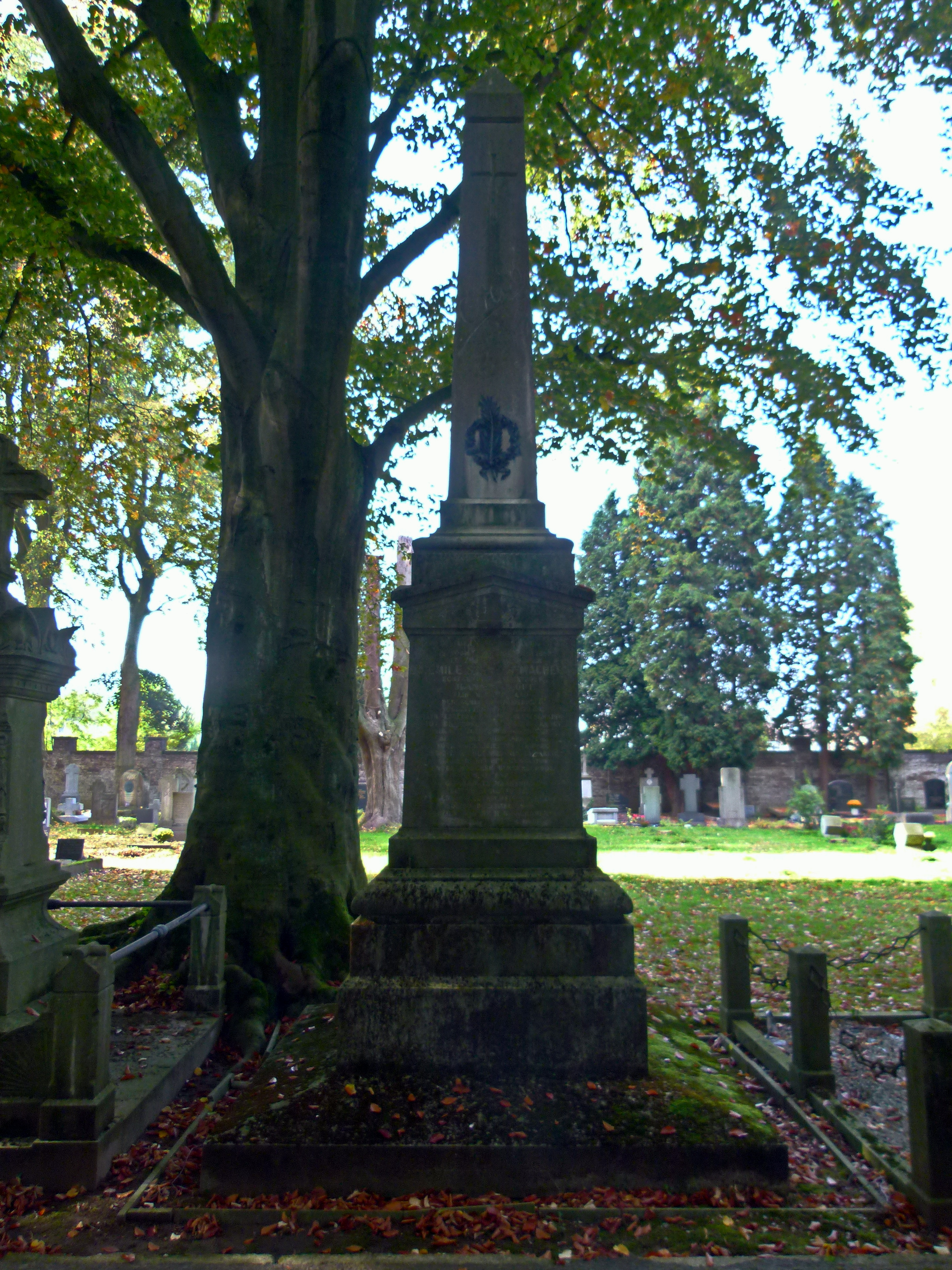
Grafmonument Schreinemacher-Regout, Maastricht
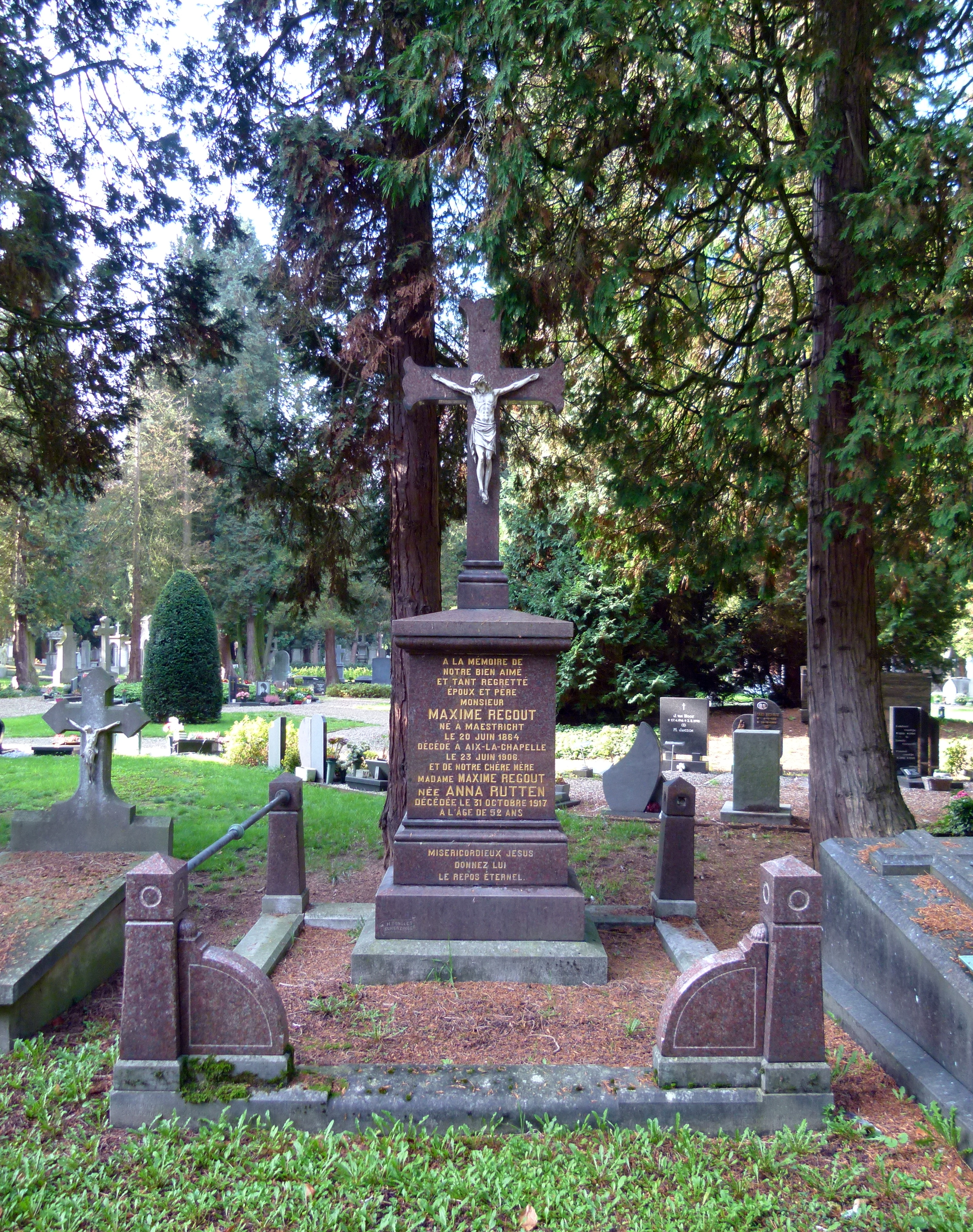
Grafmonument Regout-Rutten, Maastricht
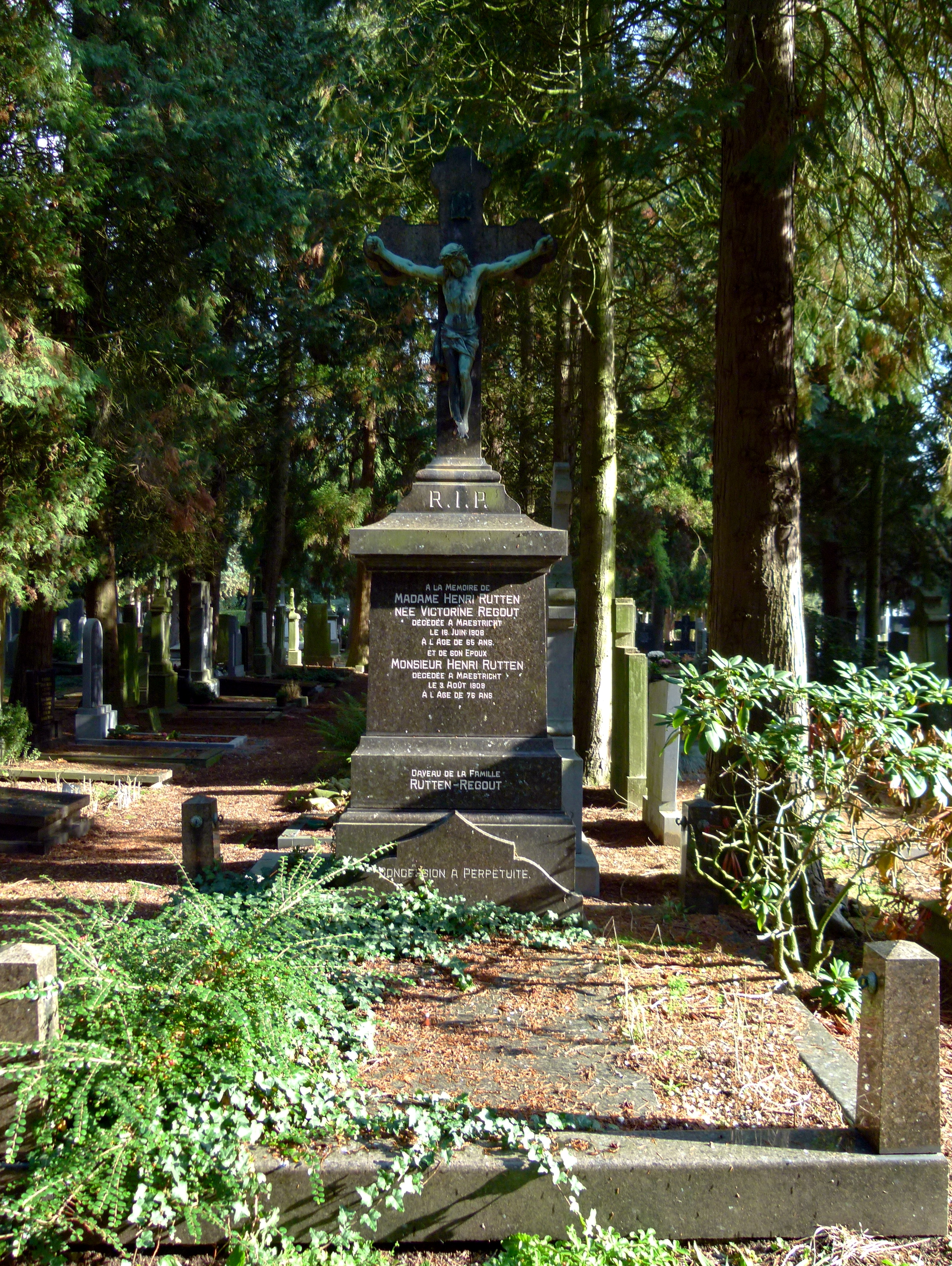
Grafmonument  Rutten-Regout, Maastricht
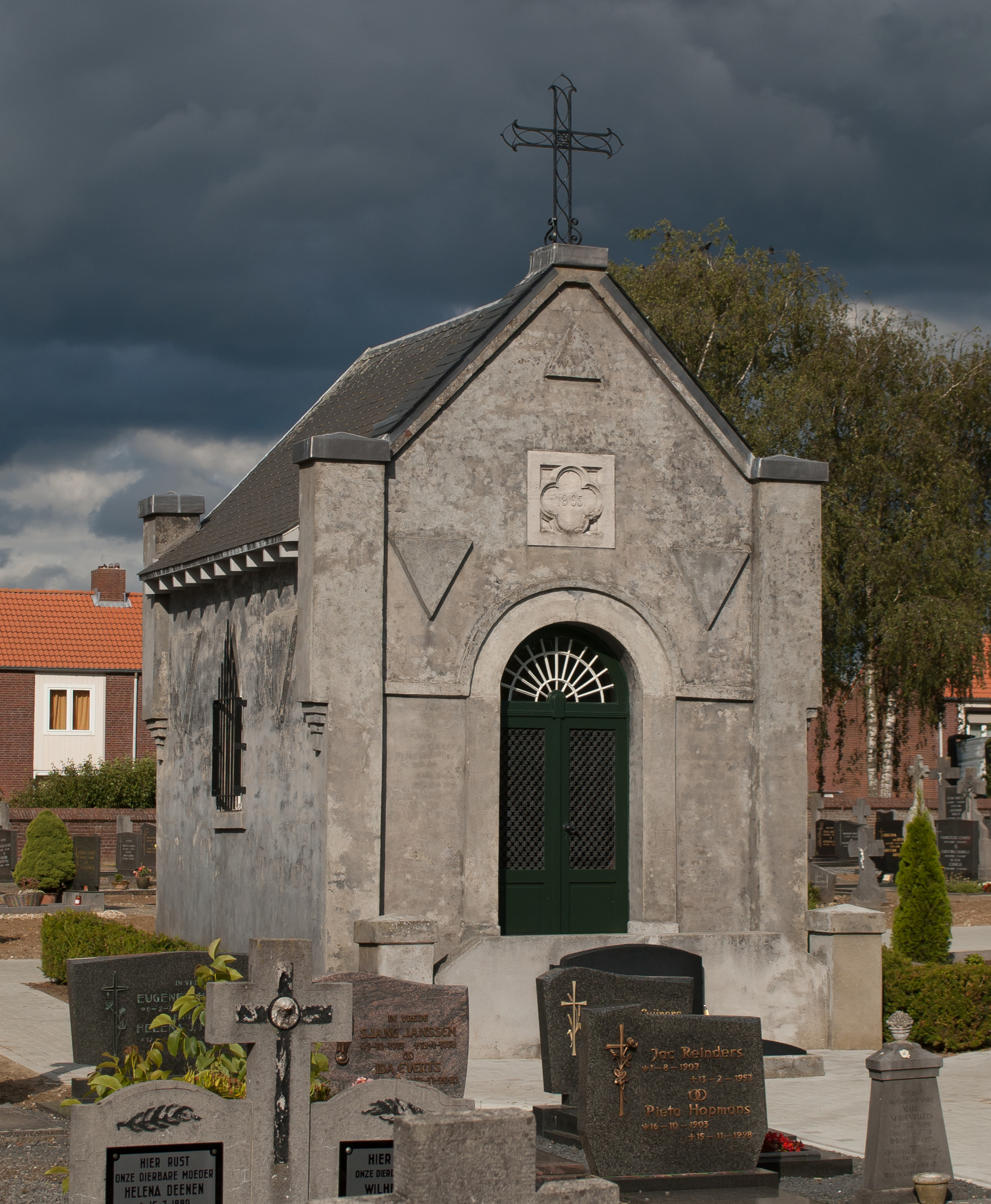
Grafkapel Geradts-Regout, Posterholt
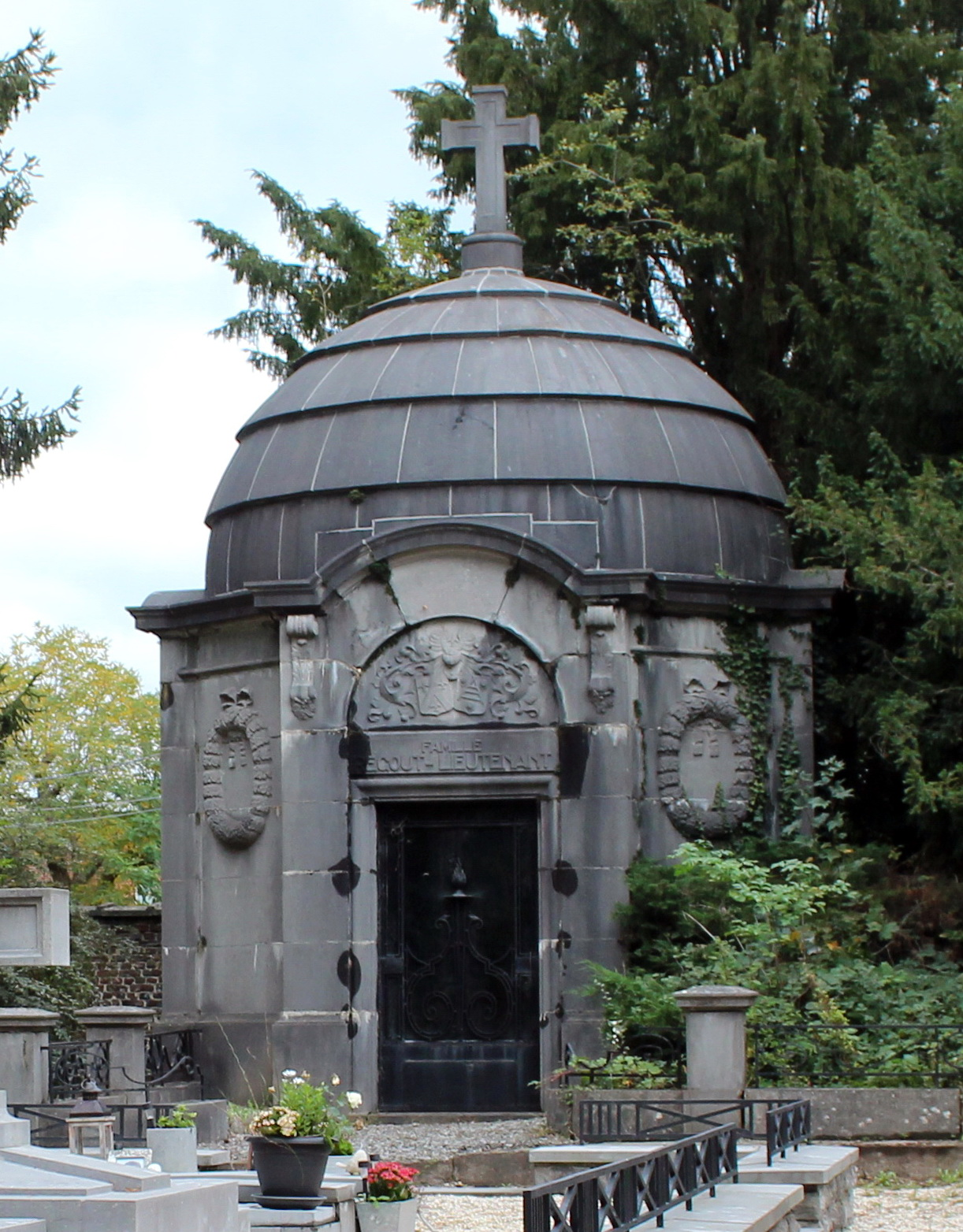
Grafkapel Regout-Lieutenant, Verviers-Heusy

## Familiewapen
Het wapen van de familie Regout werd in 1867 door het Nederlandsch Heraldisch Genootschap aan Petrus Laurentius Regout en zijn nakomelingen toegekend. Met uitzondering van de dubbele keper is het vrijwel identiek aan het wapen dat staat afgebeeld in het wapenboek van Gerrit Hesman uit circa 1708. Het is niet aangetoond dat er een directe link is tussen de Maastrichtse Regouts en de Regouts in dit wapenboek. Een tak van de familie Regout zou in 1741  in de adelstand zijn verheven, maar deze stierf na enkele generaties uit.
De officiële beschrijving van het familiewapen luidt: "Een veld van keel beladen met een chevron en drie leliën van zilver met een open helm van zilver, geboord met goud, helmklederen van keel met zilver, voerende tot cimmier een lelie uit het schild tussen een vlucht van zilver en keel".

## Stichting Regout
In 1991 richtten enkele familieleden de Stichting Regout / Fondation Regout op met het doel het onderlinge contact te verbeteren, gegevens over de geschiedenis van de familie te verzamelen en een geschikt onderkomen voor het familiearchief te vinden. Vanaf 1995 verscheen tweemaal per jaar de Kroniek van de familie Regout / Chronique de la famille Regout, deels in het Nederlands, deels in het Frans. De Stichting Regout organiseert reünies, waarbij getracht wordt locaties te vinden waarmee de familie een historische band heeft. Zo waren er reünies in villa Kruisdonk, kasteel Vaeshartelt en de abdij van Val-Dieu.
In de bijna dertig jaar van haar bestaan organiseerde de stichting diverse grote reünies, naast een aantal kleinere bijeenkomsten en andere gemeenschappelijke activiteiten, zoals excursies, golf-, tennis- en bridgetoernooien. In die periode werd tweemaal een bijgewerkte genealogie van de familie uitgegeven (1996 en 2012) en werd een genealogische publicatie opgenomen in Nederland's Patriciaat ofwel het 'blauwe boekje' (1998). Verder verzorgde de stichting de publicatie van een vijftigtal afleveringen van de Kroniek van de familie Regout / Chronique de la famille Regout. Ook worden incidenteel voorwerpen verworven, die met de geschiedenis van de familie samenhangen. Zo financierde de stichting de aankoop en restauratie van een album van Petrus Regout.
Vanaf 2003 is er een eigen website met een gedeelte voor bezoekers en een afgeschermd gedeelte voor leden (familieleden). Het openbare gedeelte bevat onder andere biografische schetsen van Petrus (I) en zijn voorvaderen, Thomas, Louis (I) en (II) en Robert Regout (s.j.), een korte geschiedenis van de belangrijkste familiebedrijven en een reeks afbeeldingen uit het Album dédié à mes enfants et mes amis.
Daarnaast bestaat er een Stichting Grafkelder Petrus Regout, die zorgt draagt voor het onderhoud en beheer van de familiegrafkelder in Meerssen en jaardiensten regelt in de naastgelegen basiliek.